# Biserica de lemn din Urisiu de Sus

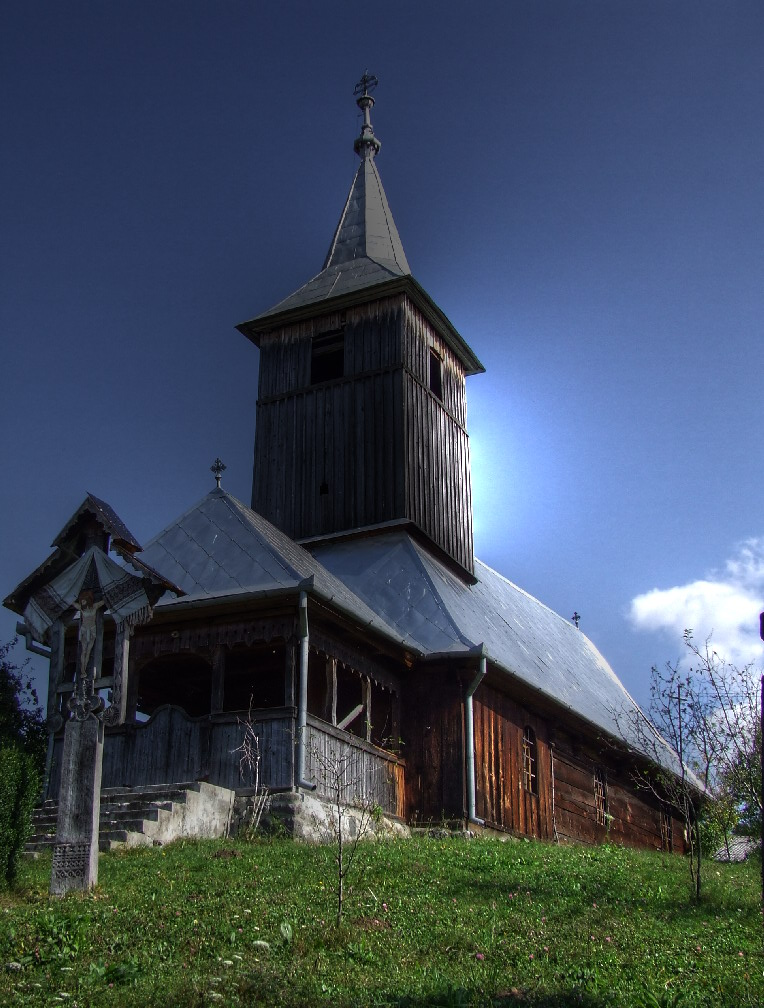
Biserica de lemn din Urisiu de Sus, vedere din sud-vest, sept. 2008

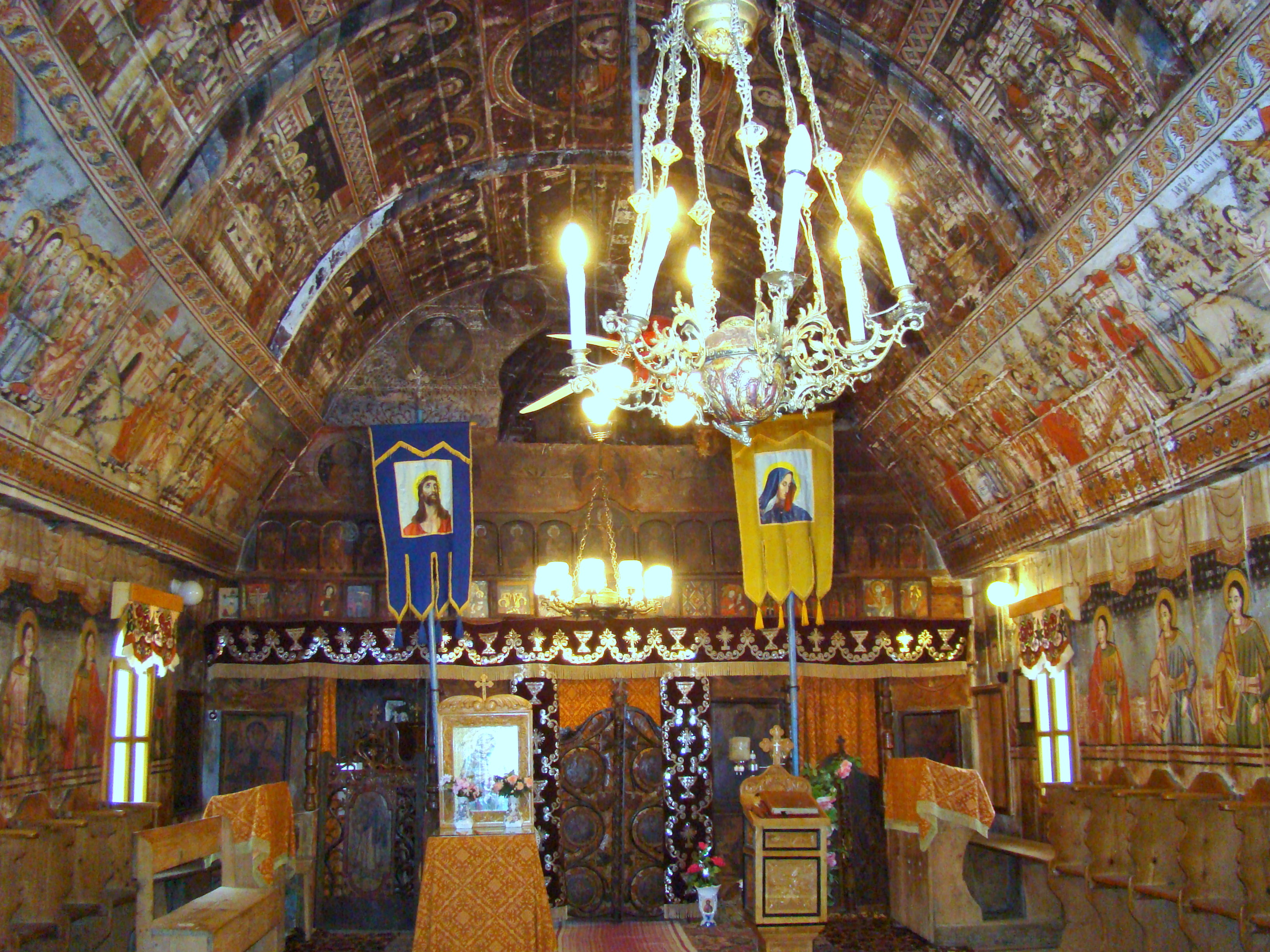
Interiorul navei spre iconostas

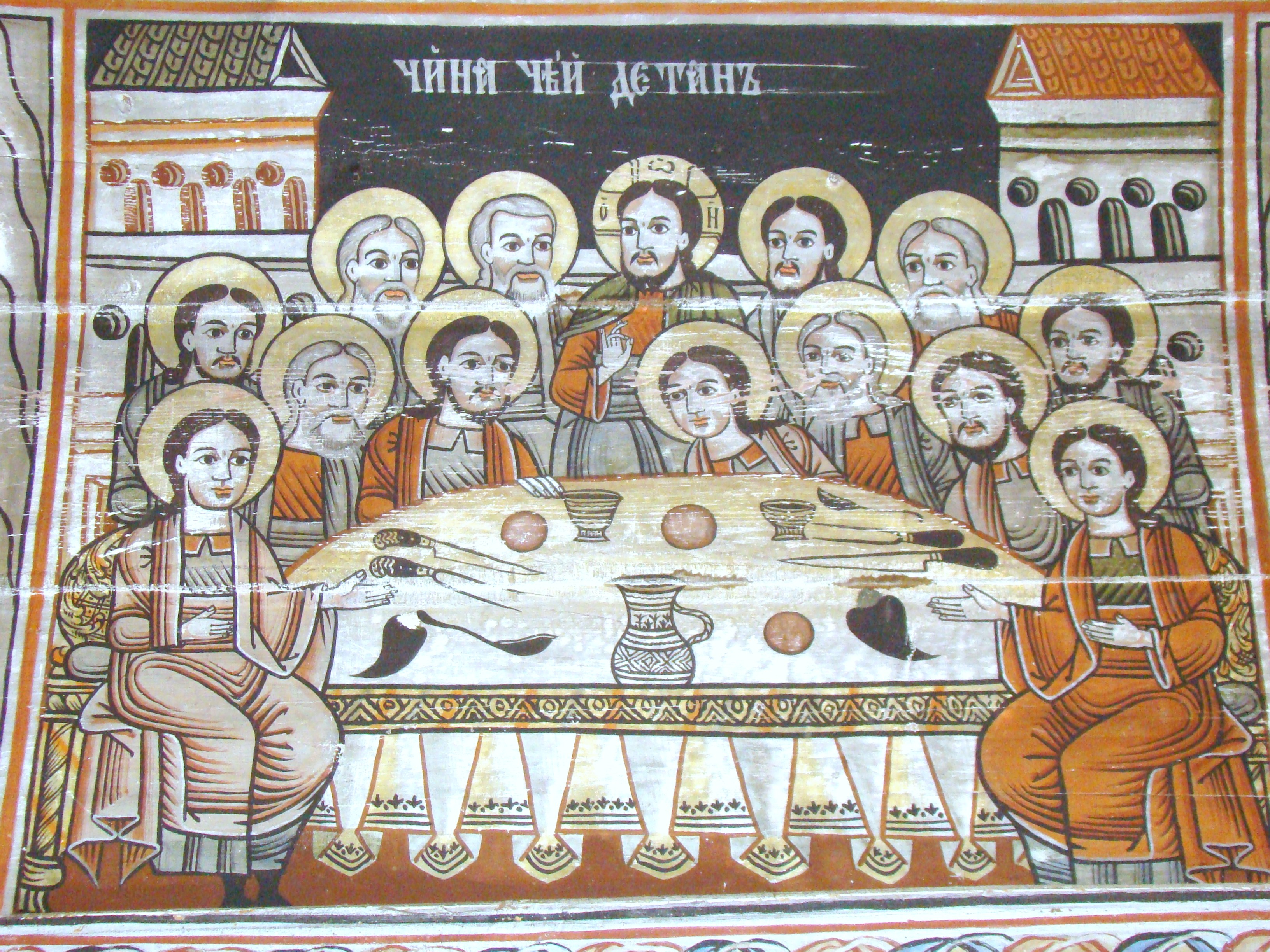
Cina cea de Taină

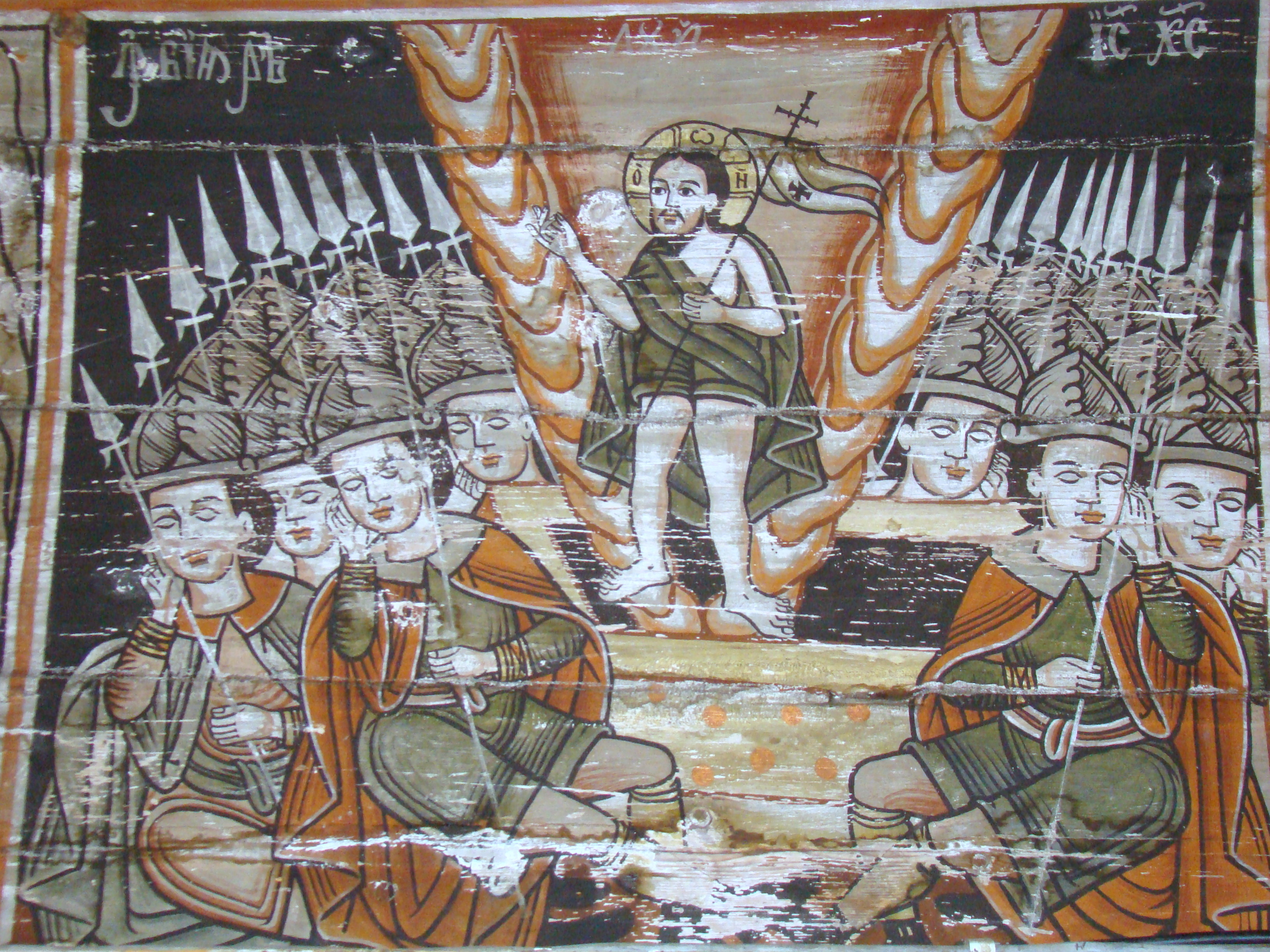
Învierea Domnului

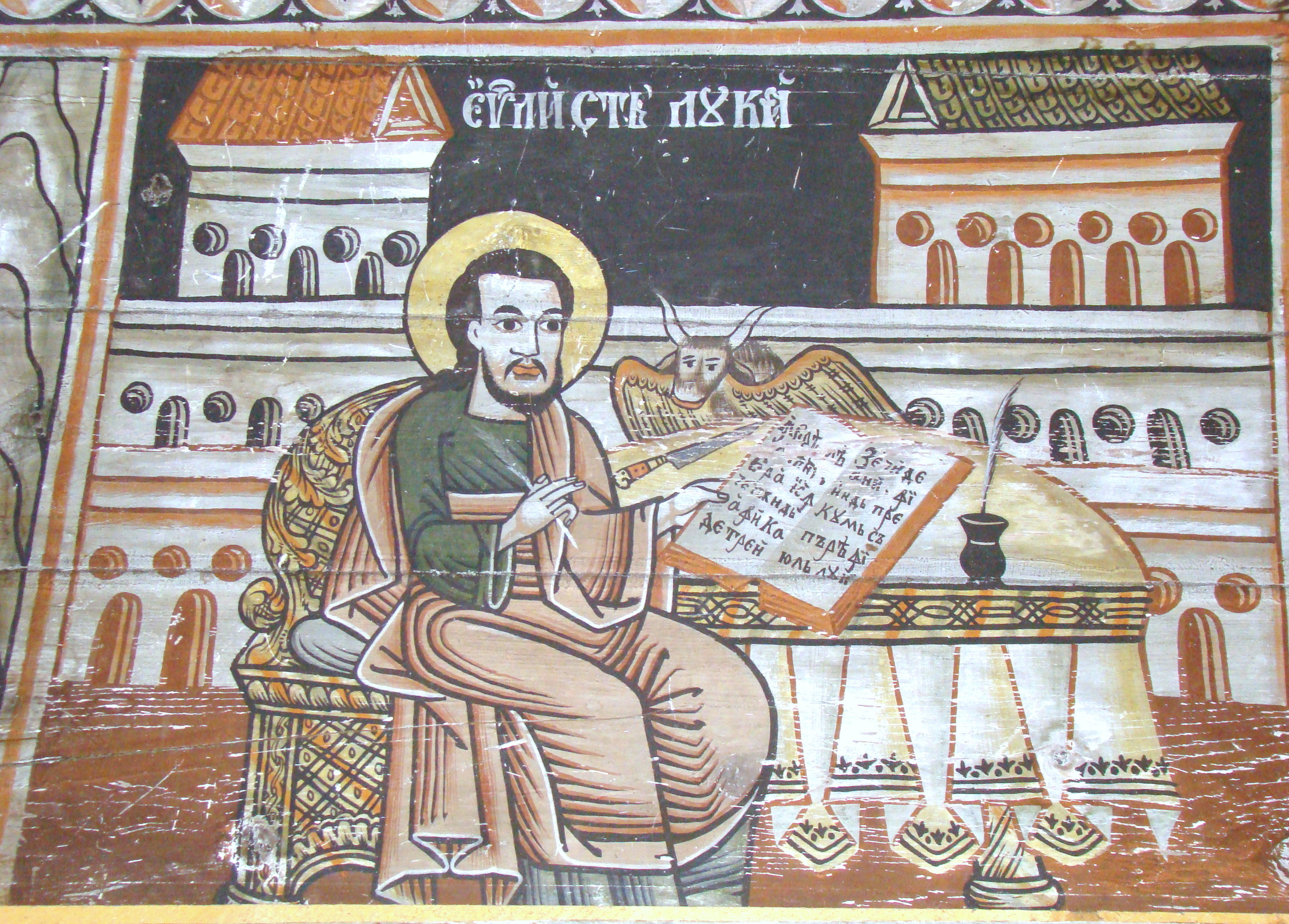
Evanghelistul Luca

Biserica de lemn din Urisiu de Sus, comuna Chiheru de Jos, județul Mureș, datează din secolul al XIX-lea. Are hramul „Sfânta Treime”. Biserica se află pe noua listă a monumentelor istorice sub codul LMI:  MS-II-m-A-16060.

## Istoric
Poartă hramul „Sfânta Treime” și datează din secolul al XIX-lea. Biserica ortodoxă din Urișiu de Sus a fost construită între anii 1848 și 1852 pe locul vechii biserici de lemn, o biserică mai mică și mai șubredă despre care nu se știe mai mult. Biserica actuală, construită în întregime din lemn, în formă de corabie, a fost pictată în întregime cu scene biblice din Noul Testament, de către pictorul popular Popa Gheorghe din Șerbeni, în anul 1856. A fost mărită mai târziu, în anul 1929, când i s-au construit turnul și tinda de la intrare. Cele mai vechi documente istorice care s-au păstrat dezvăluie șirul preoților slujitori cunoscuți care începe cu popa Iordache din Ibănești în jurul anului 1785, apoi preotul Gheorghe Poap în timpul căruia biserica a fost pictată și preotul Ioan Cornea care a slujit în jurul anului 1890. Îi urmează preotul Matei Zaharia în perioada 1892-1914, apoi preotul Victor Braniște între 1916-1918. Unii credincioși își amintesc că bunicii le povesteau despre preotul Teodor Bucin care i-a slujit intre 1920 și 1940. Preotului Gavril Covrig (1940-1944) i-a urmat părintele Leonida Cijacovschi până în anul 1961 și apoi preotul Traian Todoran până în 1974. Din martie 1975 paroh ortodox este preotul Alexandru Pop. 
Nu există documente care să ateste cine și când a oficiat sfințirea bisericii, știm doar că a fost construită în vremea preotului Gheorghe Poap, așa cum aflăm din Pisania ce a fost inscripționată pe cafas: „…Această Sfântă Beserică s-au făcut în anul 1852 în zilele înălțatului împărat Francisc Iosif și a excelenței sale Domnului Episcop Andrei Șaguna și Protopop Eparhii Ștefan Braneș și paroh a satului Gheorghe Poap șî Feu corator Suci Irtemie și ceilalți curatori Suci Ion, fătu Suci Neculae juse Suci Sandu, Cășvean Ion, Suci Neculae, Cășvean Vasile, Sărde Toader, Suci Dumitru, Cășvean Petru și ceilalți onorați săteni spre veșnica lor pomenire șî s-au săvârșit de zugrăvit în anul 1856 mai 21 de mine Popa Gheorghe din Șerbeni”.

## Imagini din interior

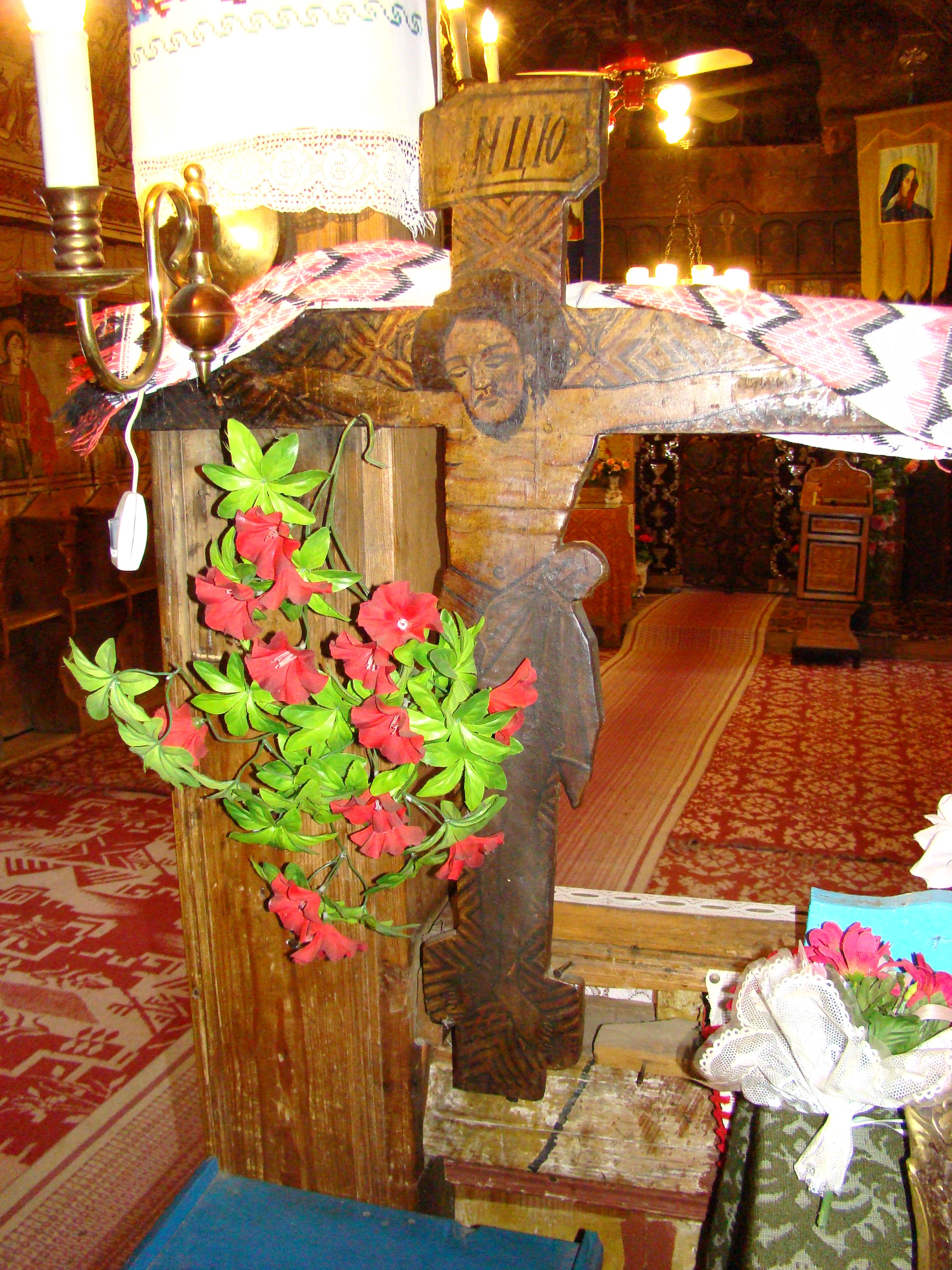
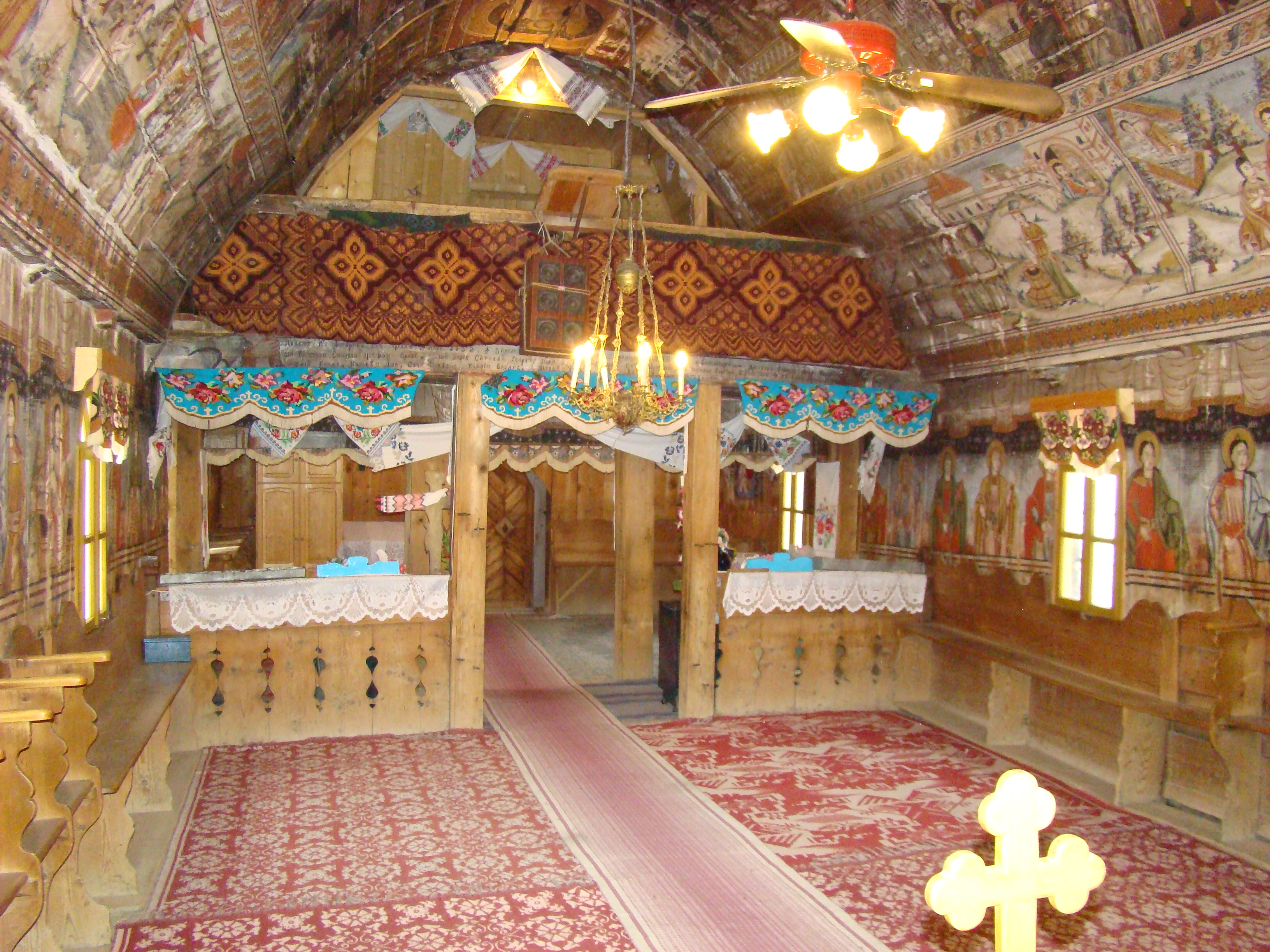
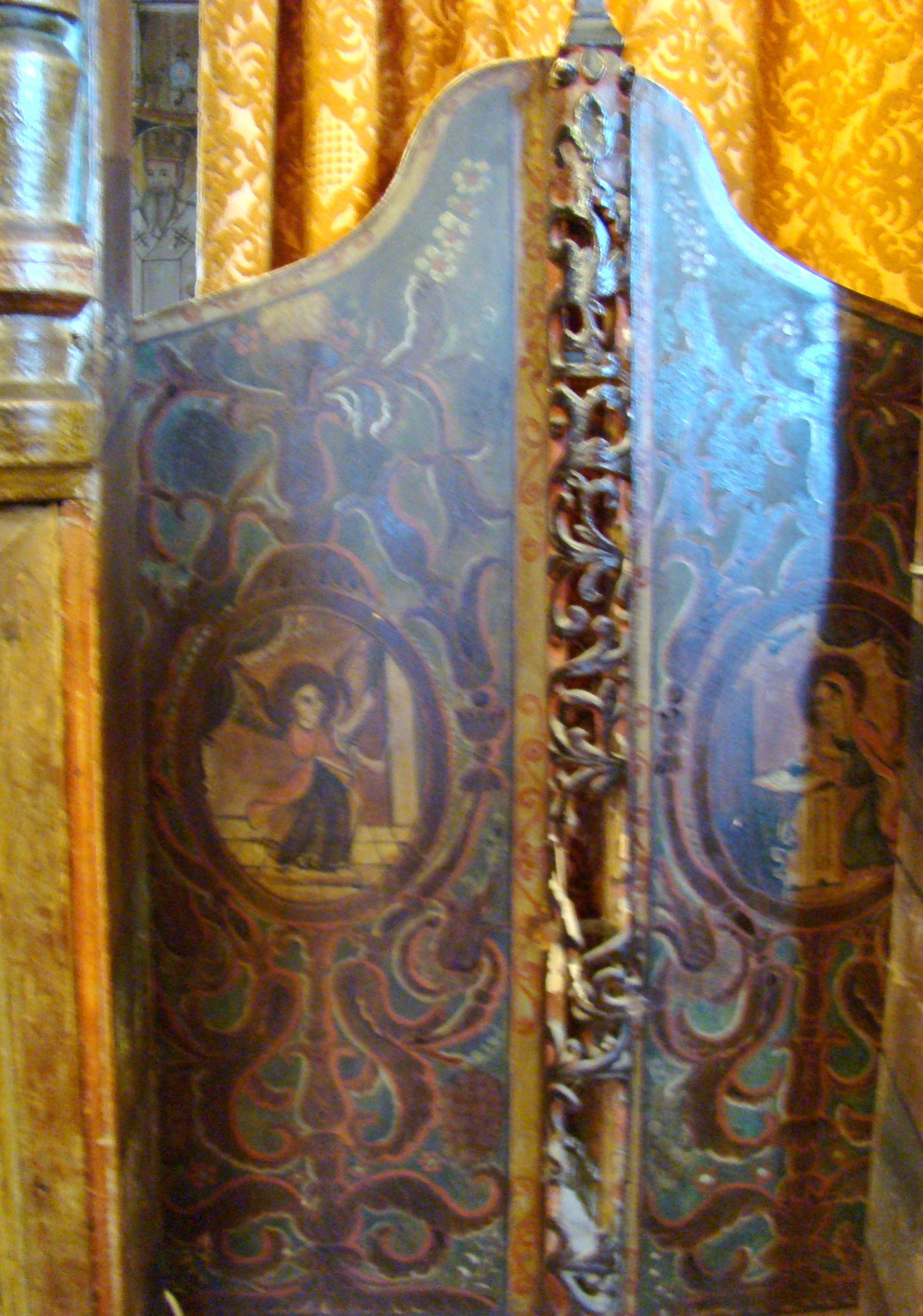
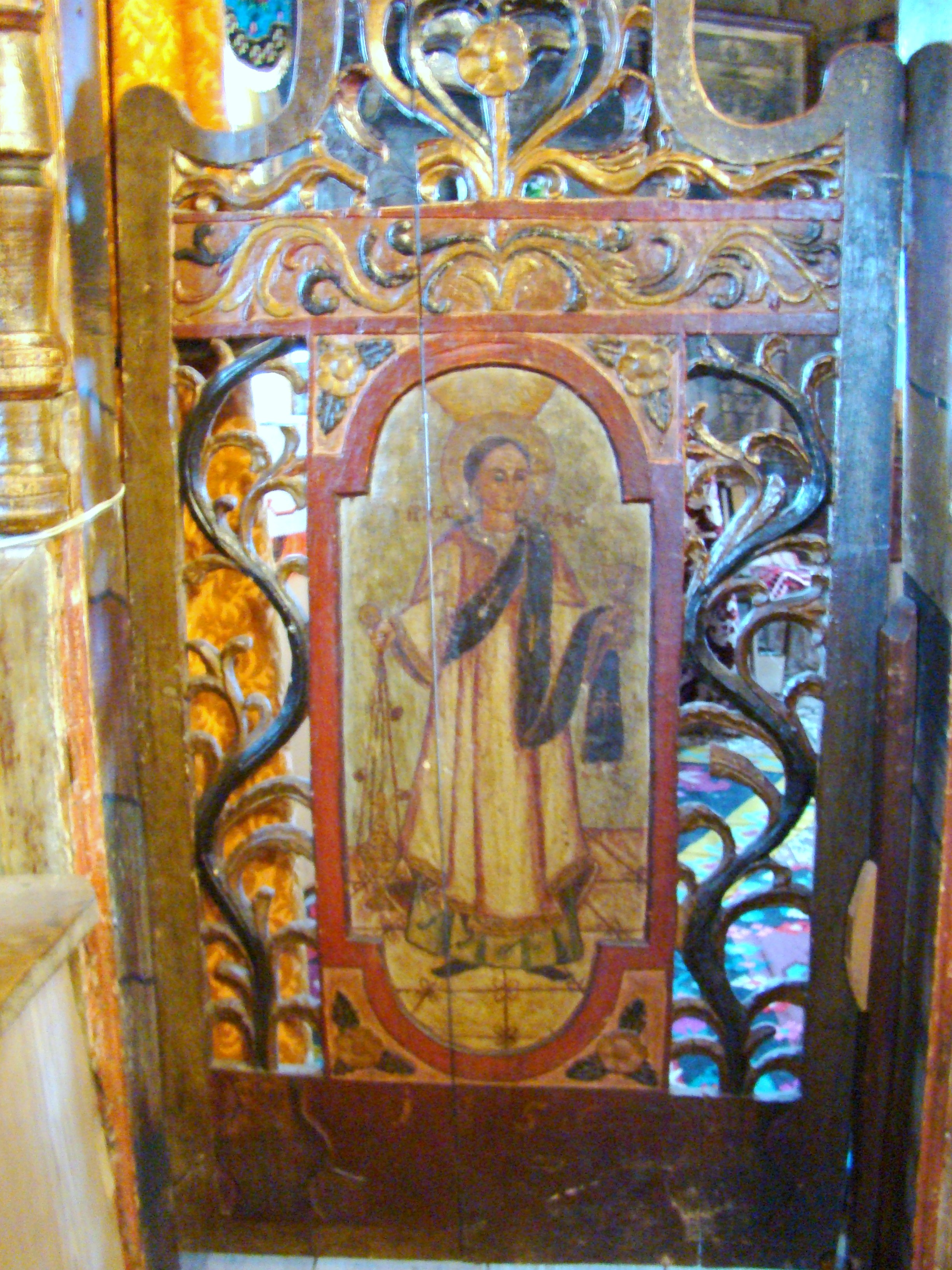
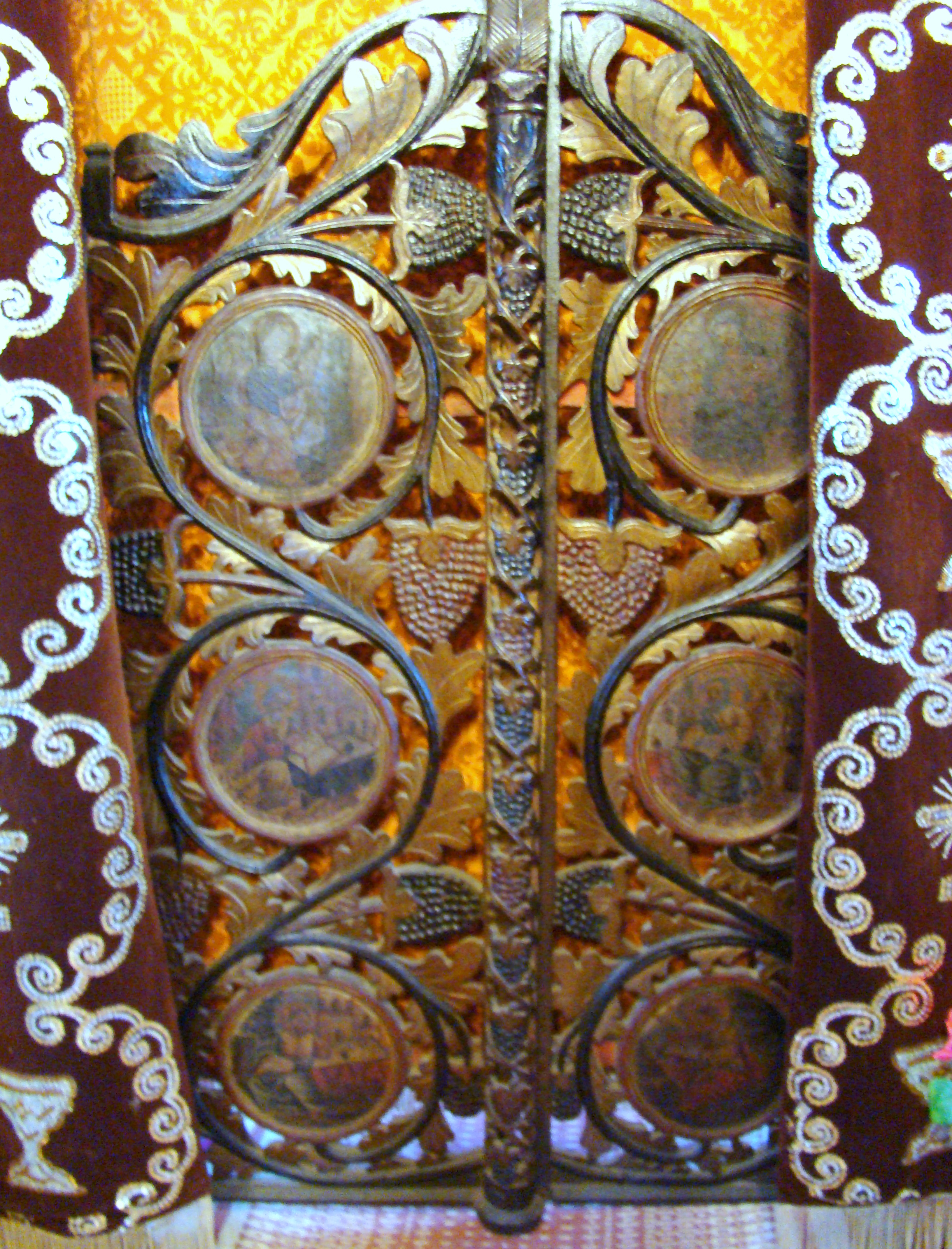
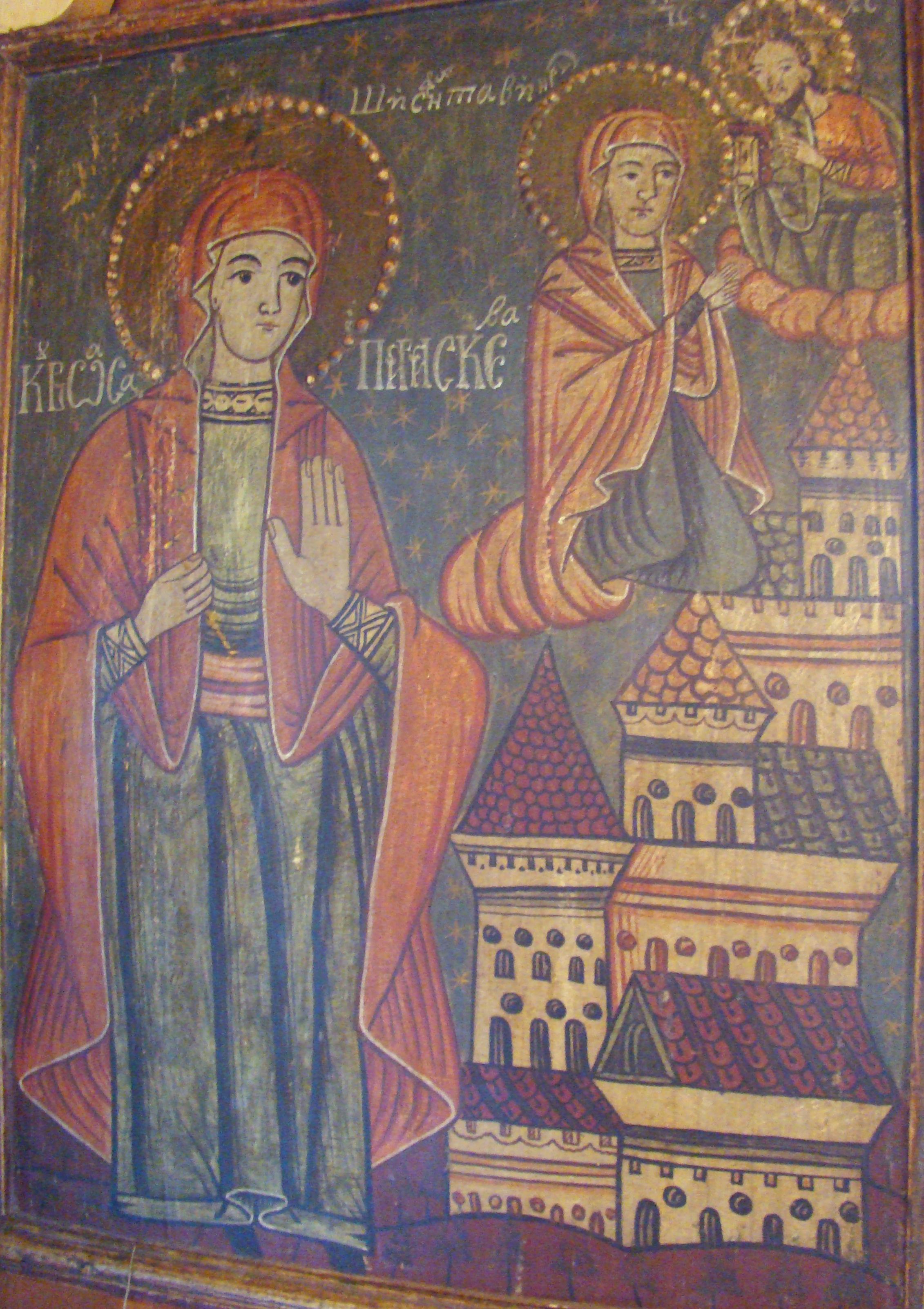
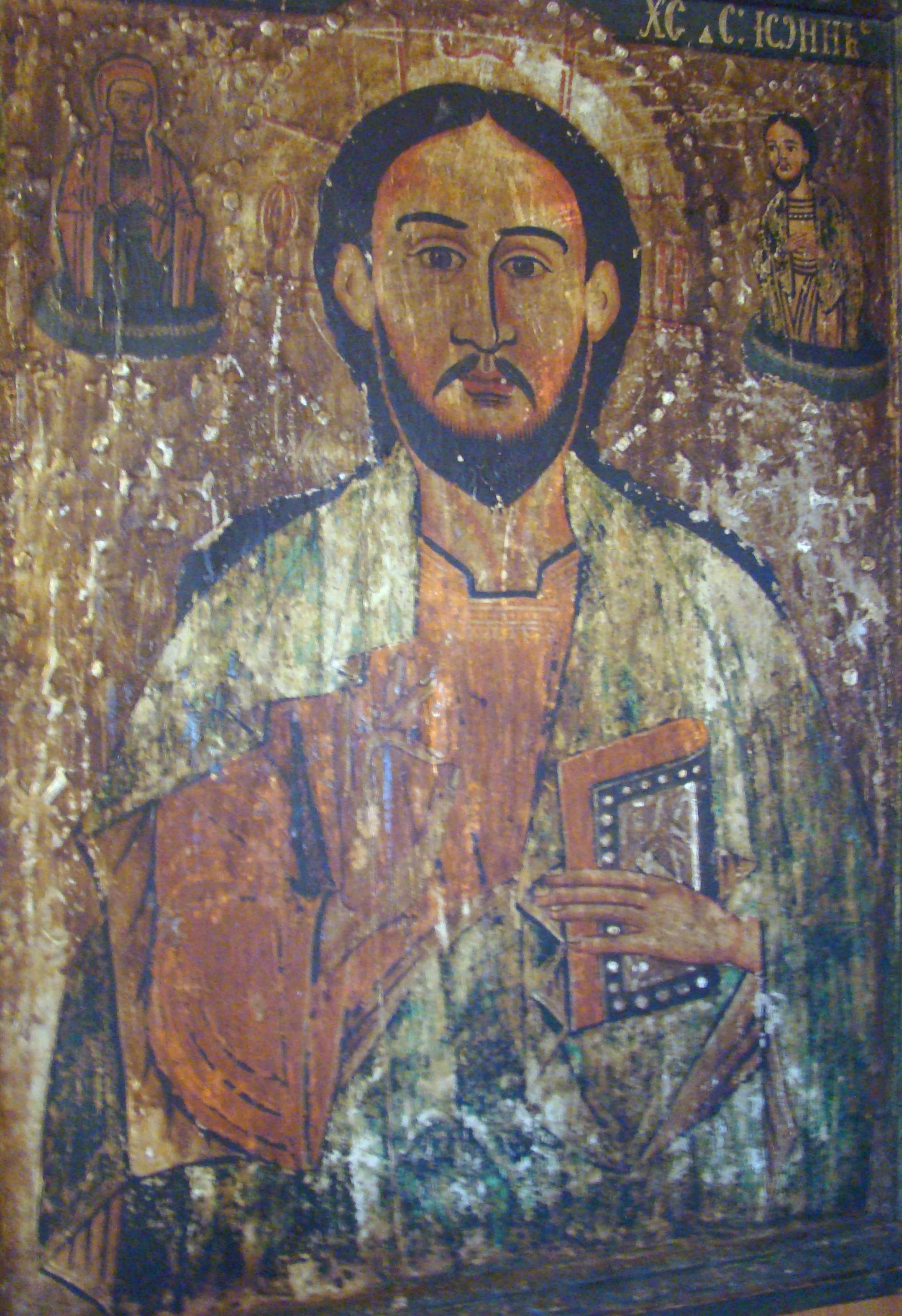
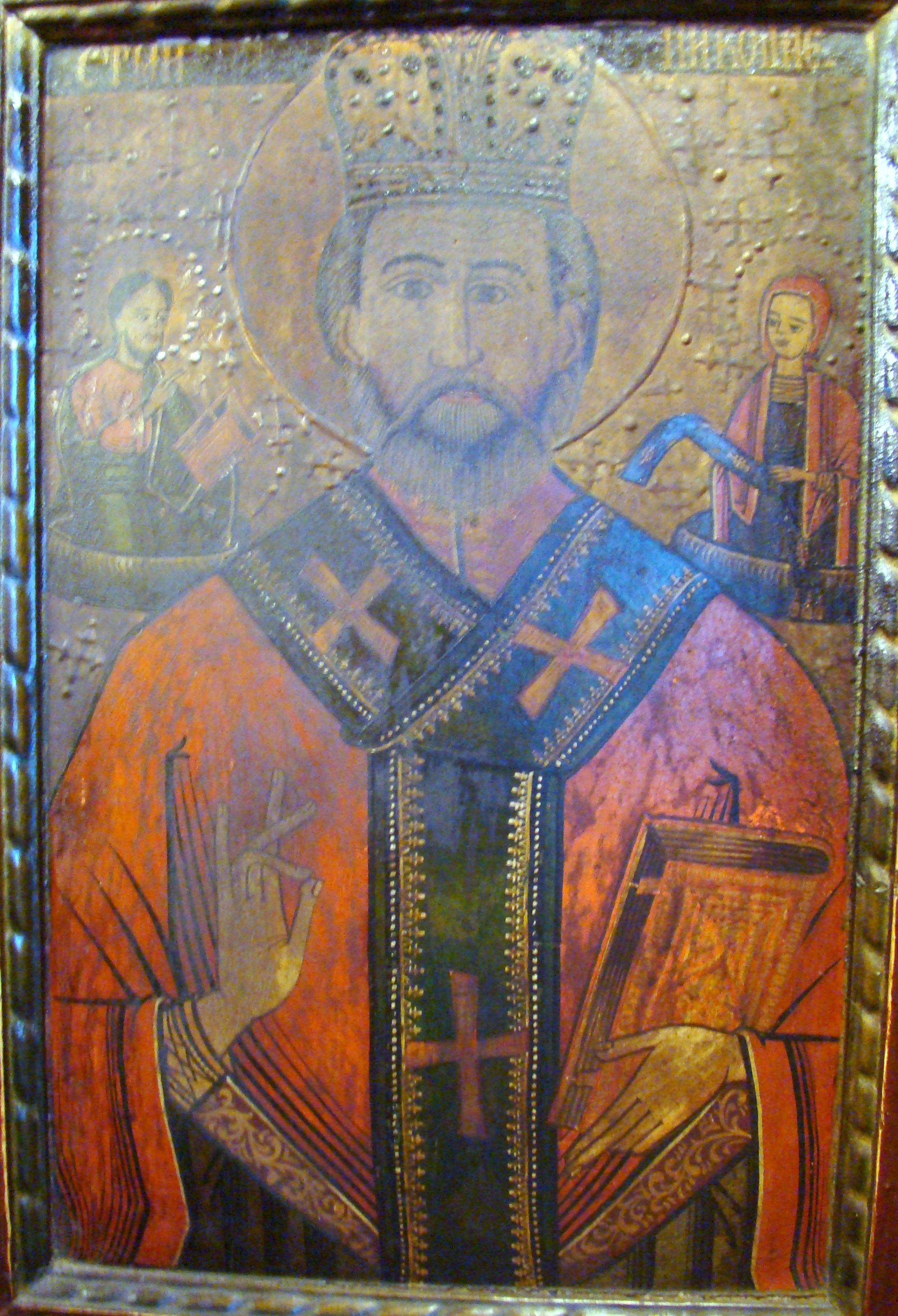
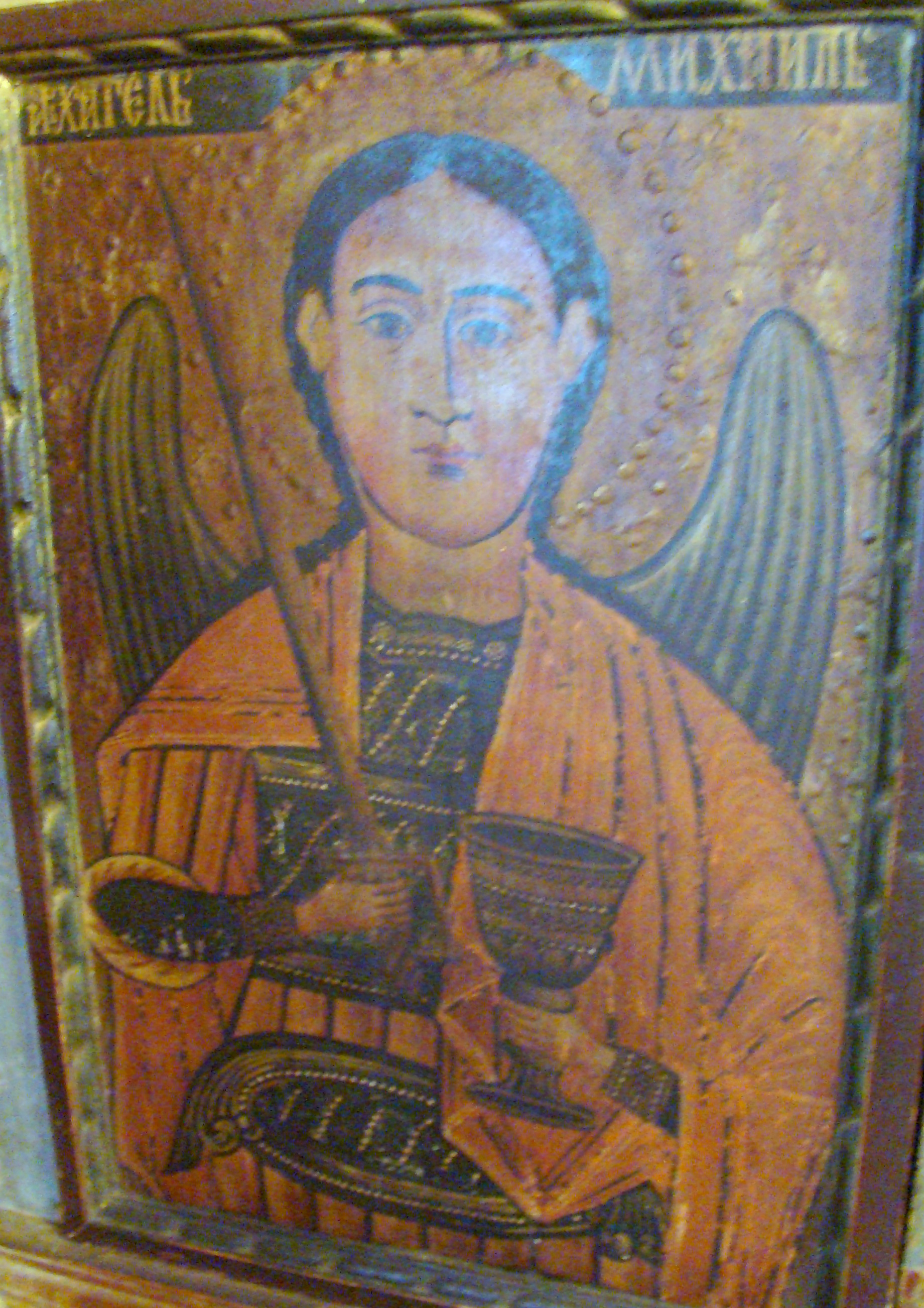
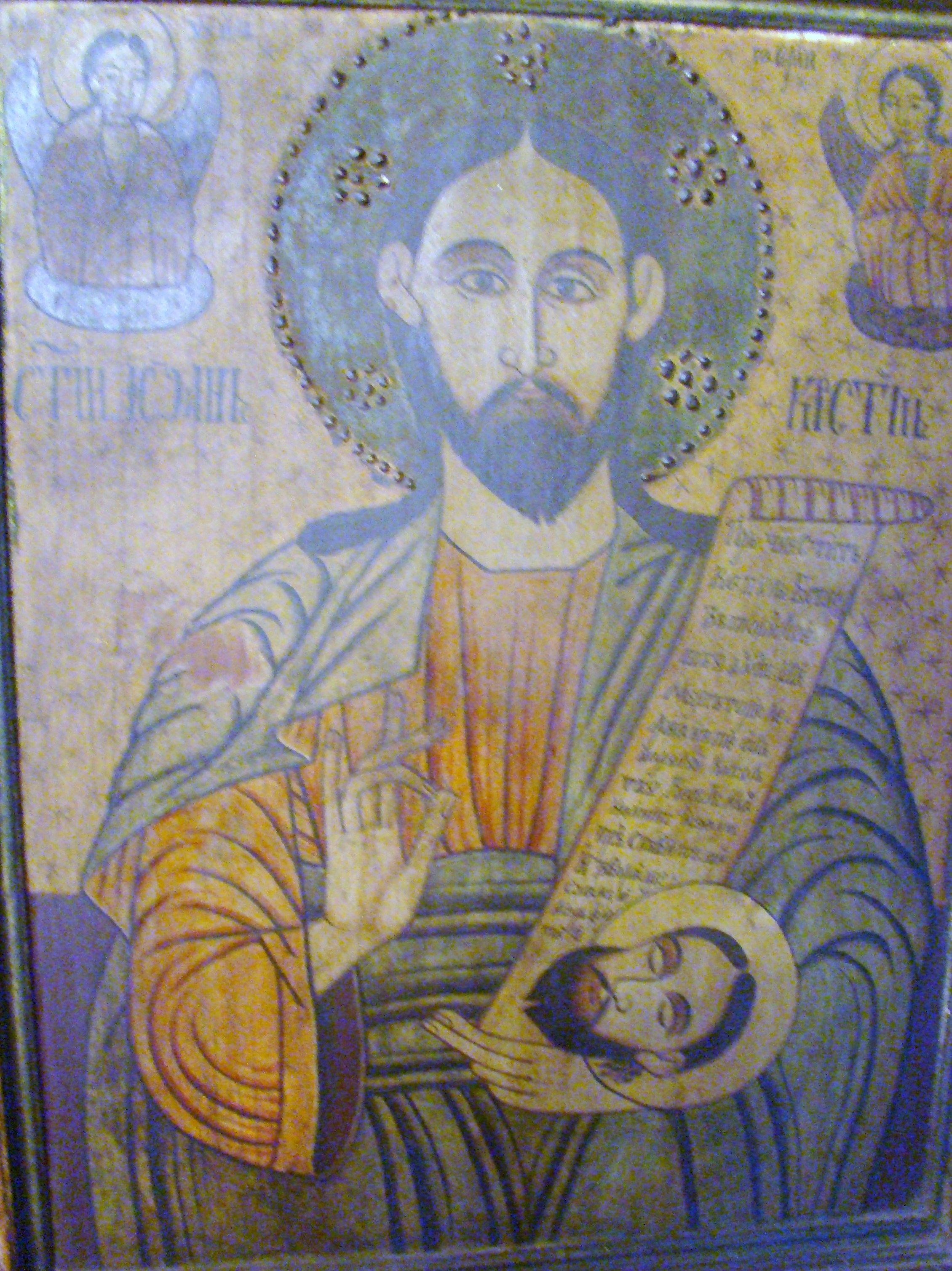
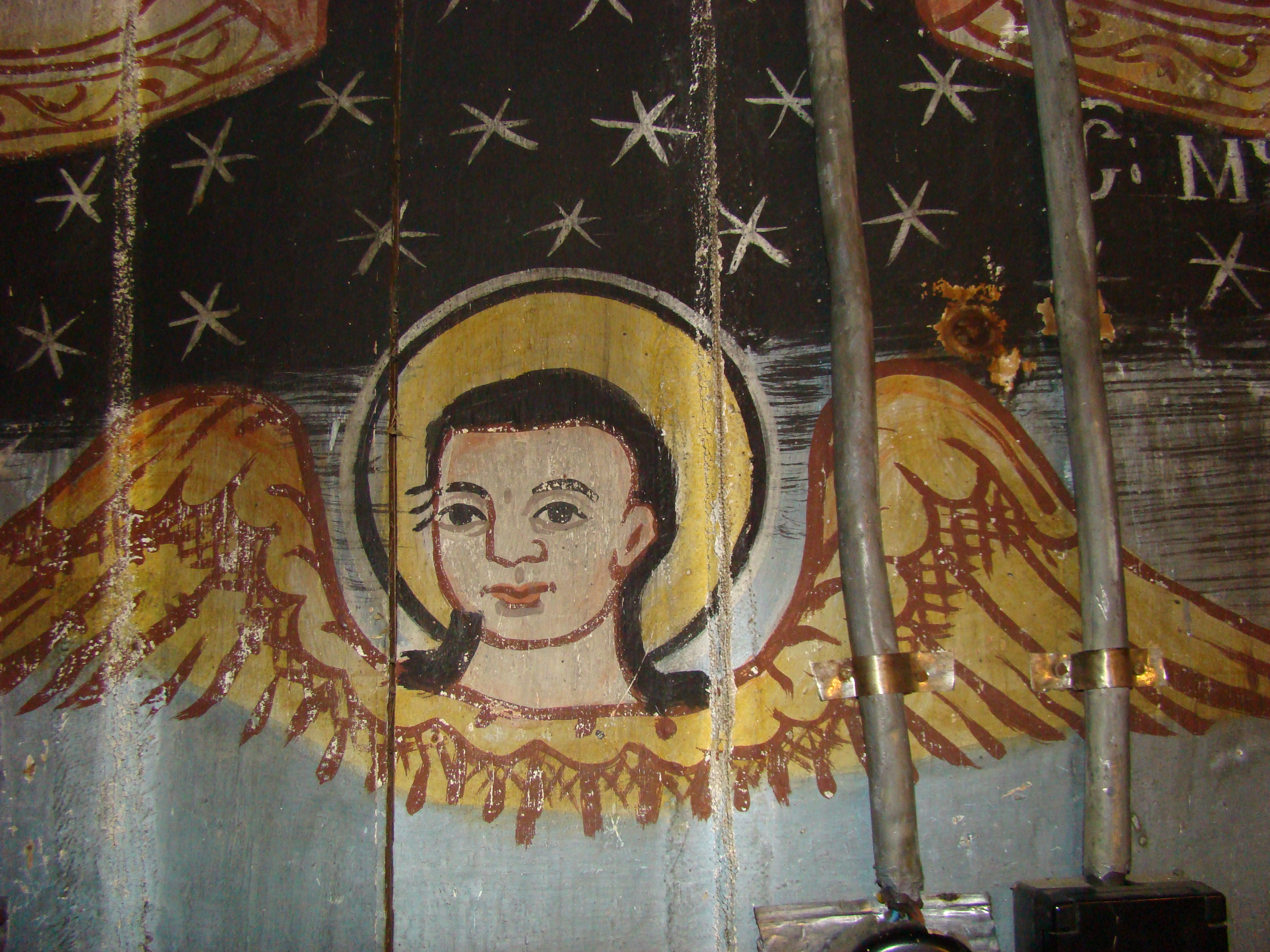
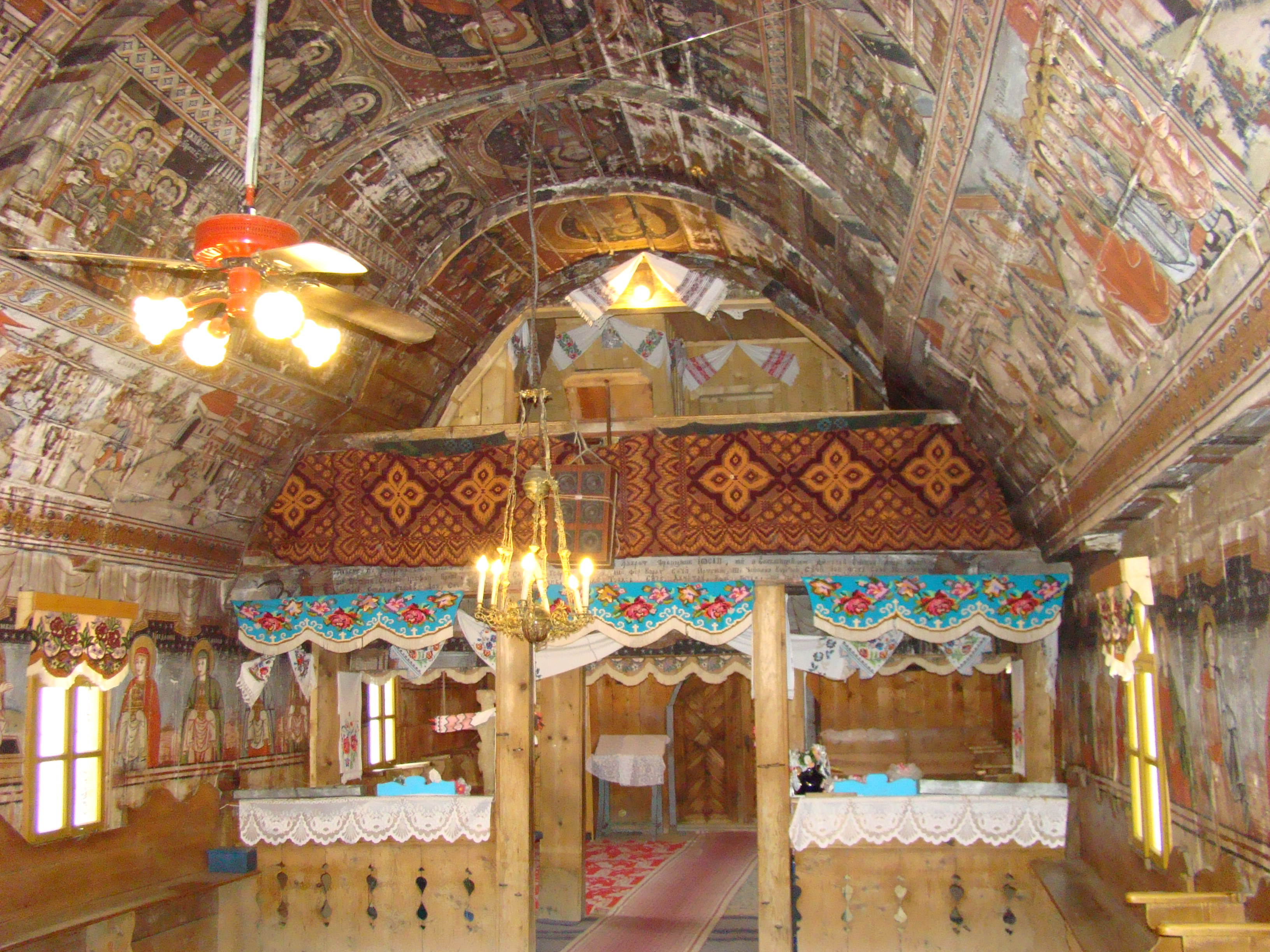
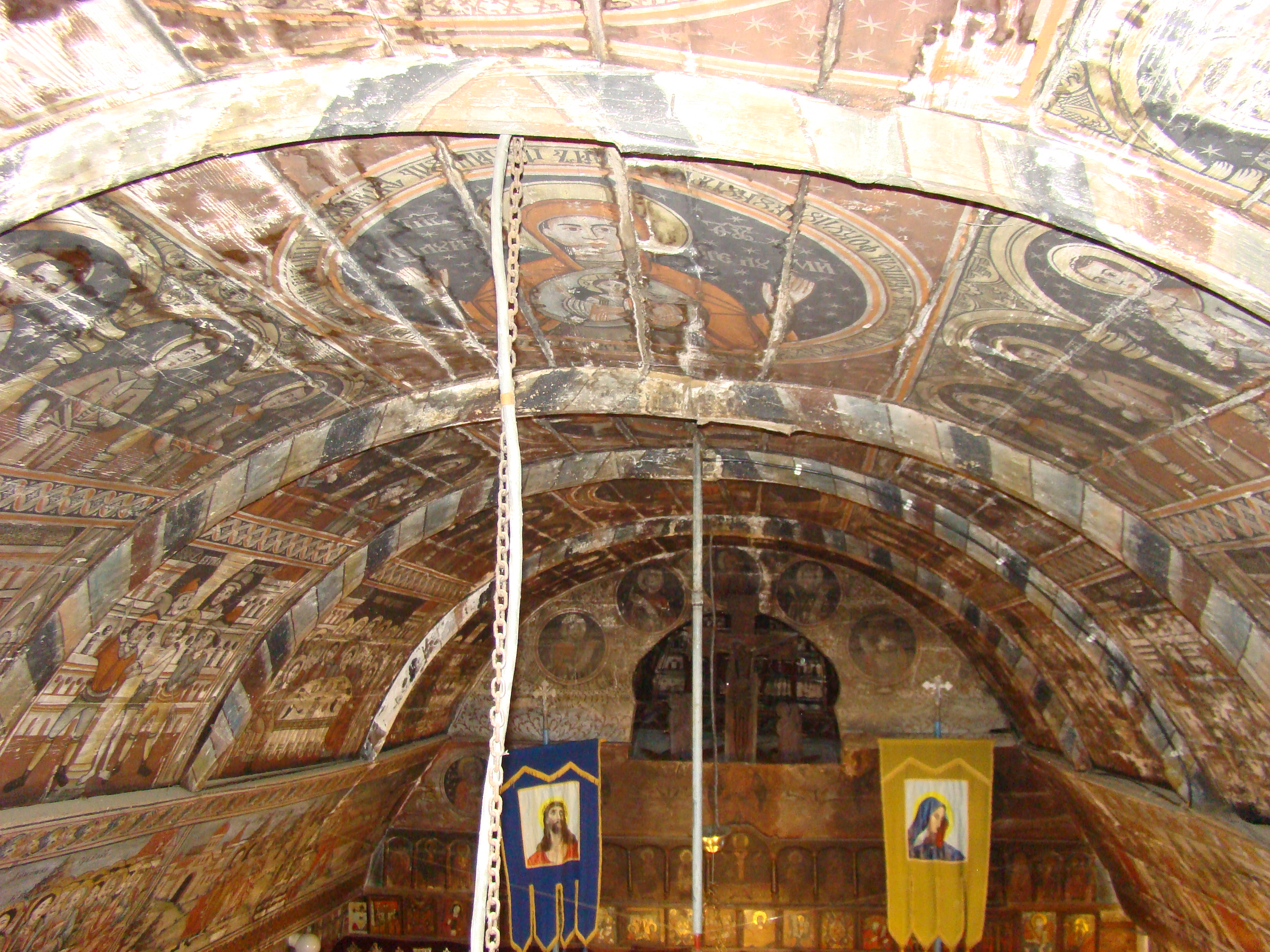
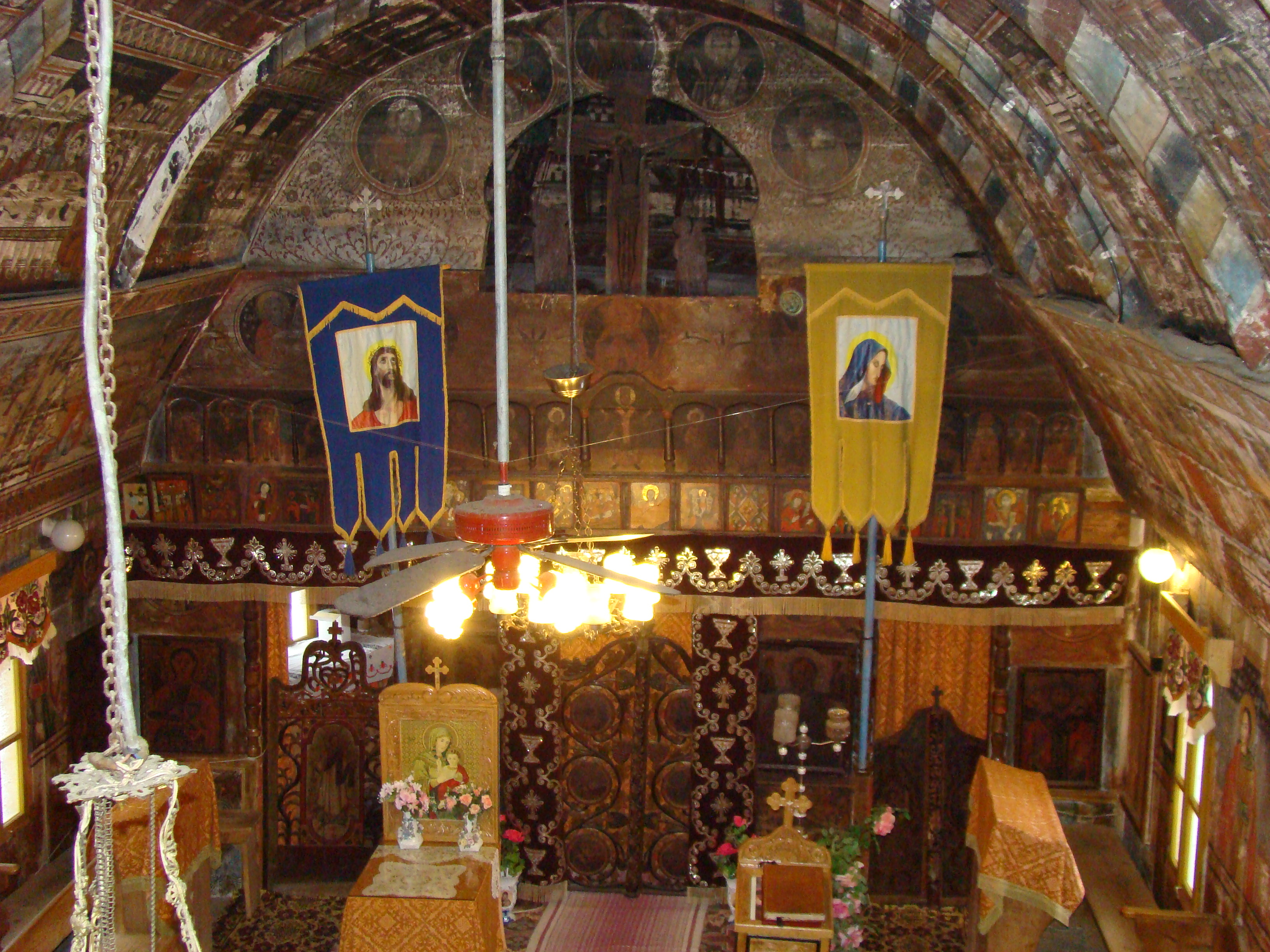
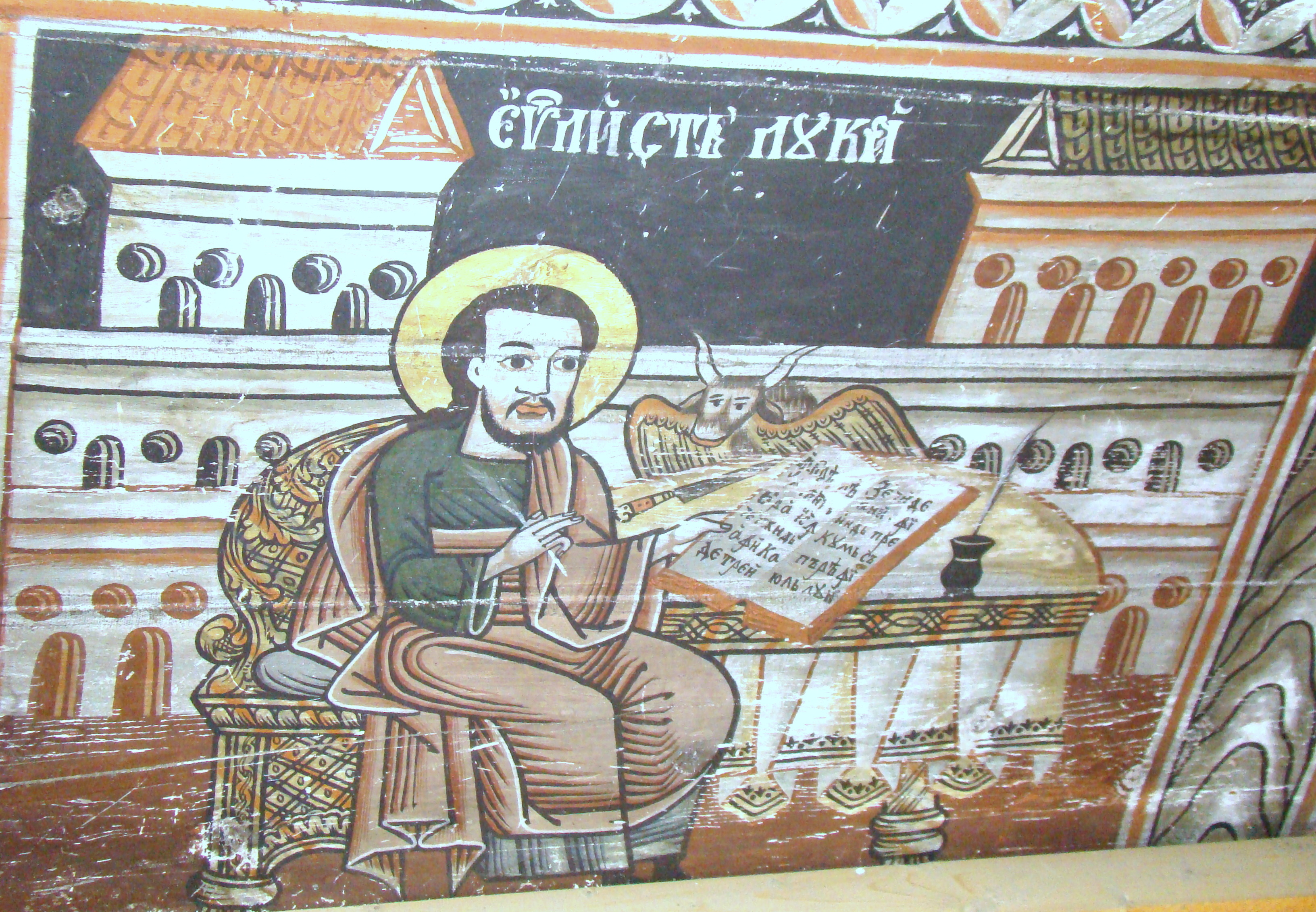
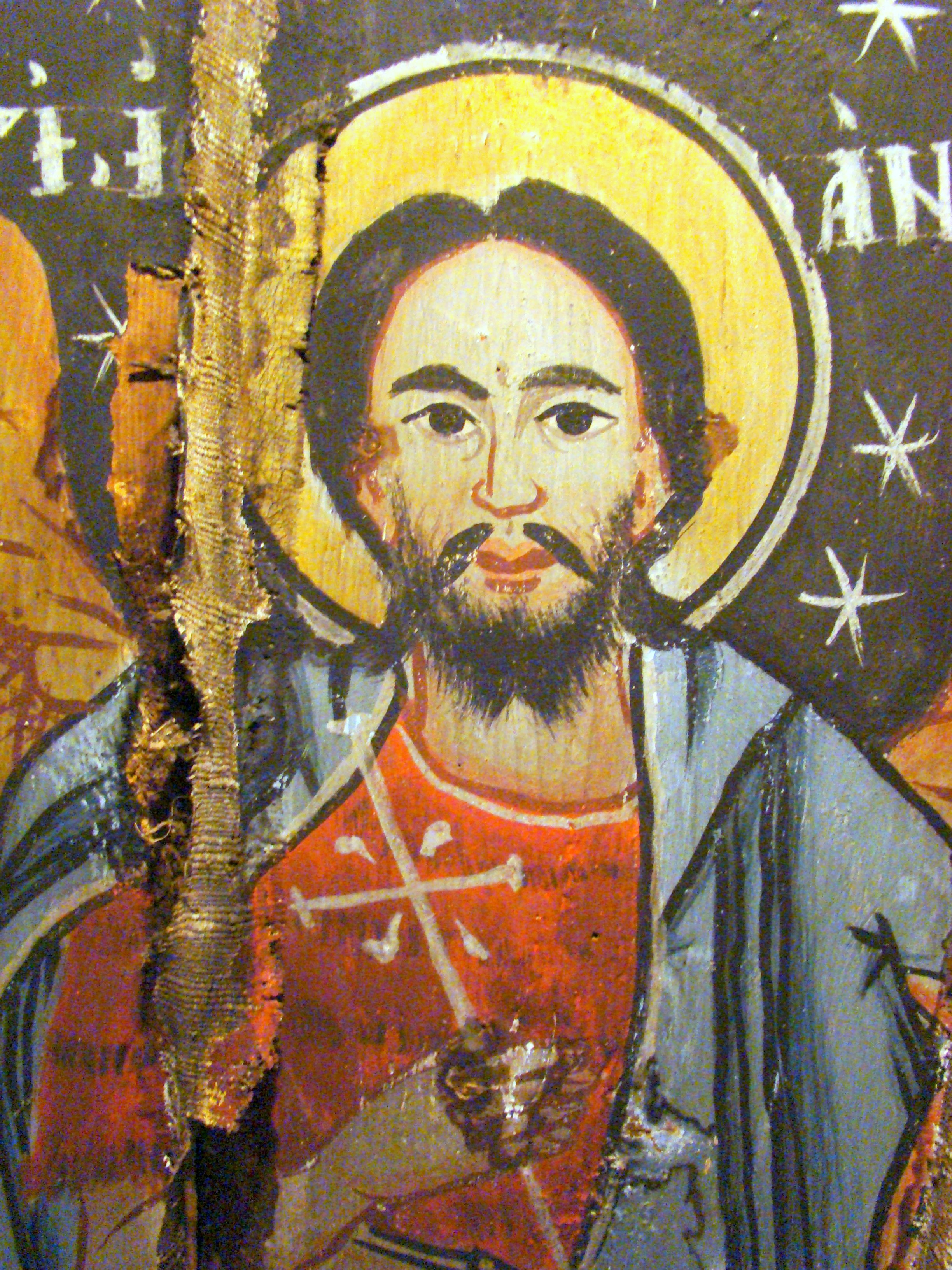
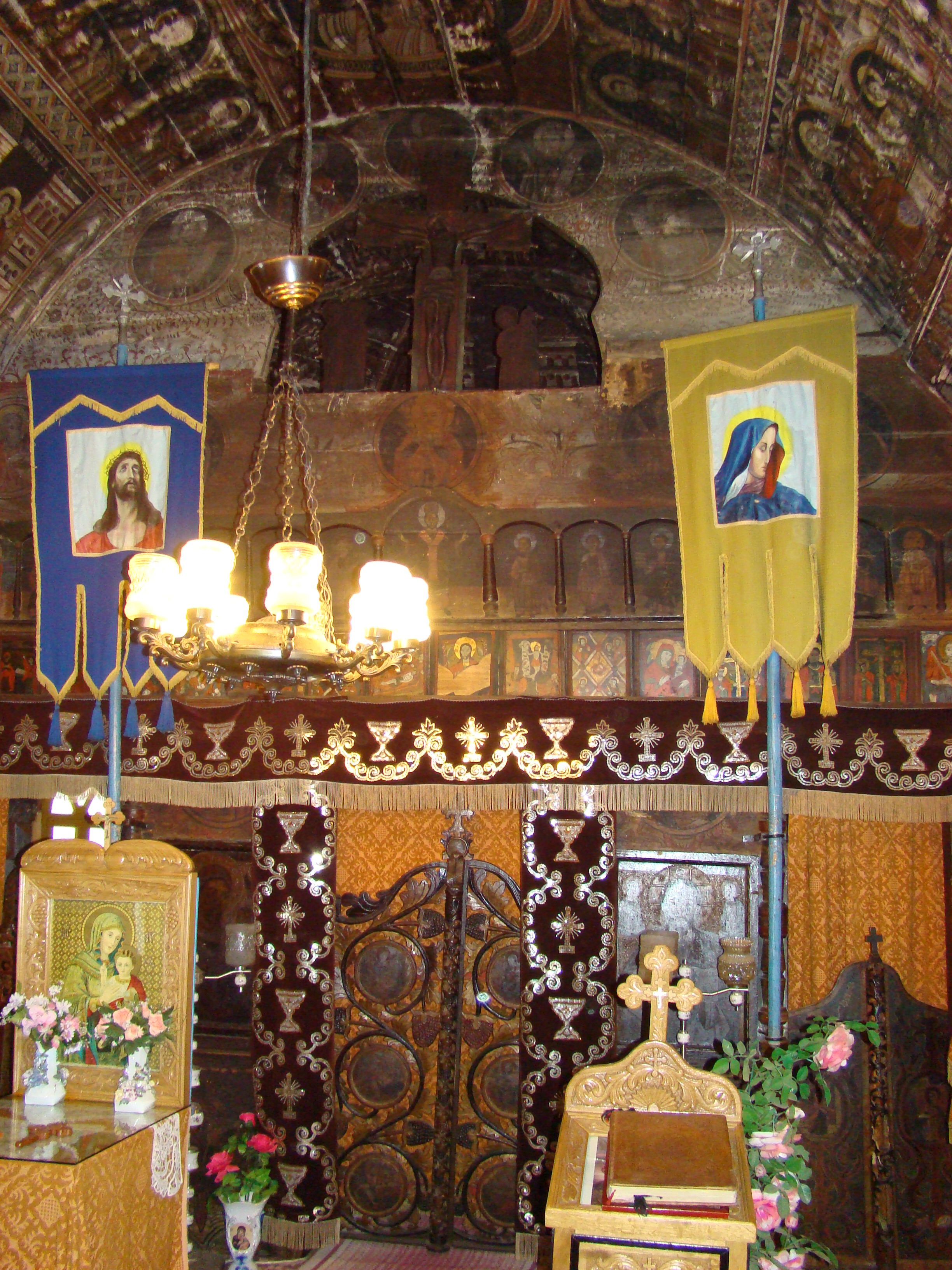
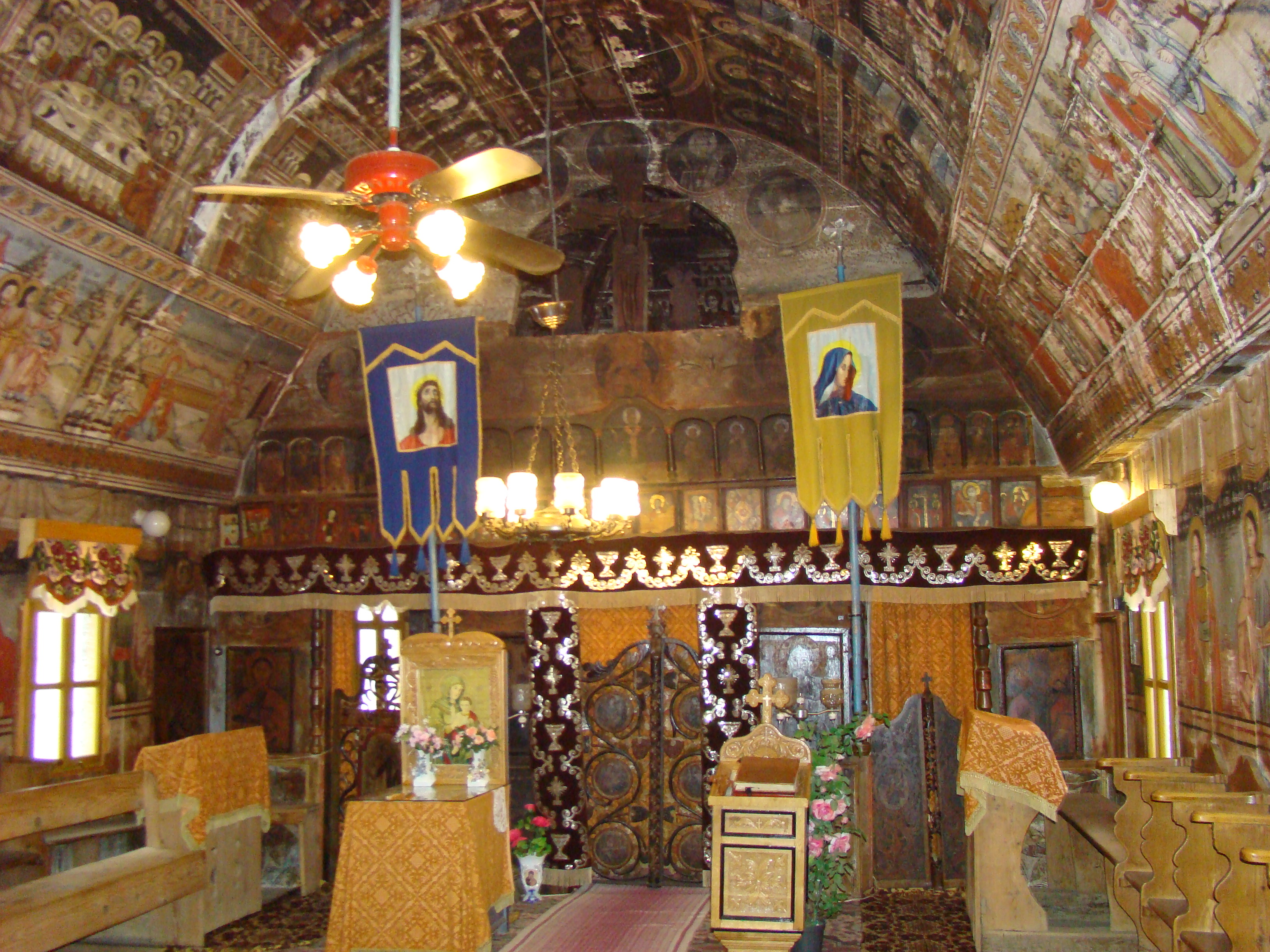
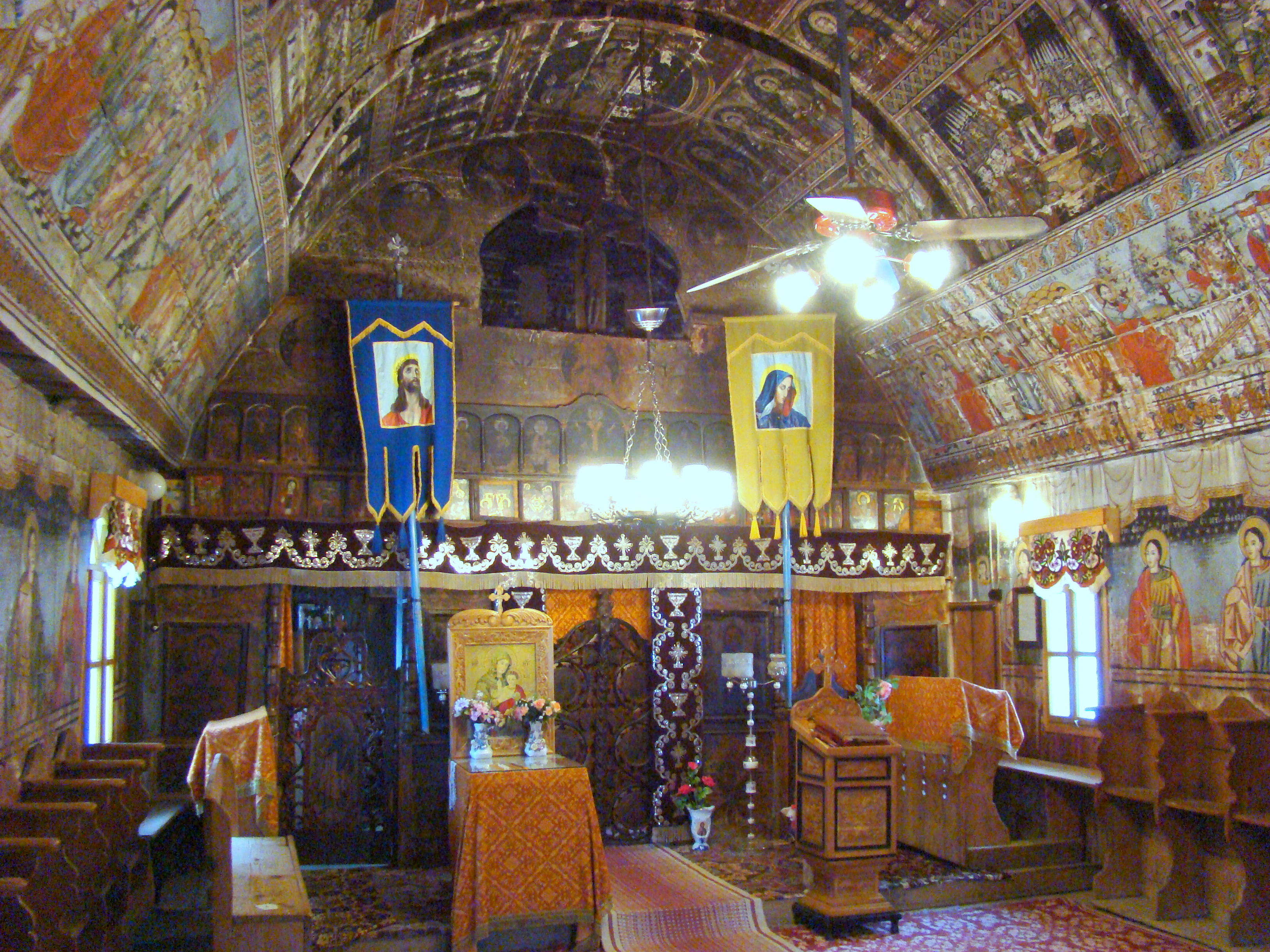
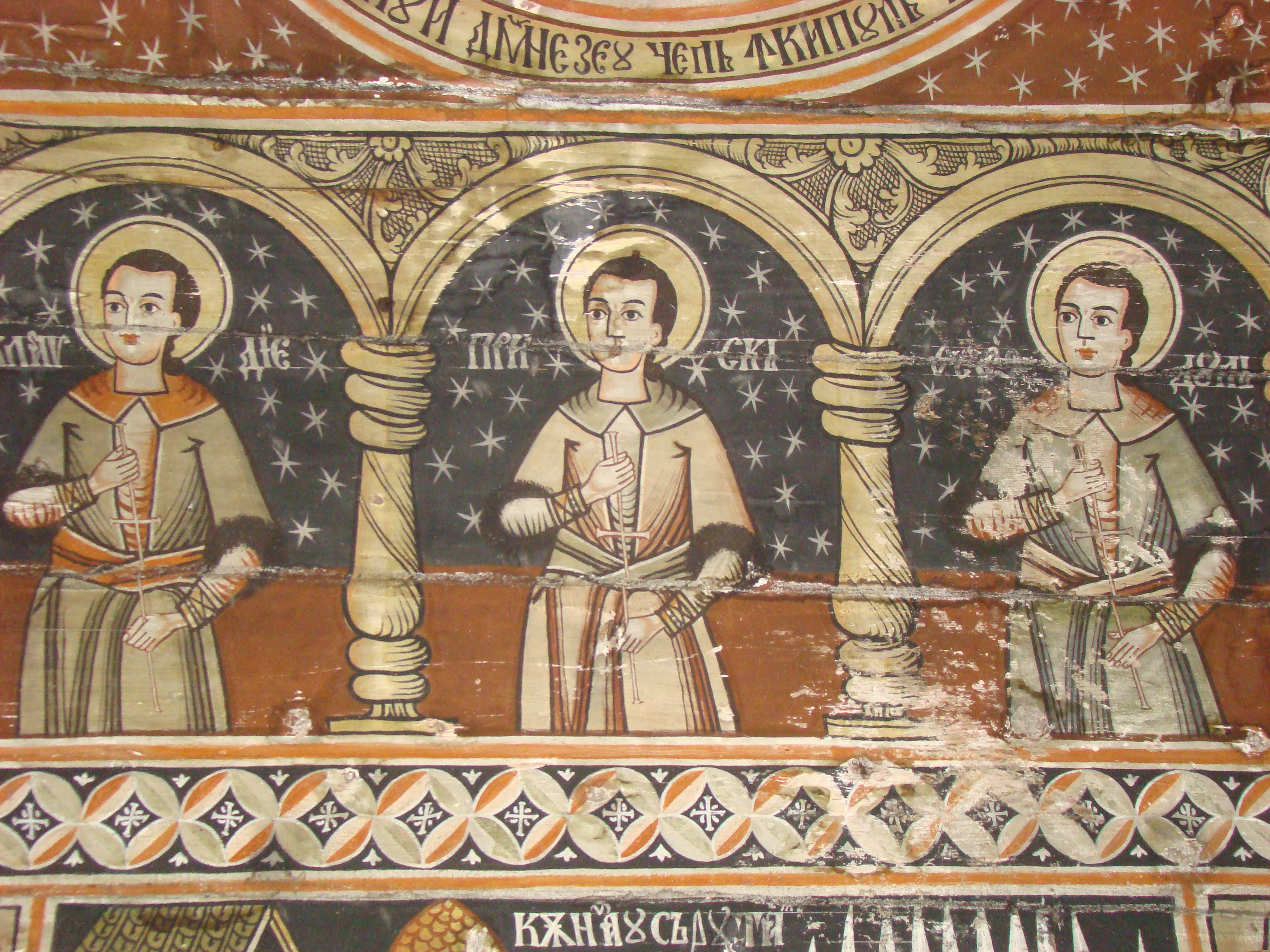
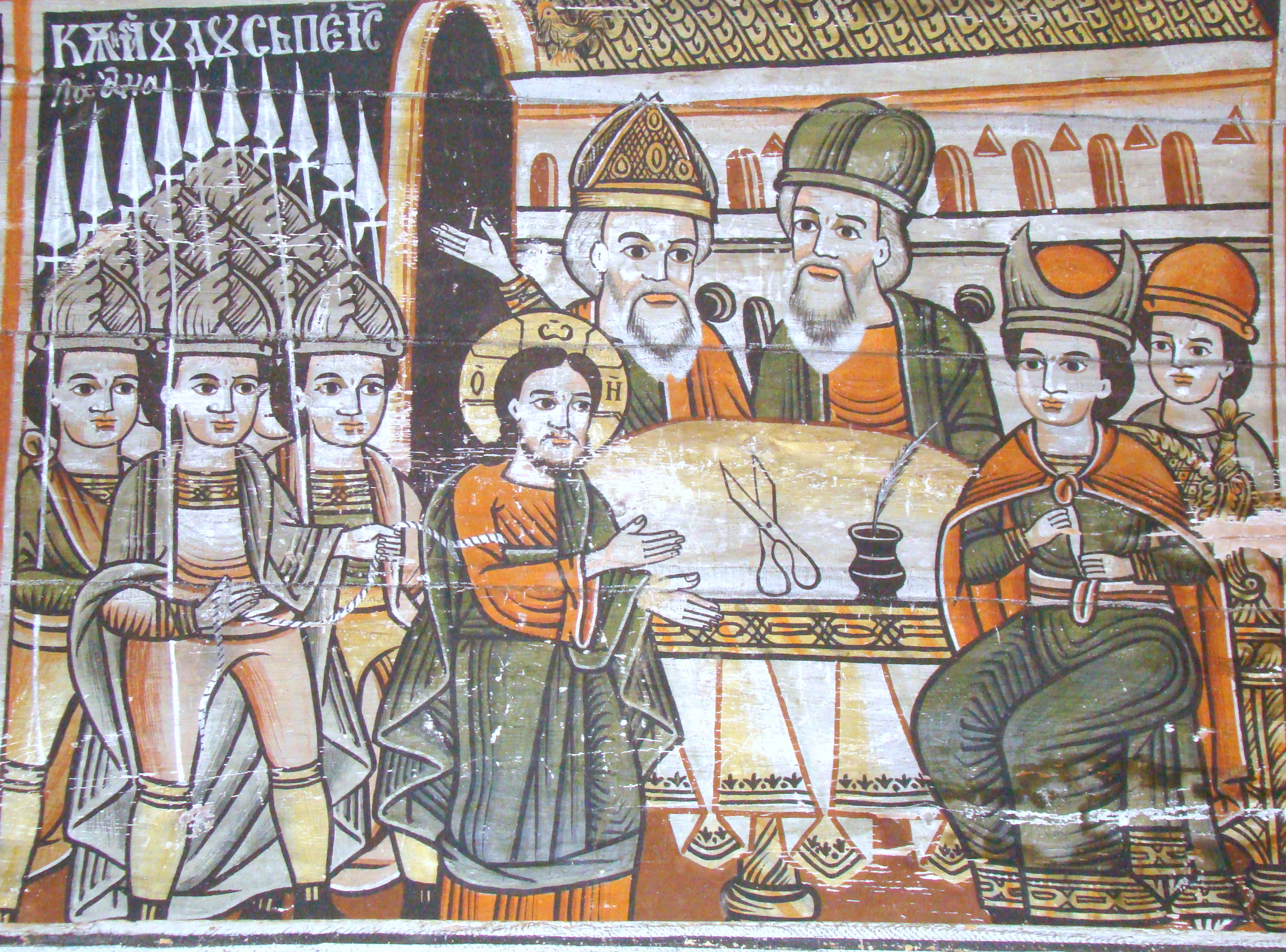
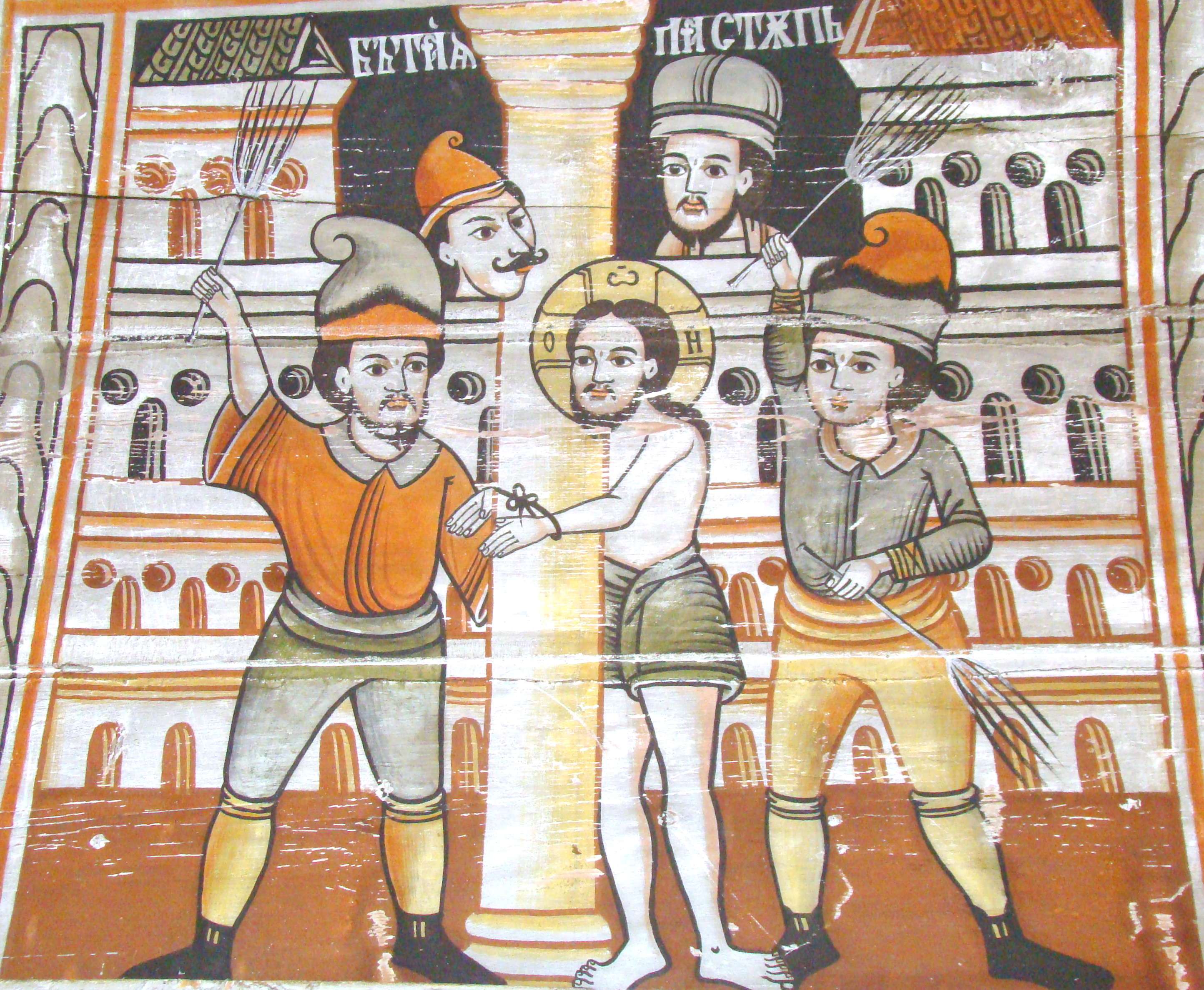
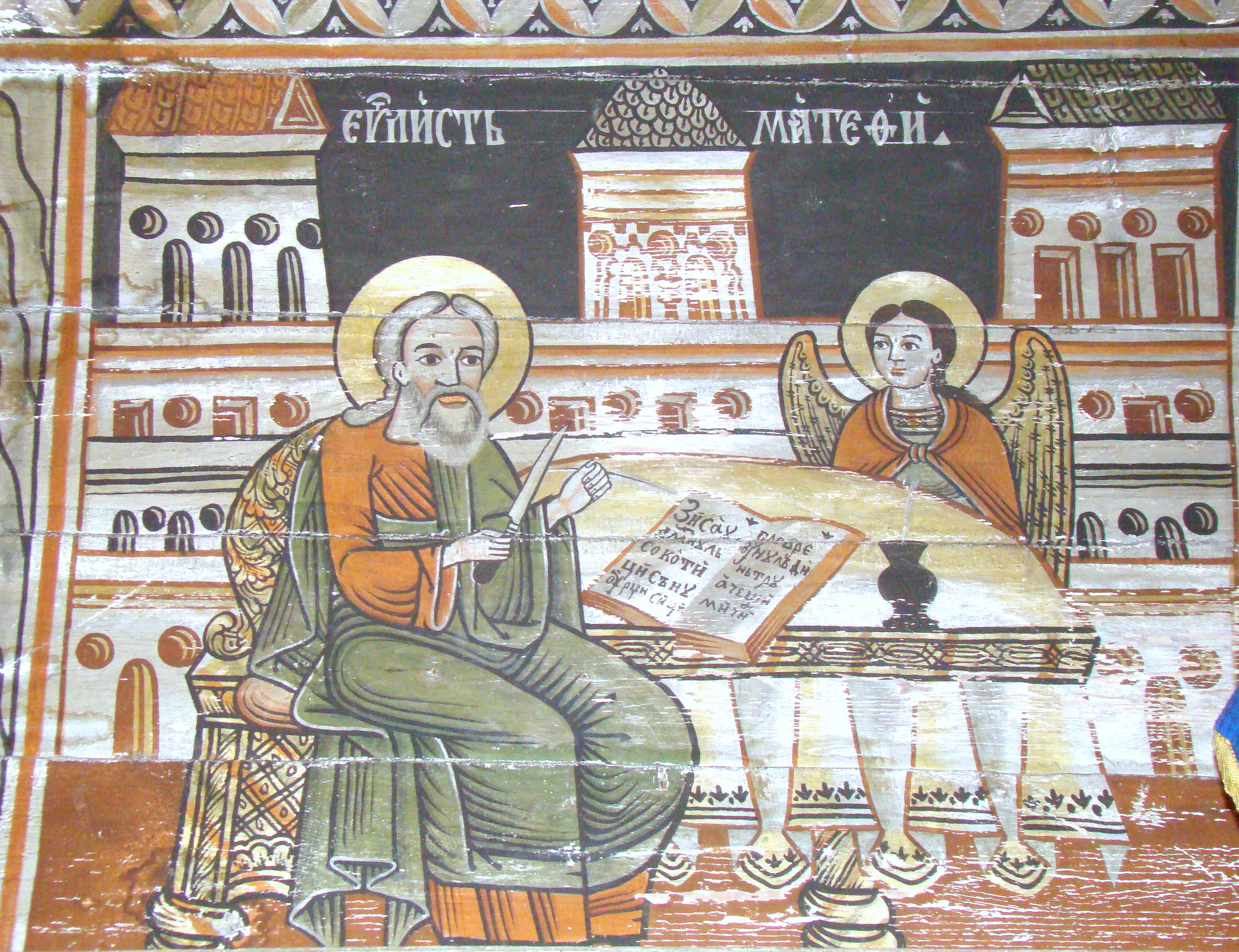
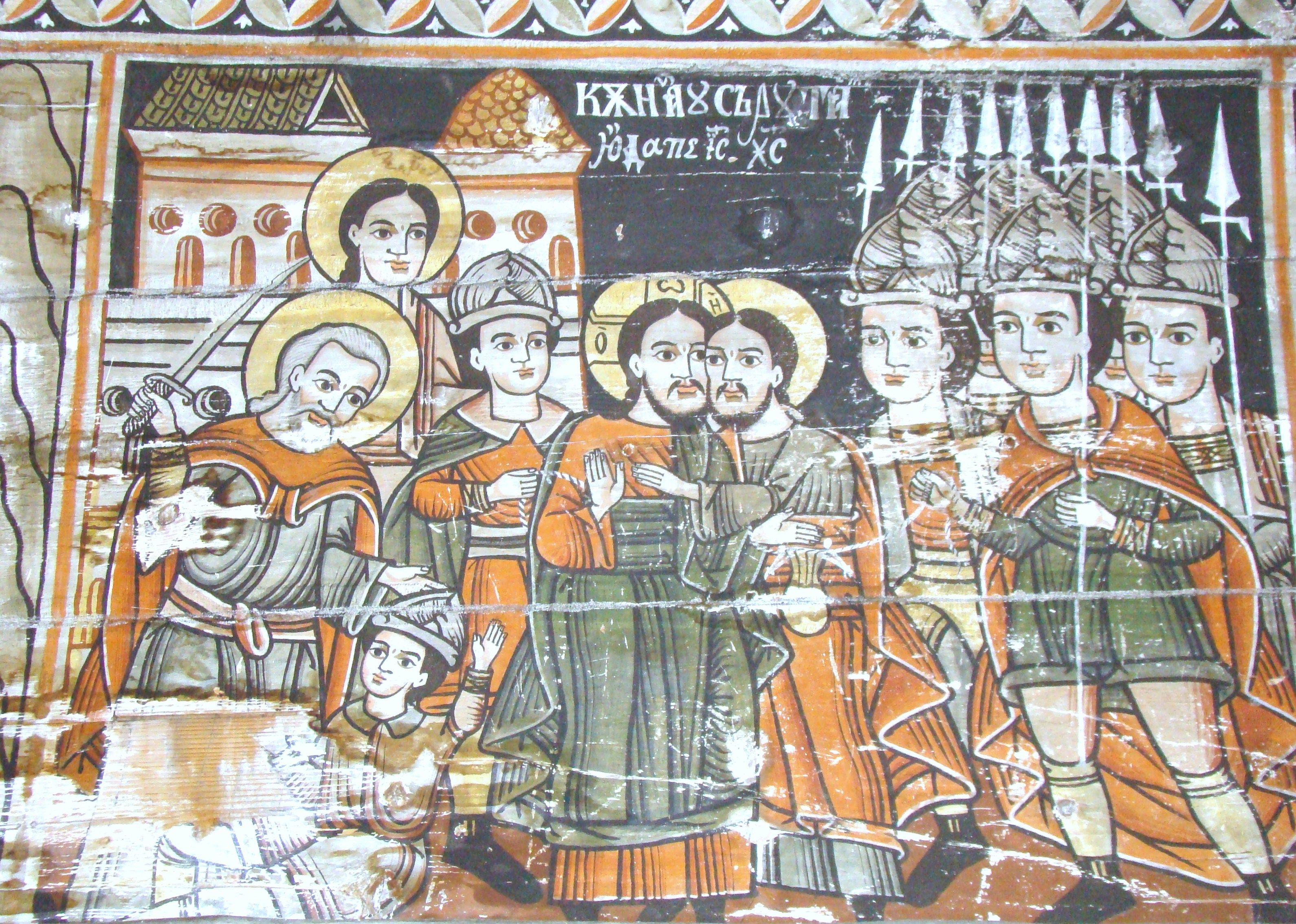
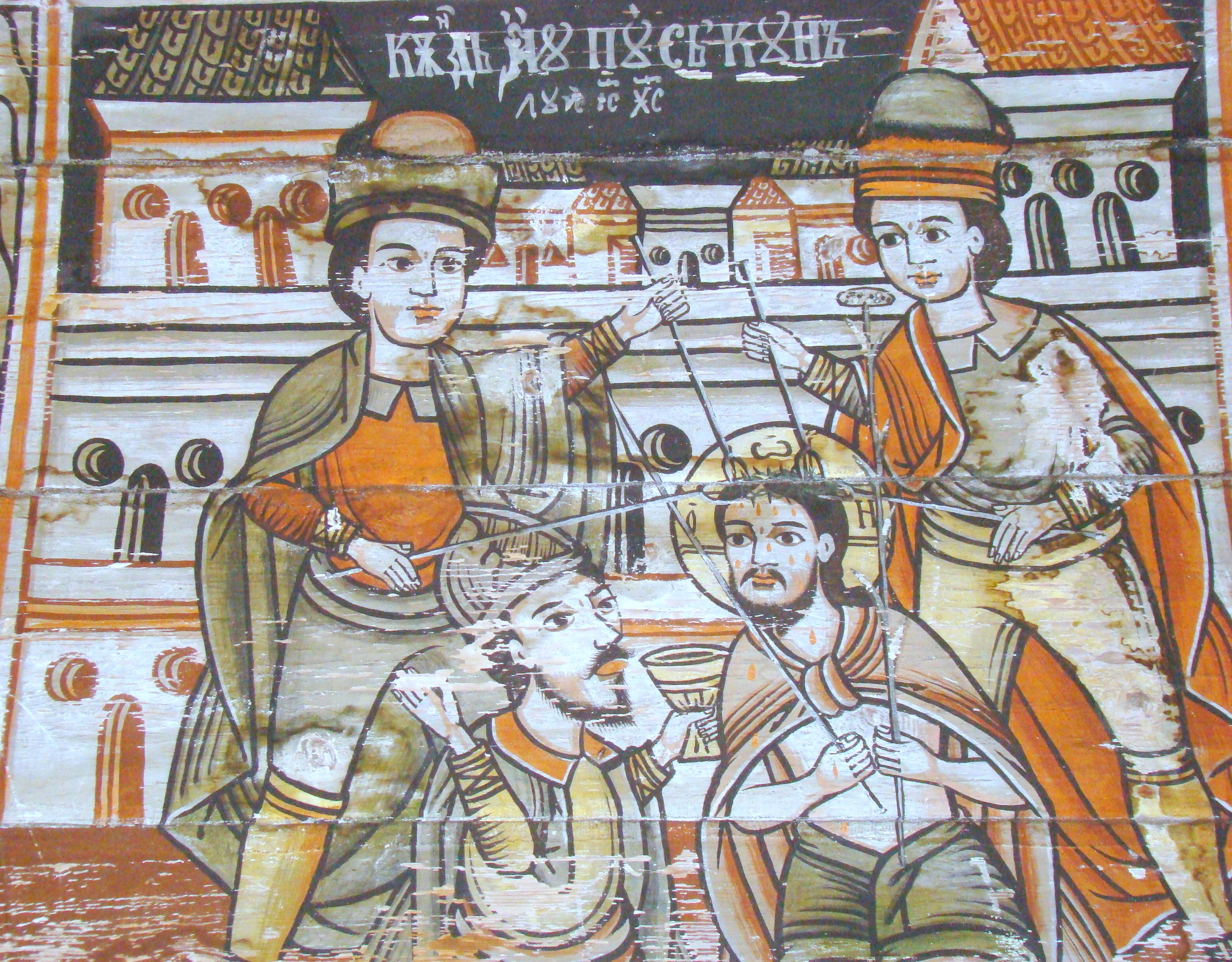
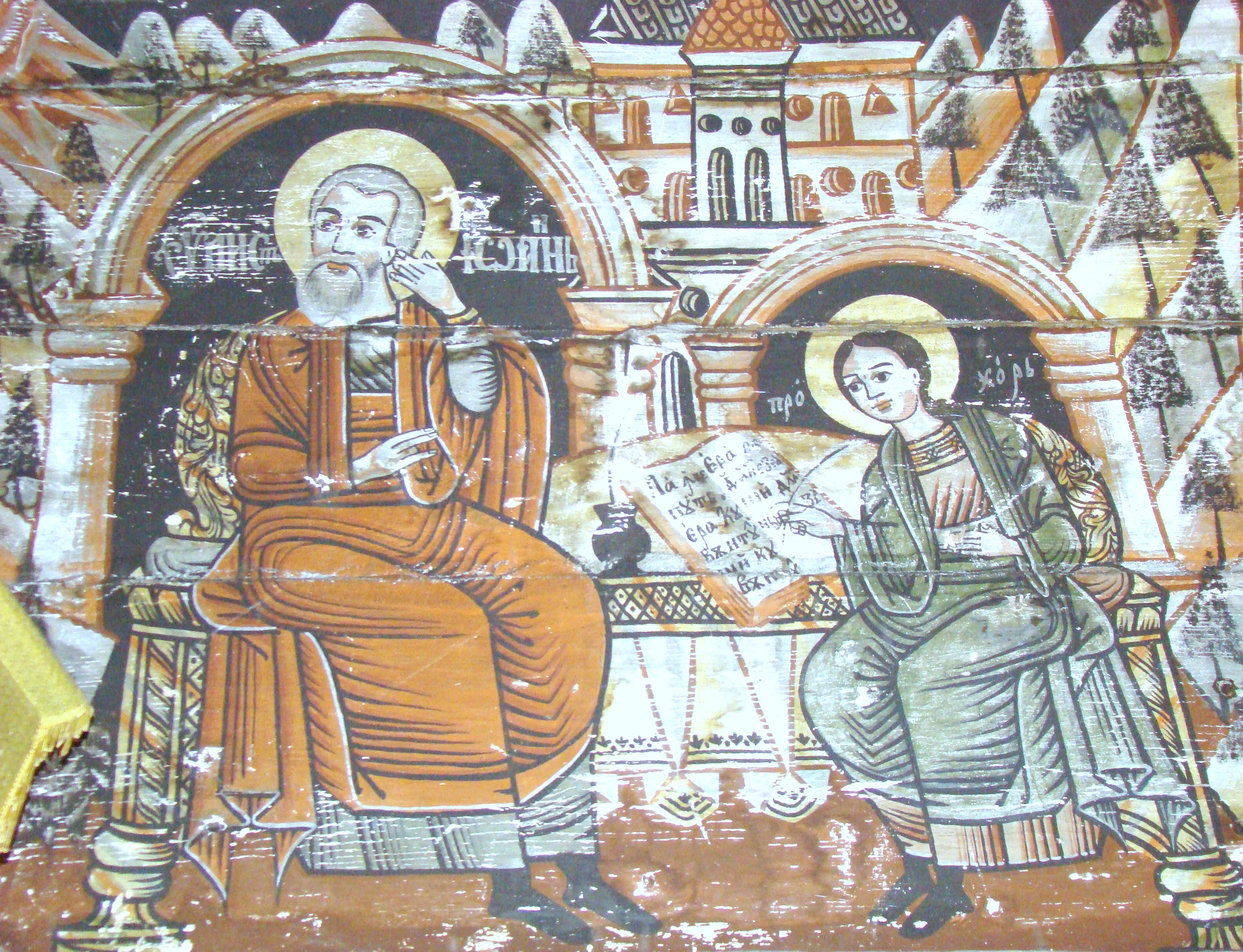
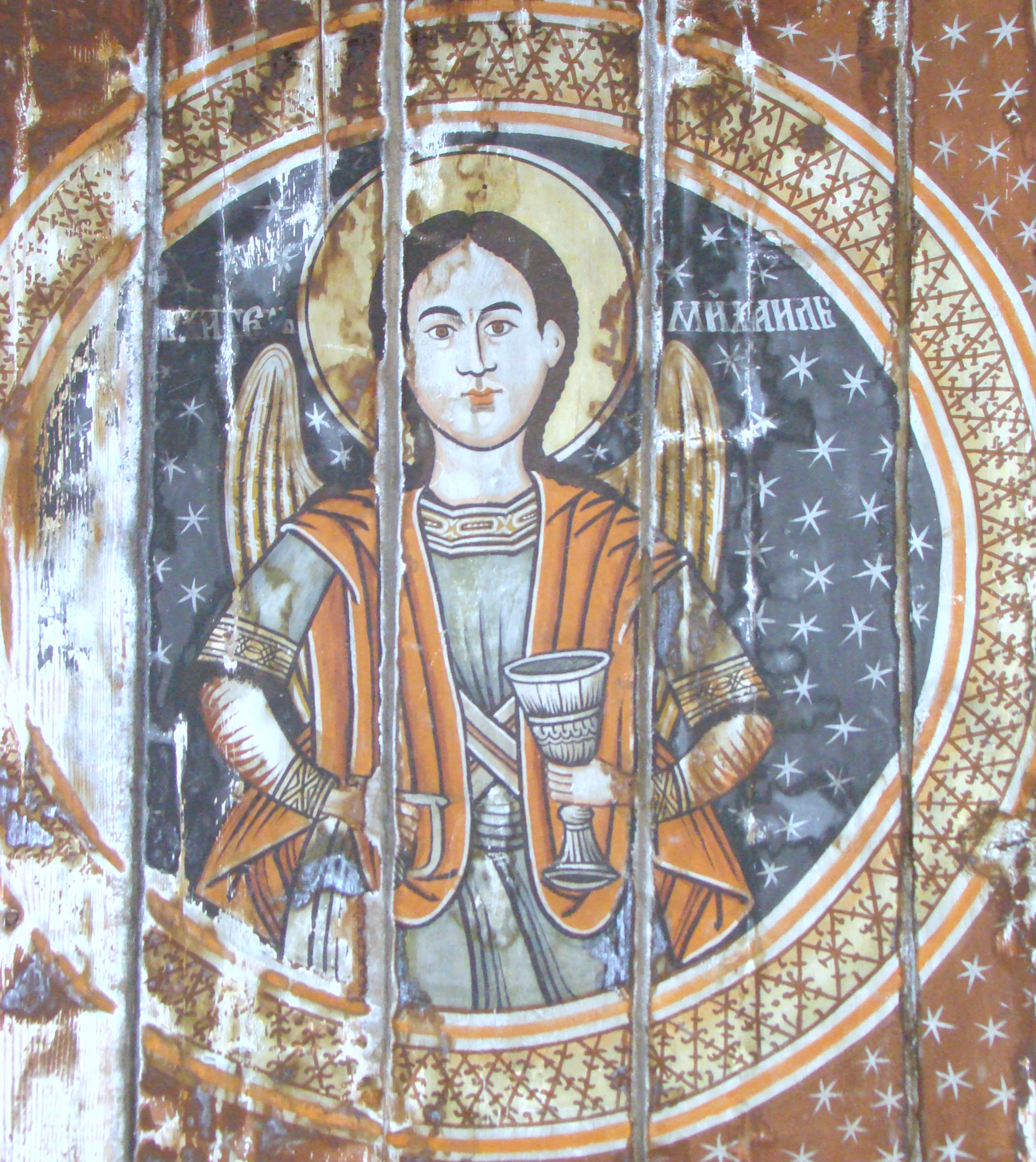
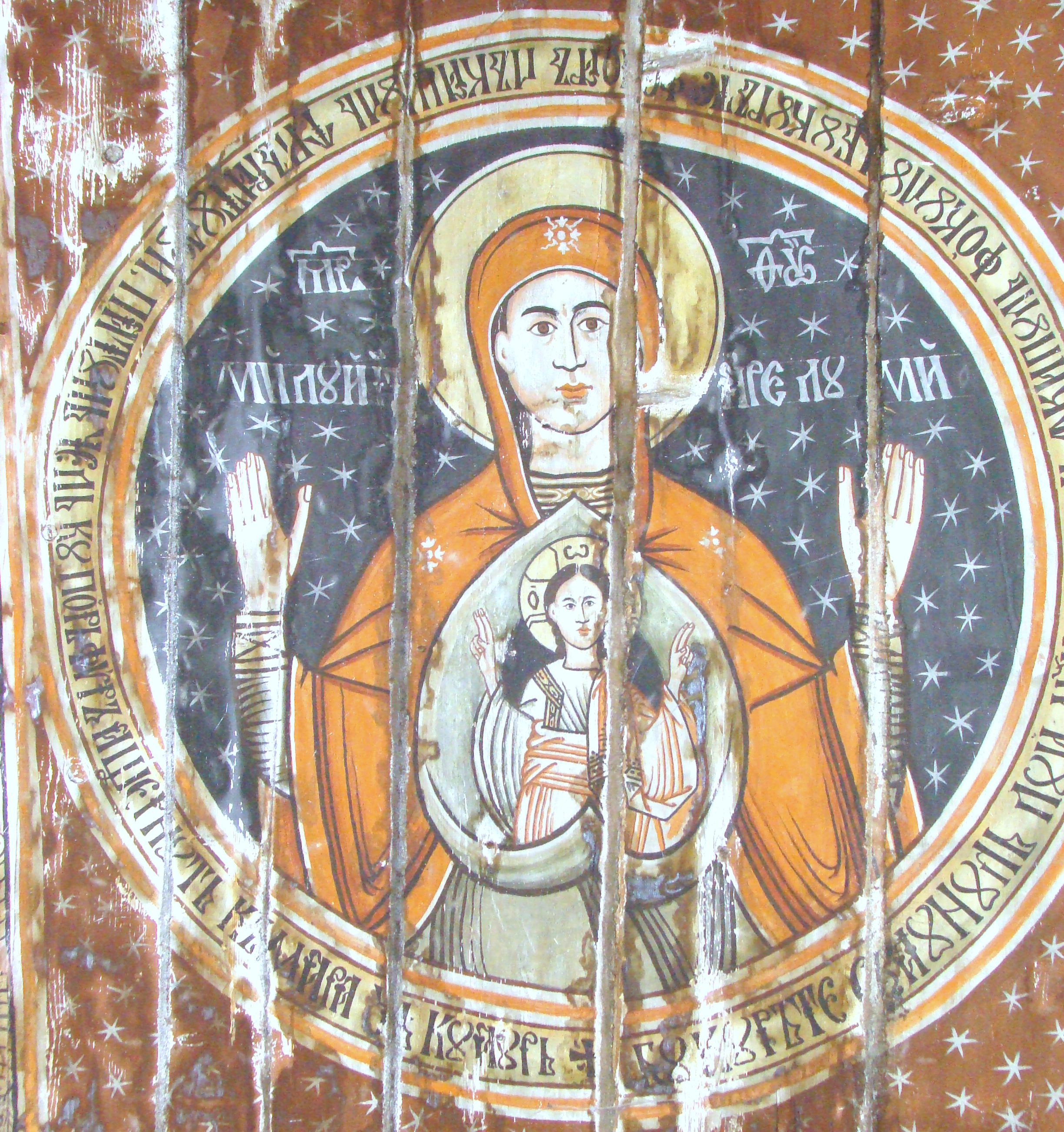
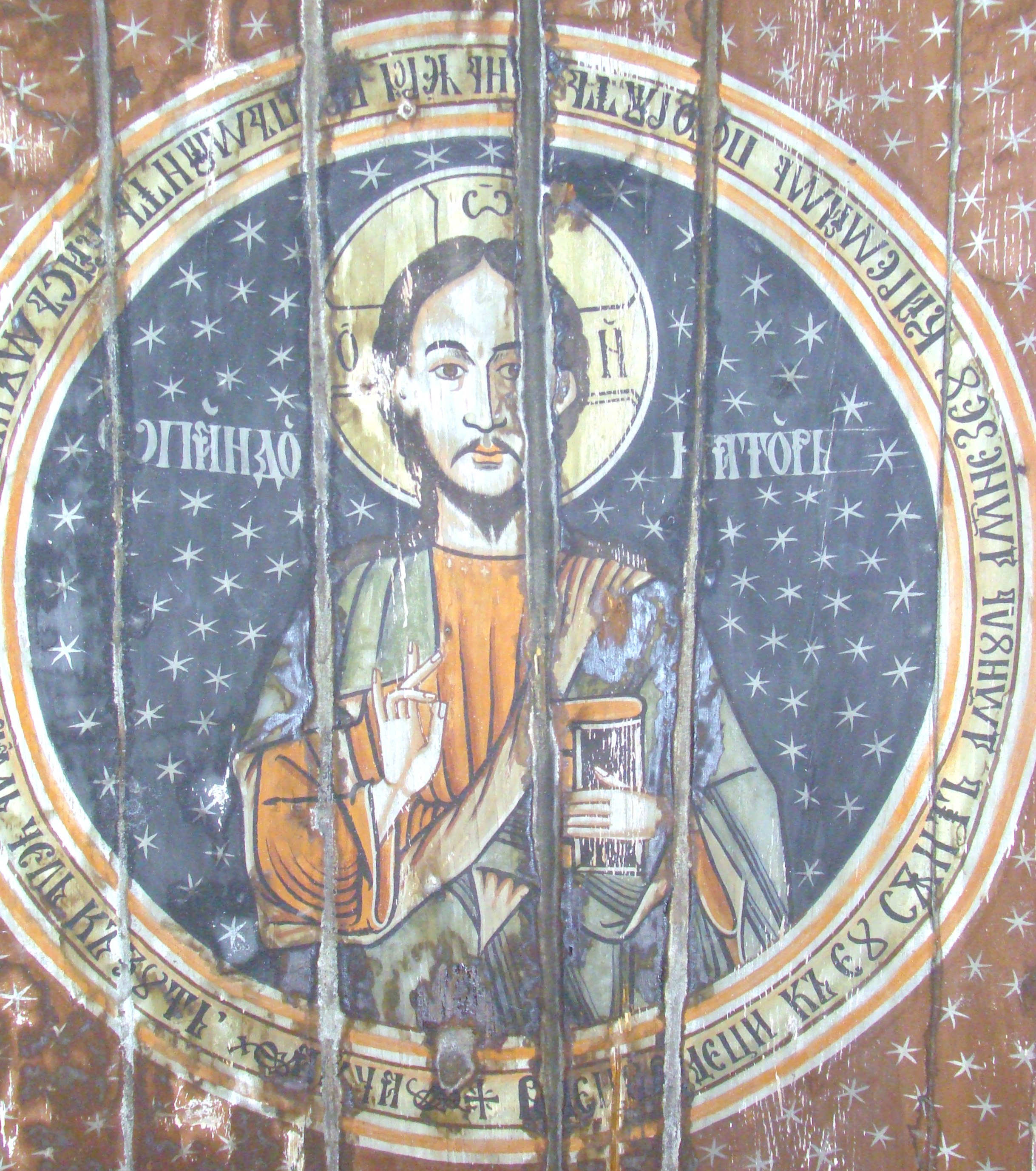
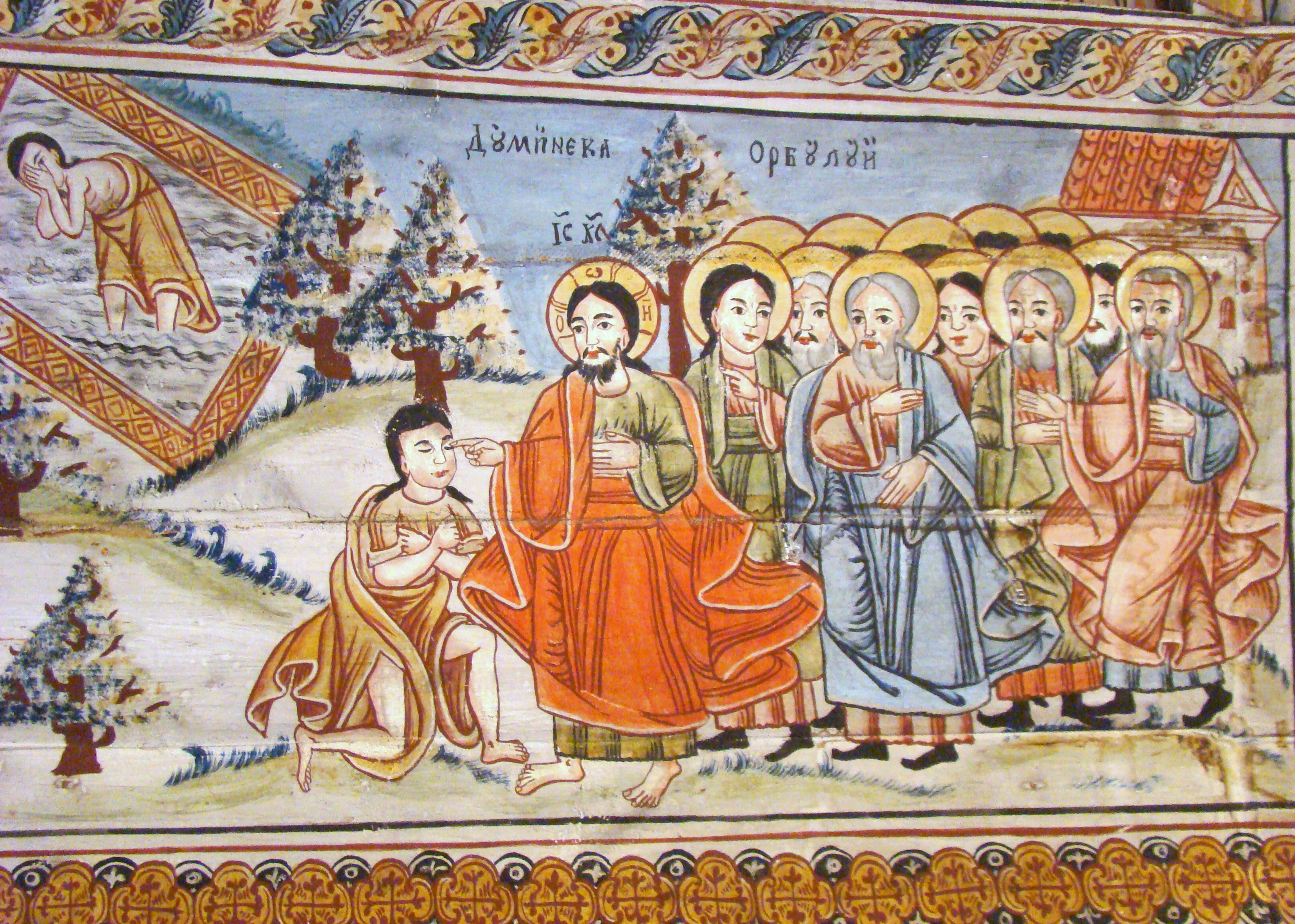
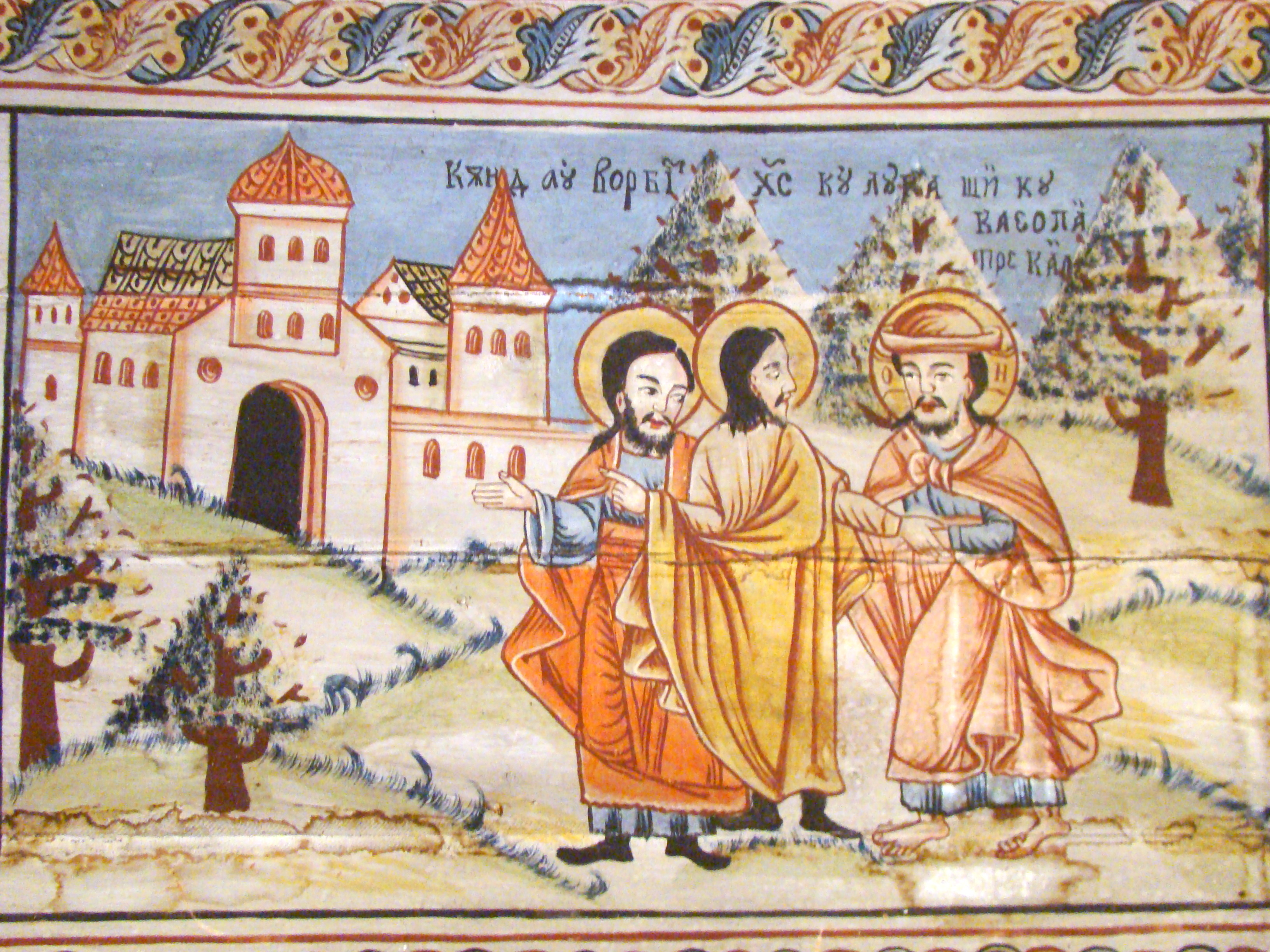
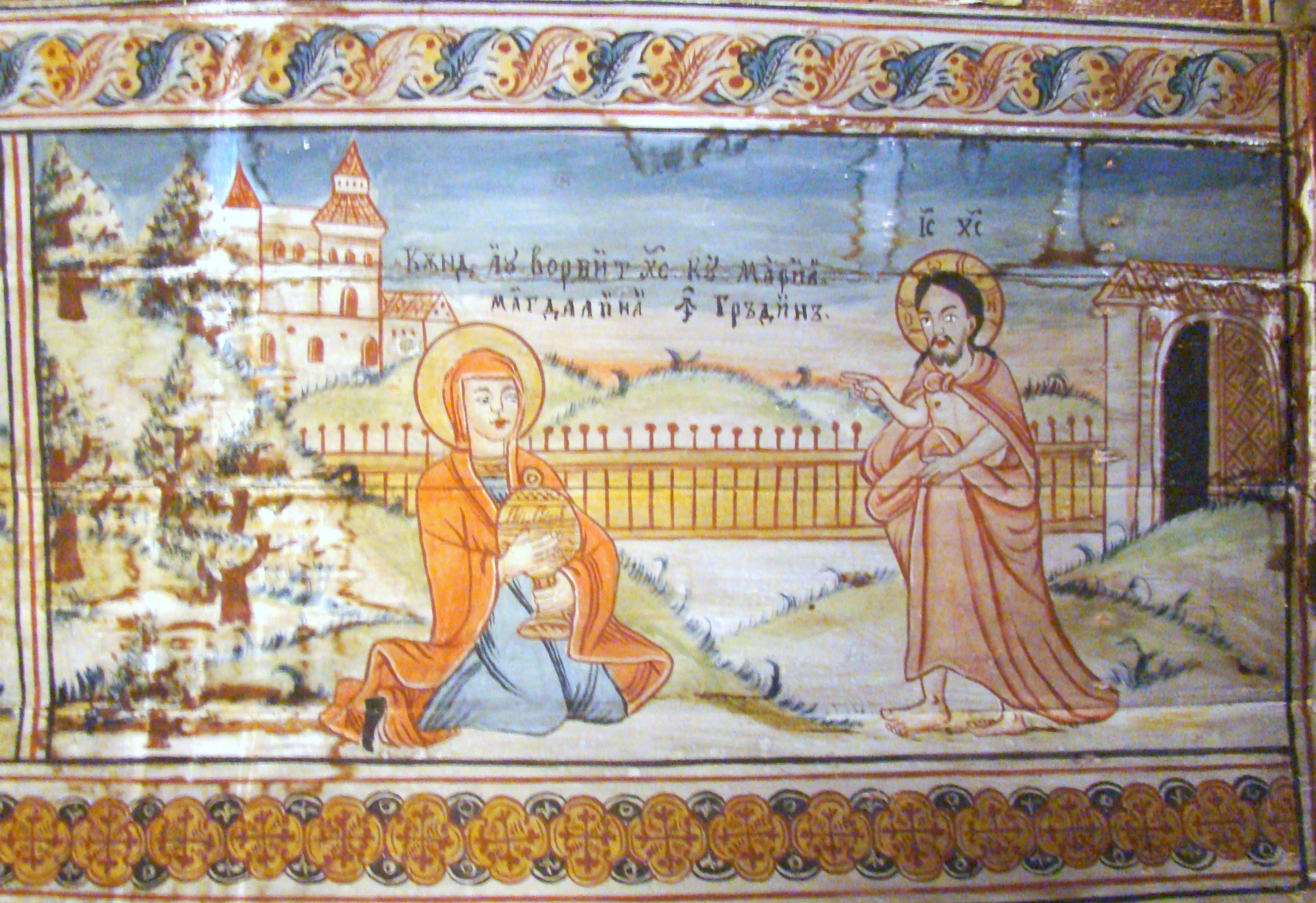
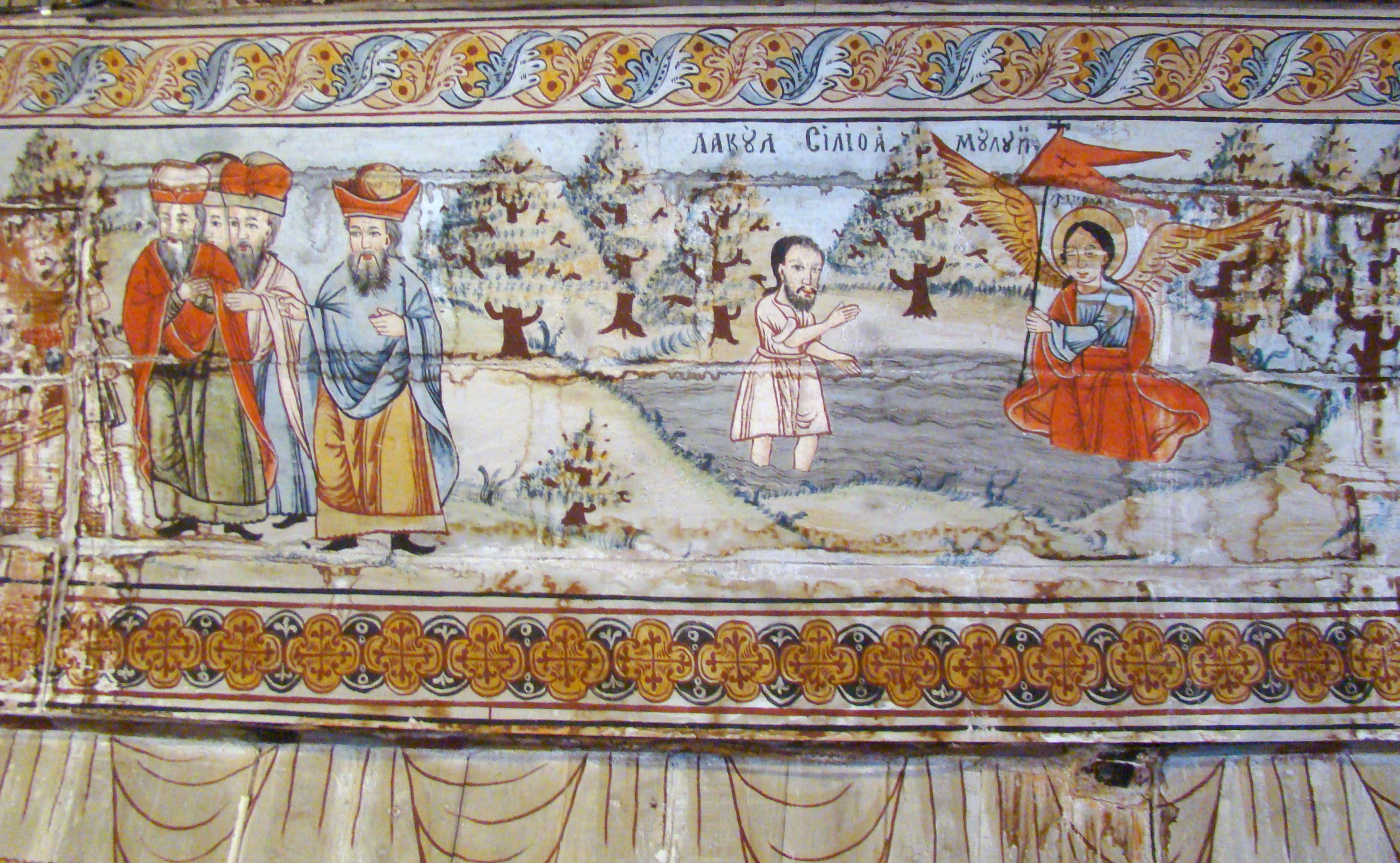
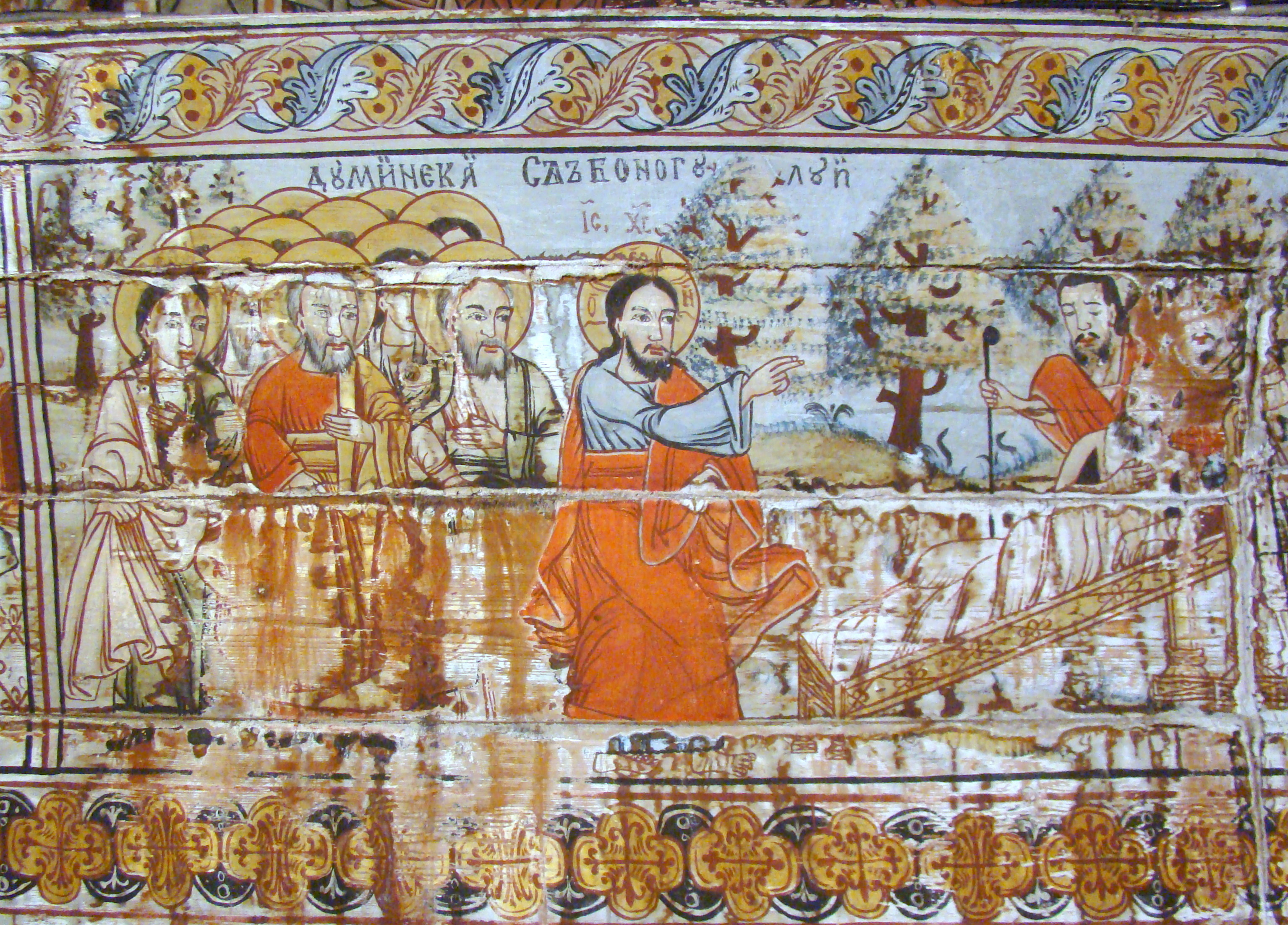
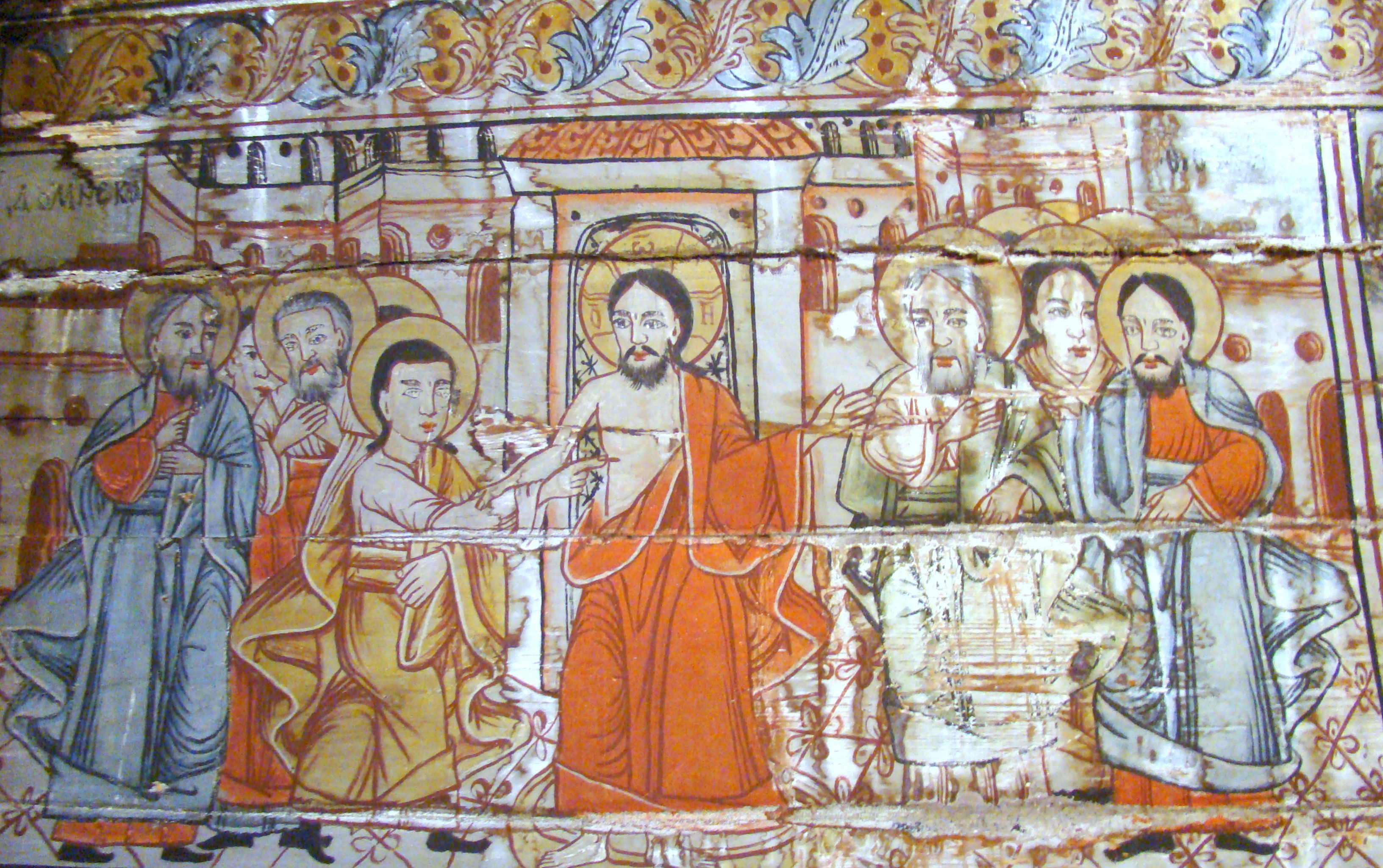
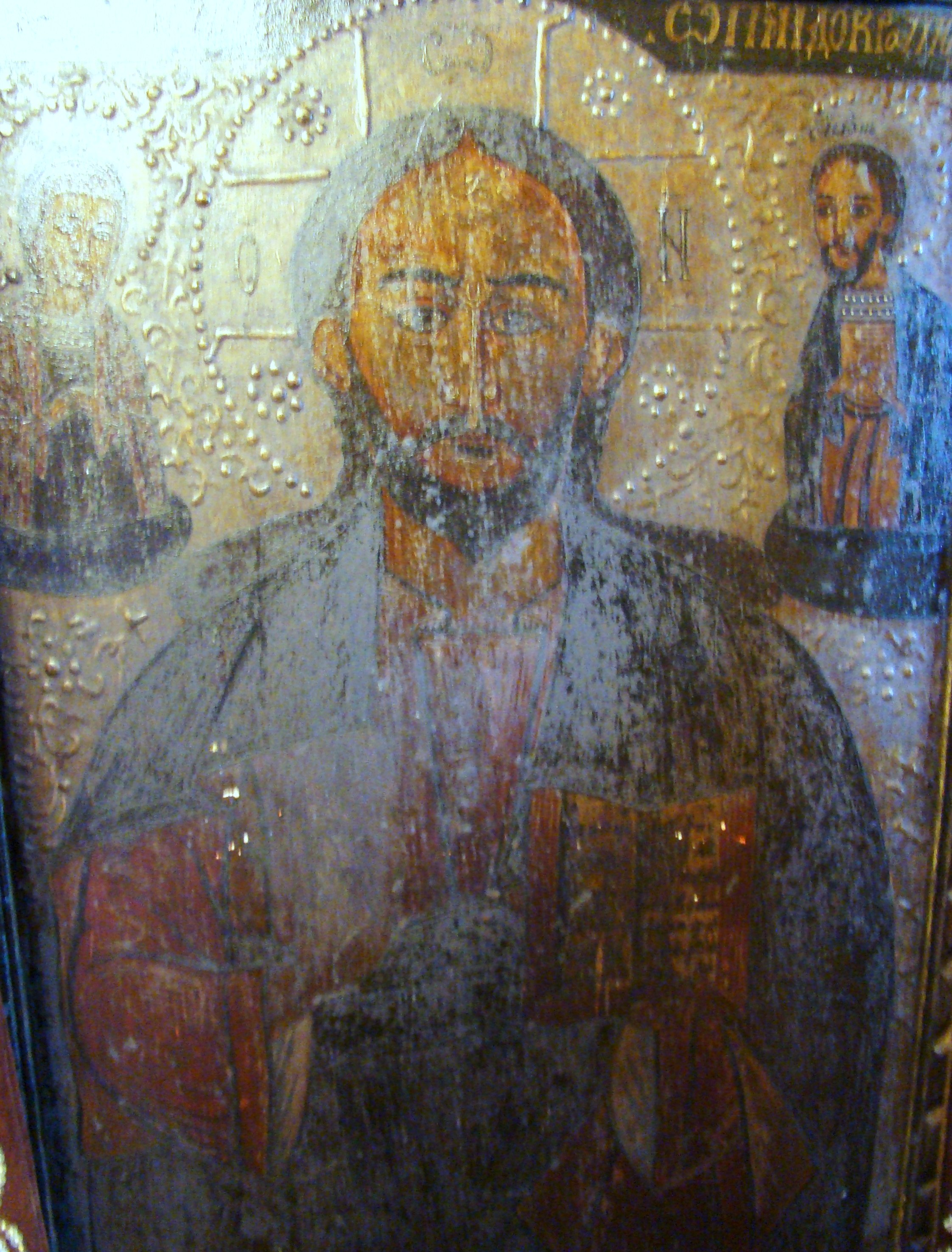
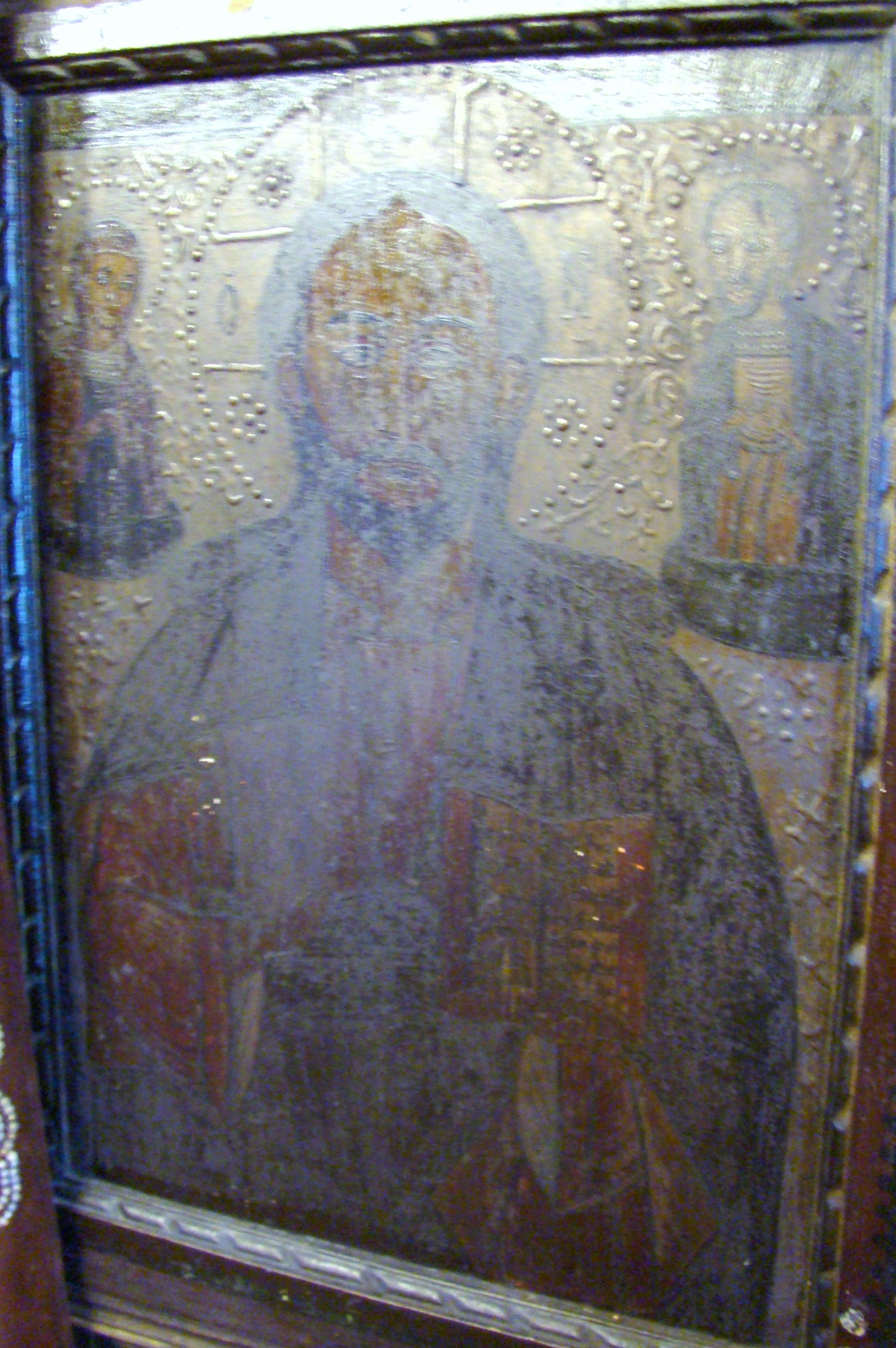
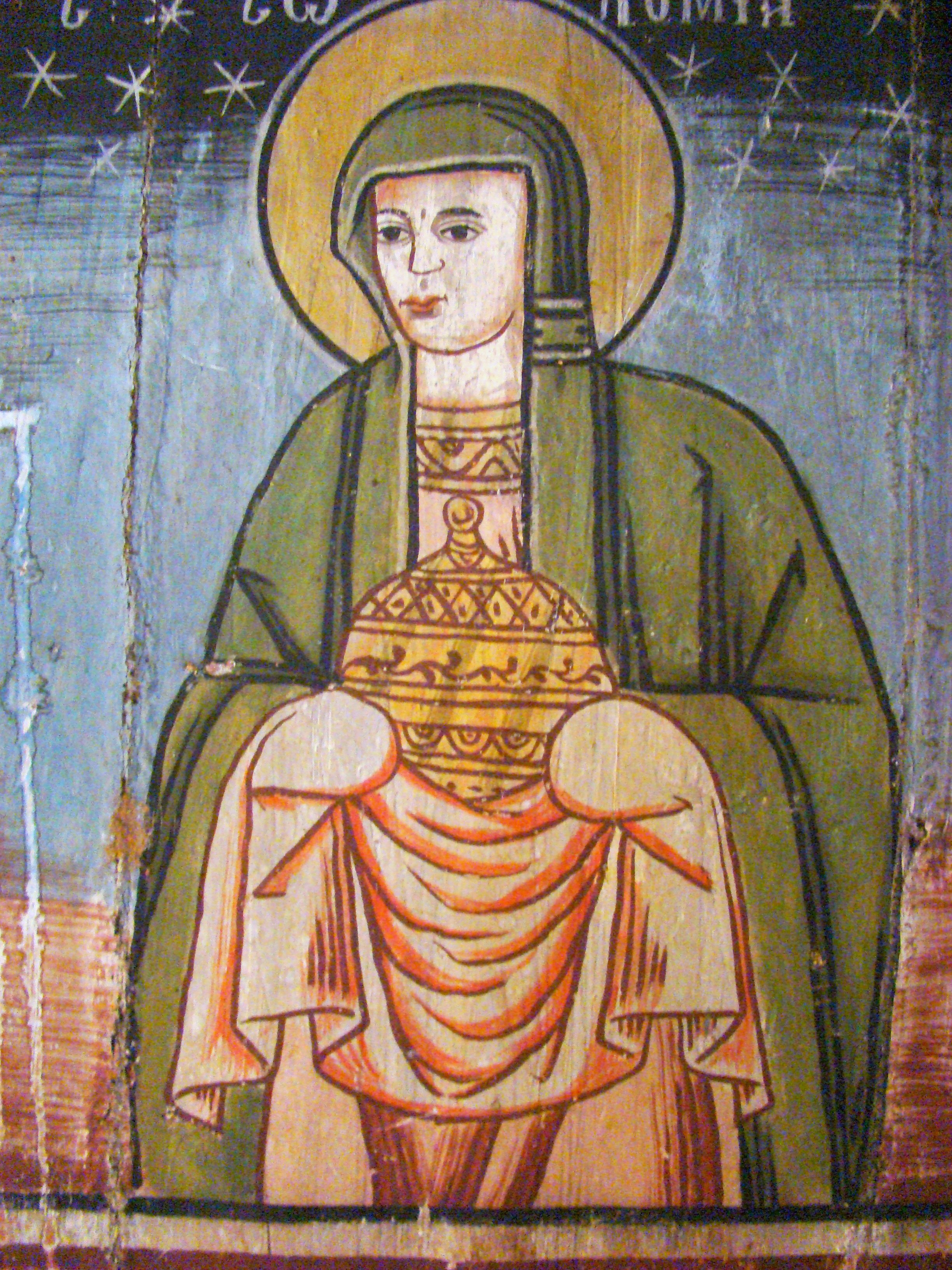
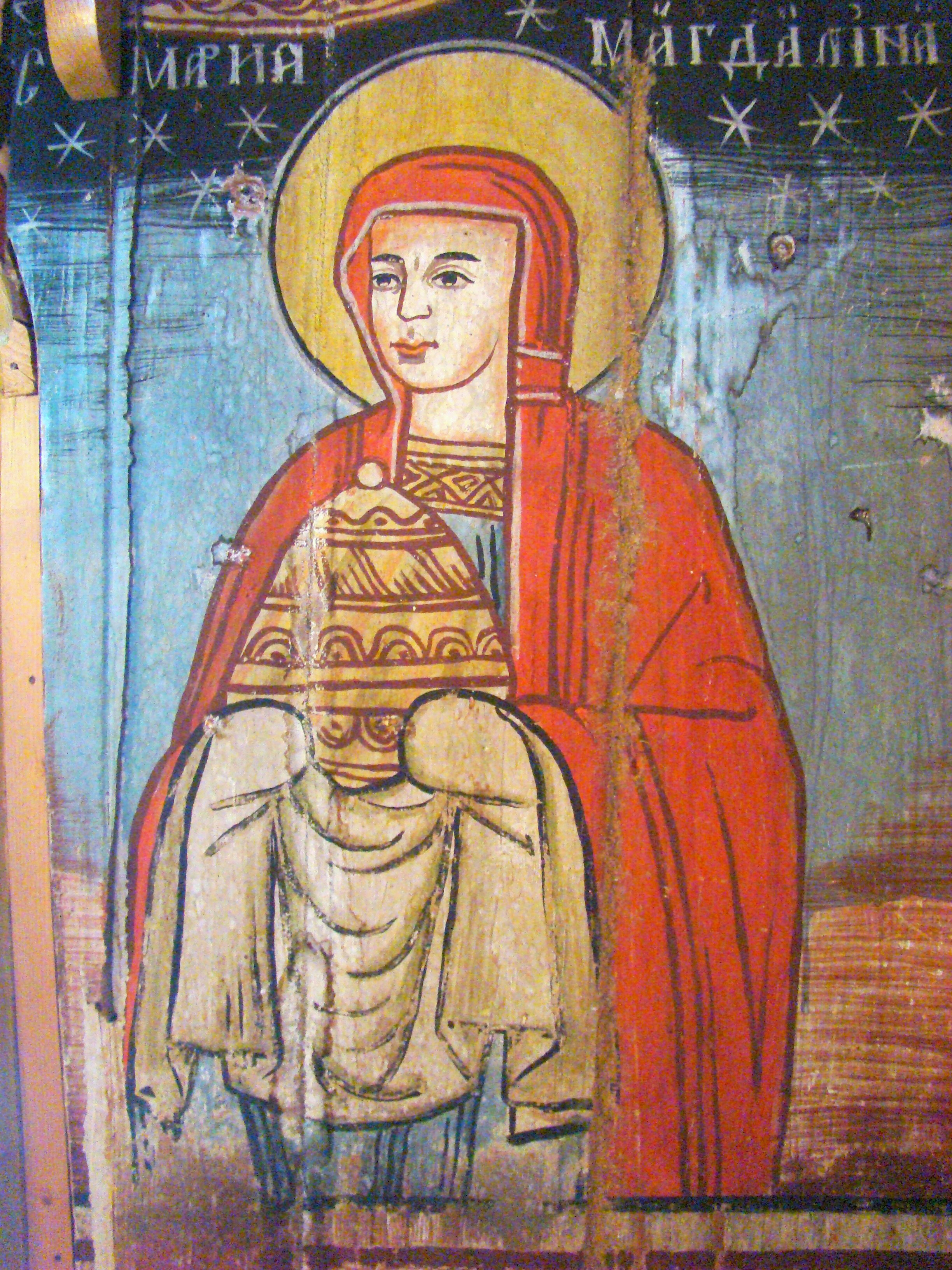
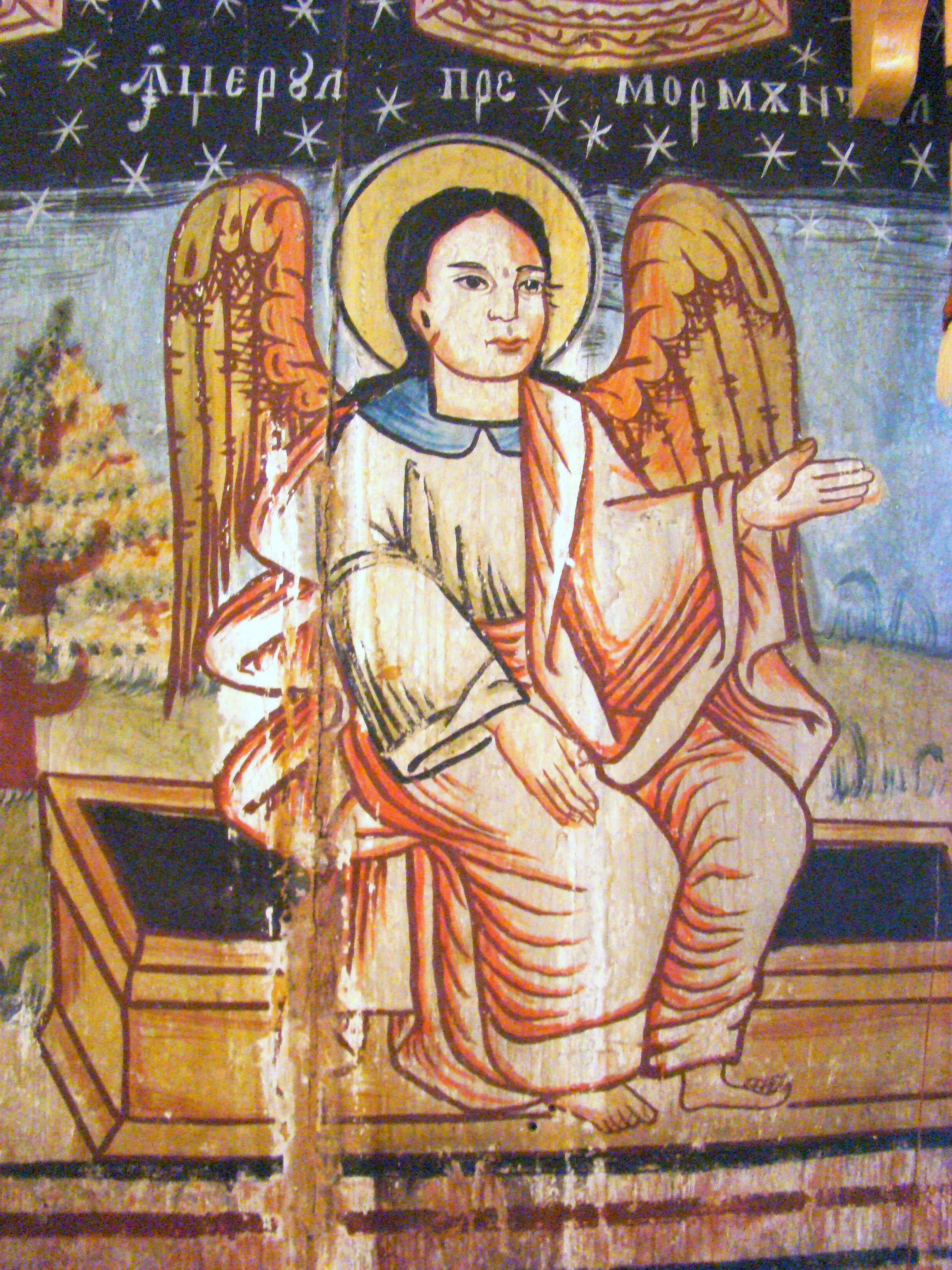
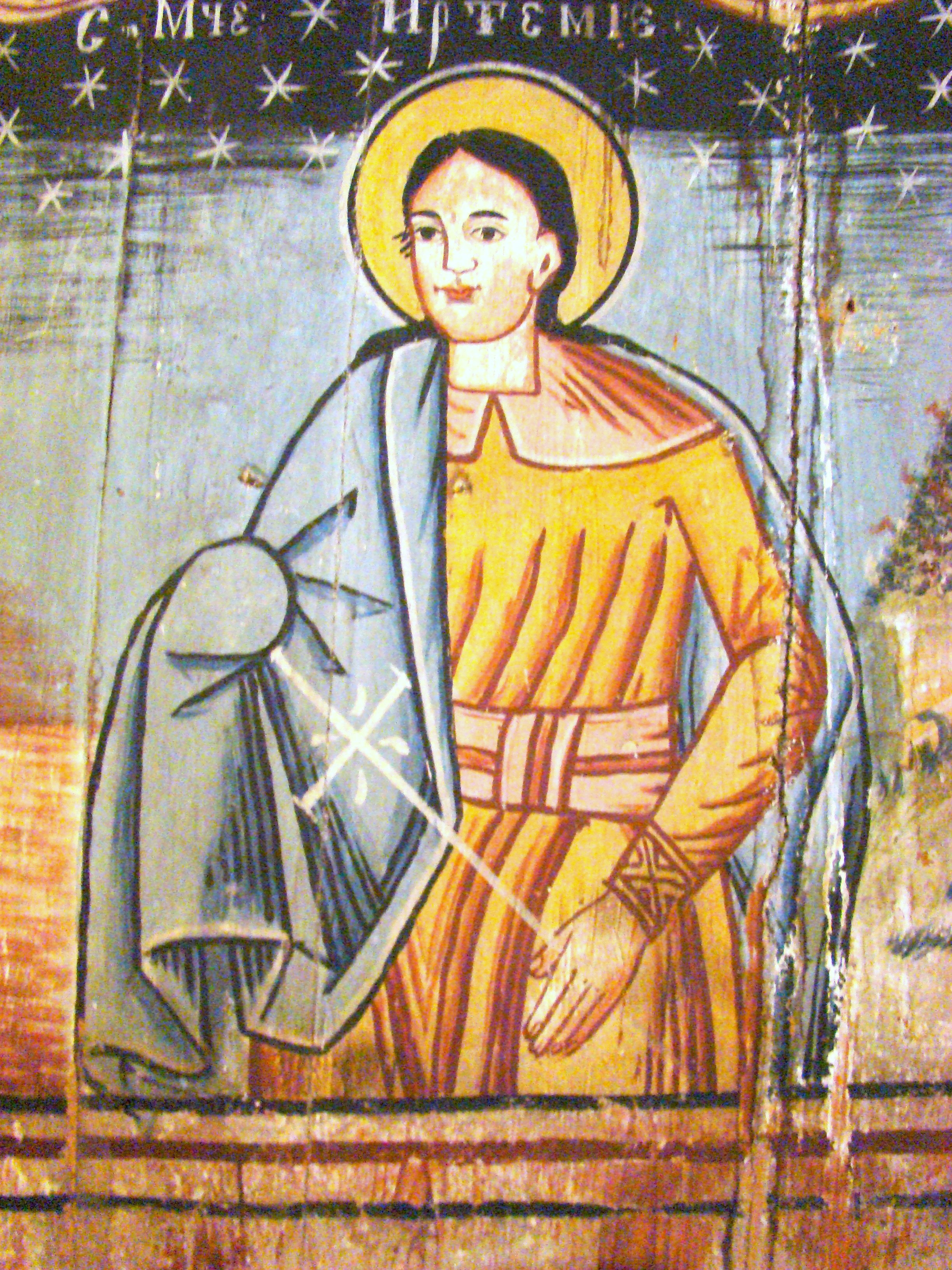
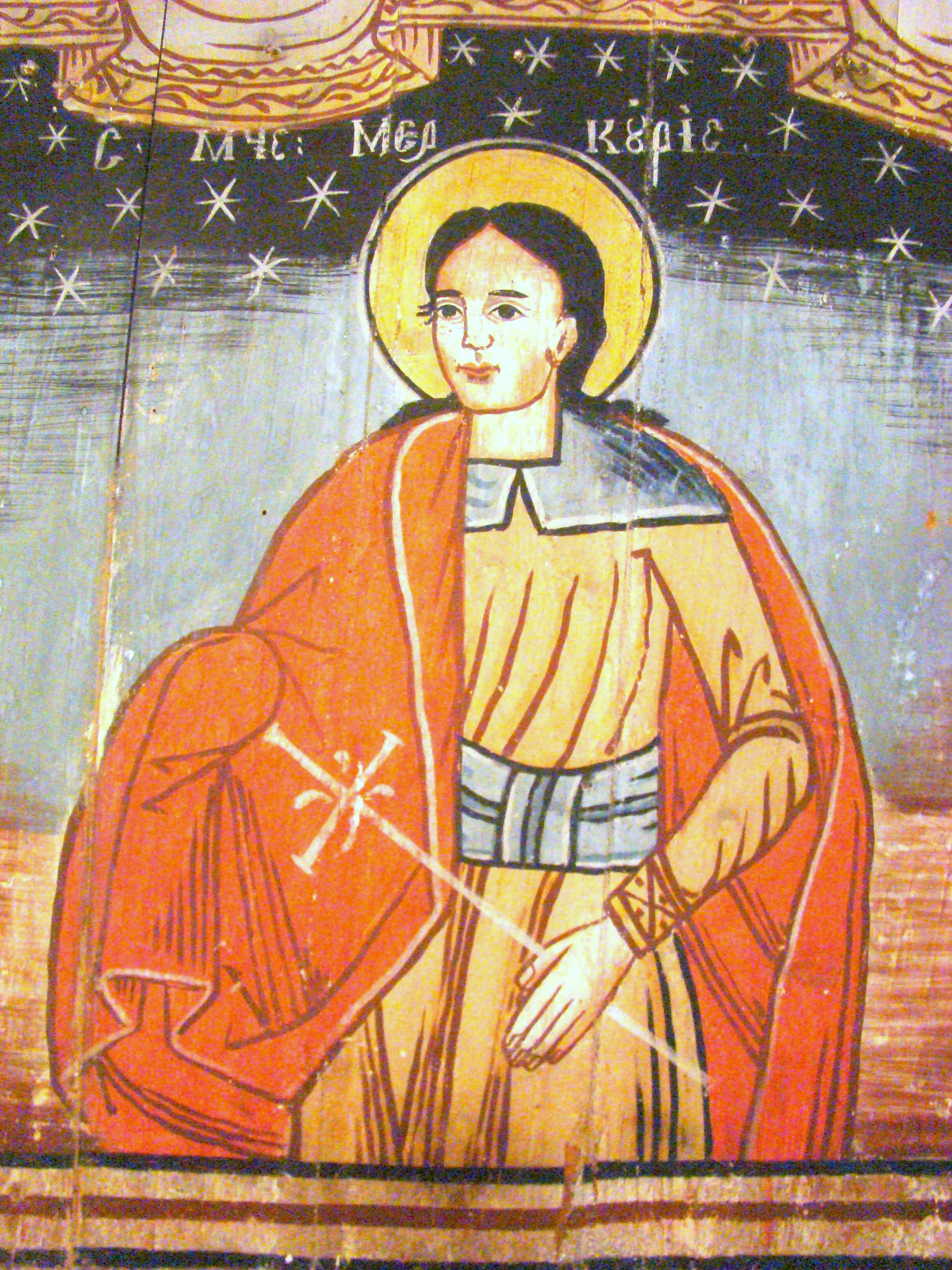
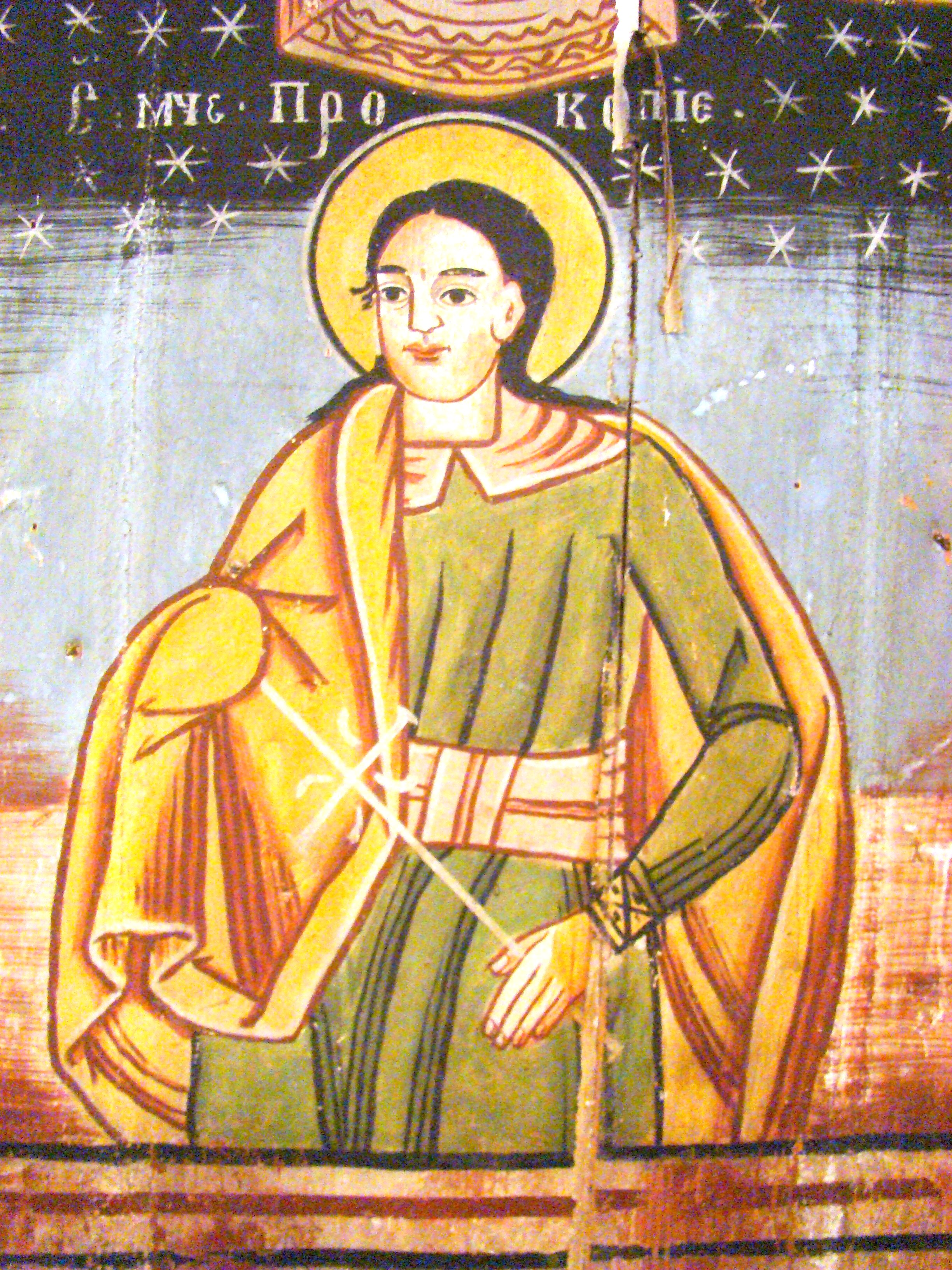
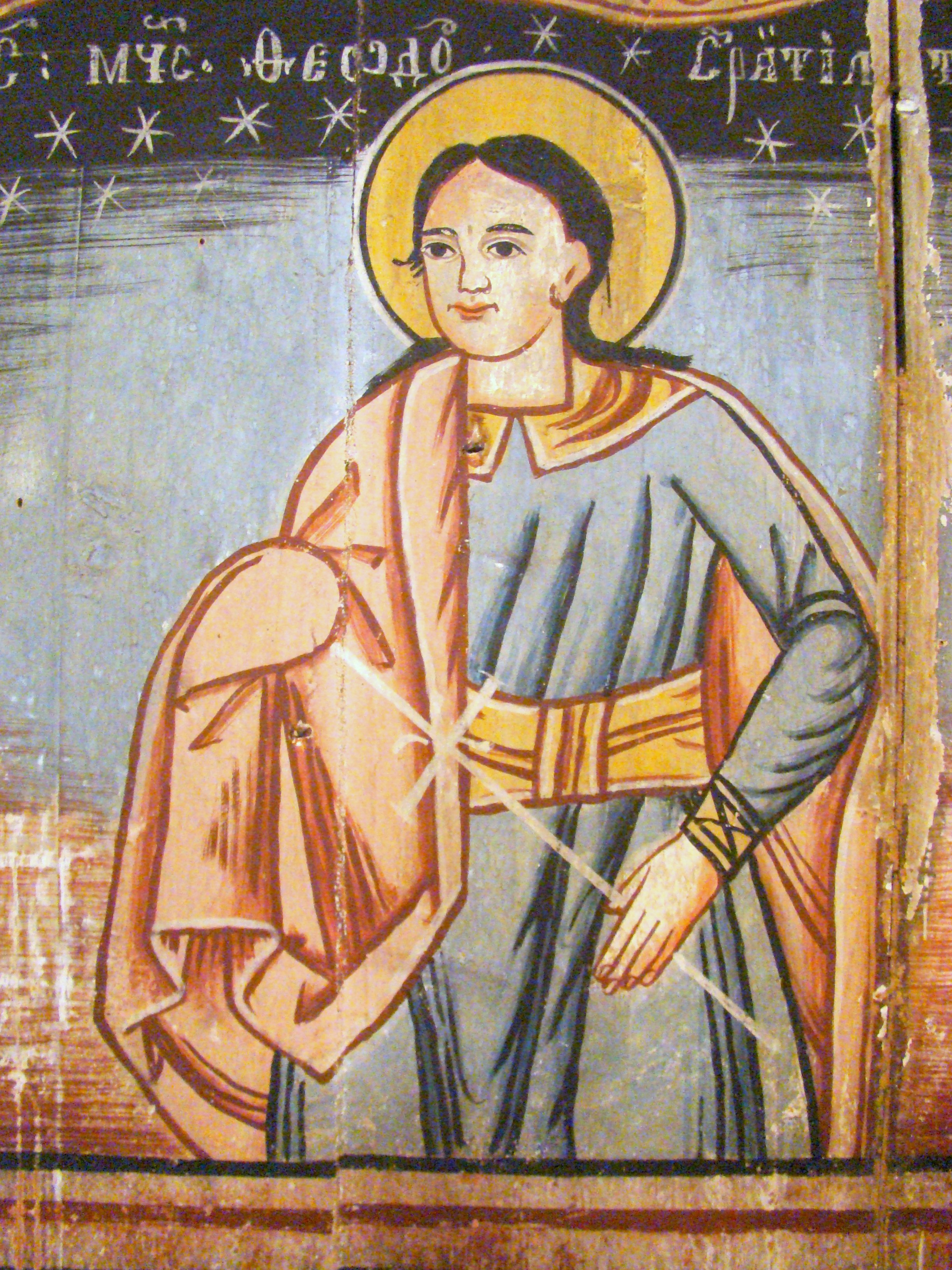
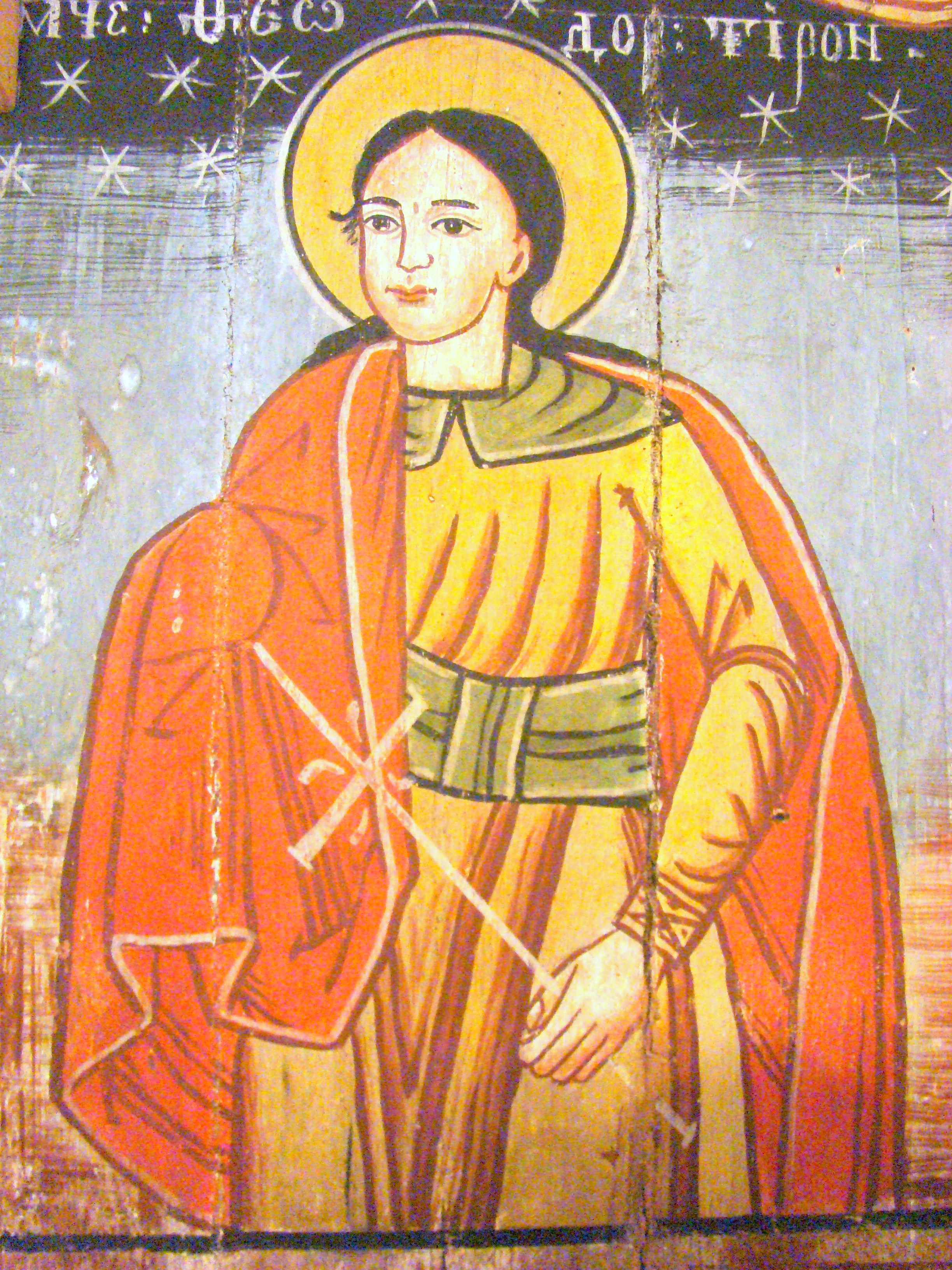
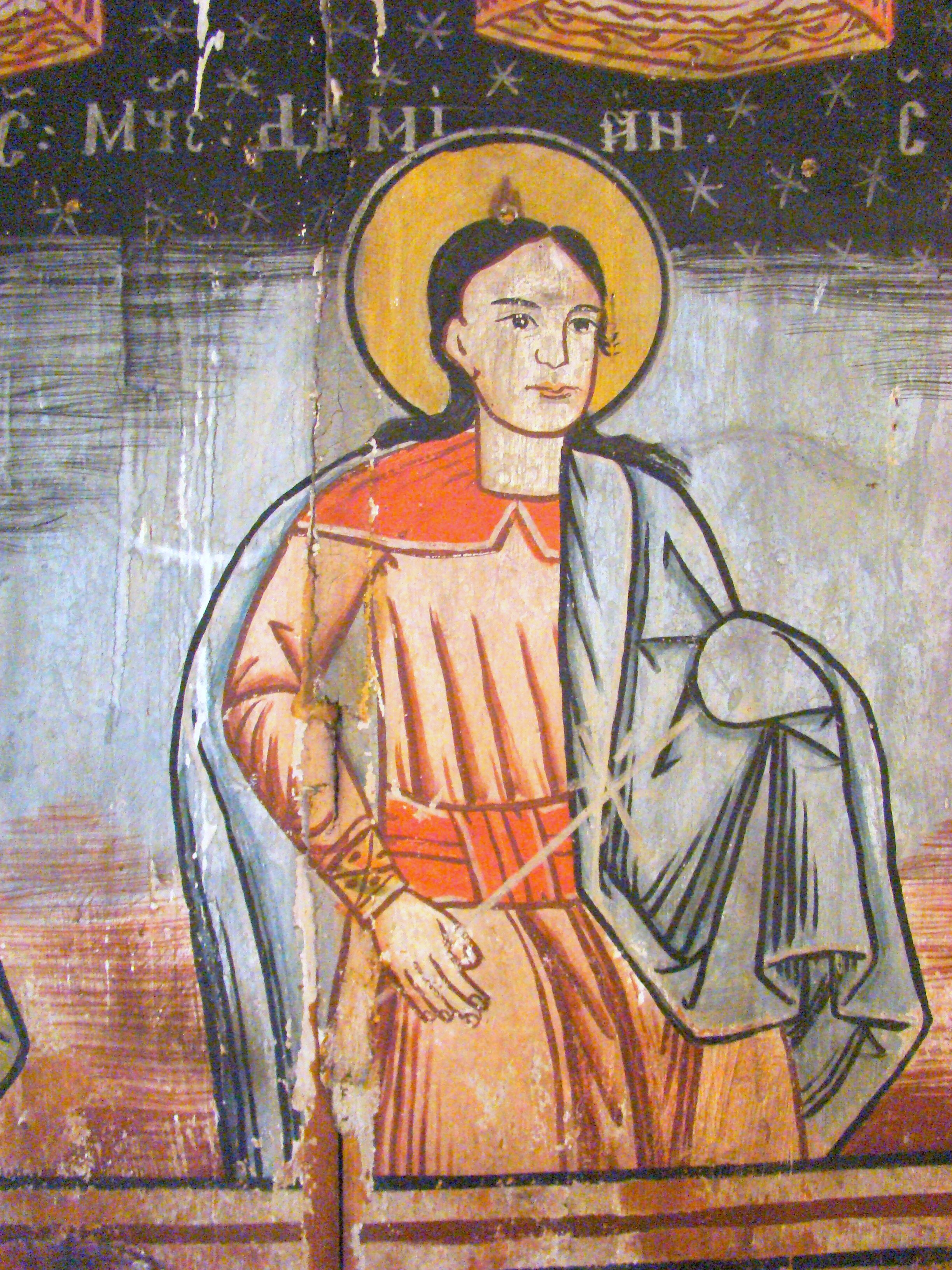
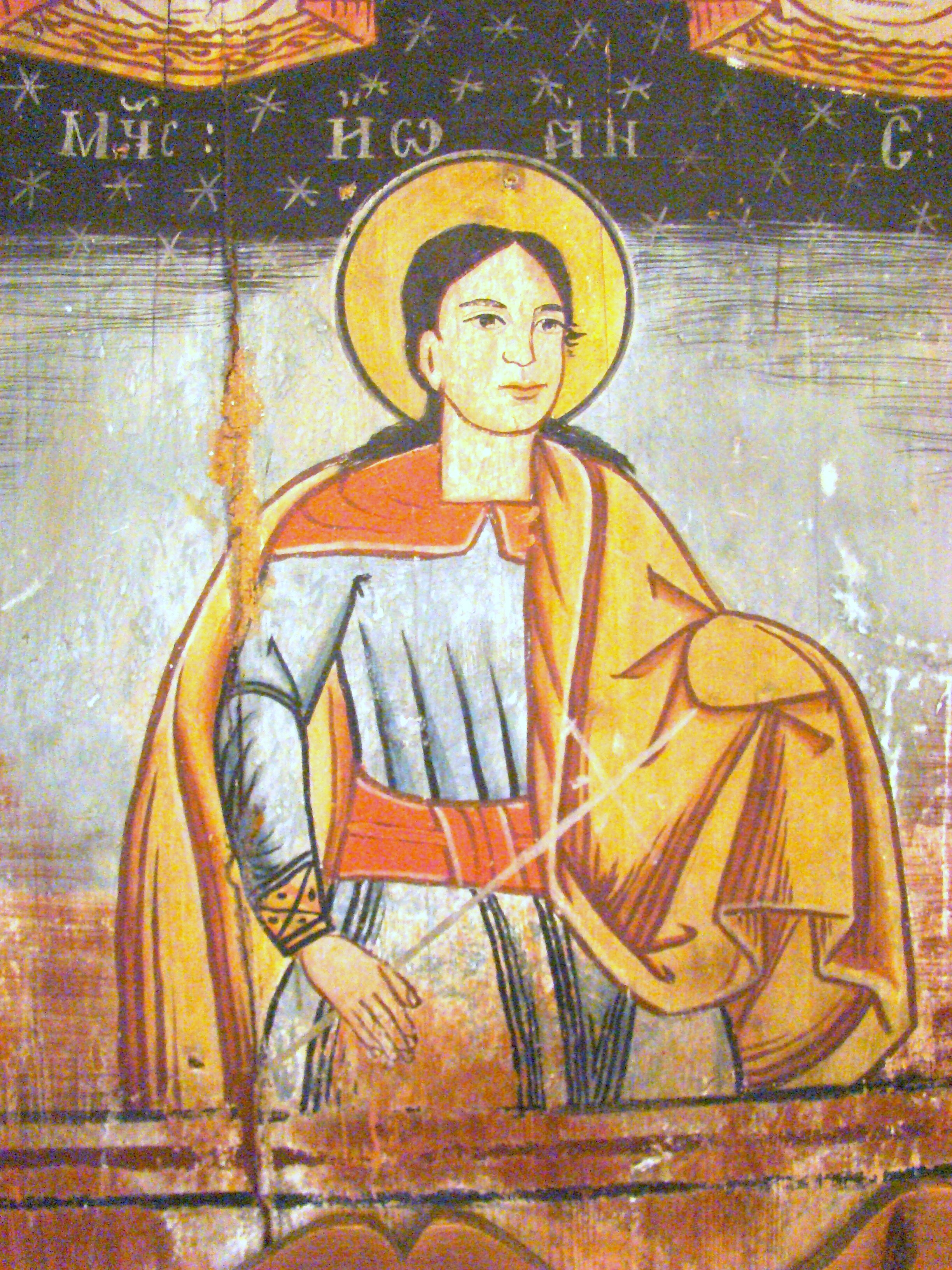
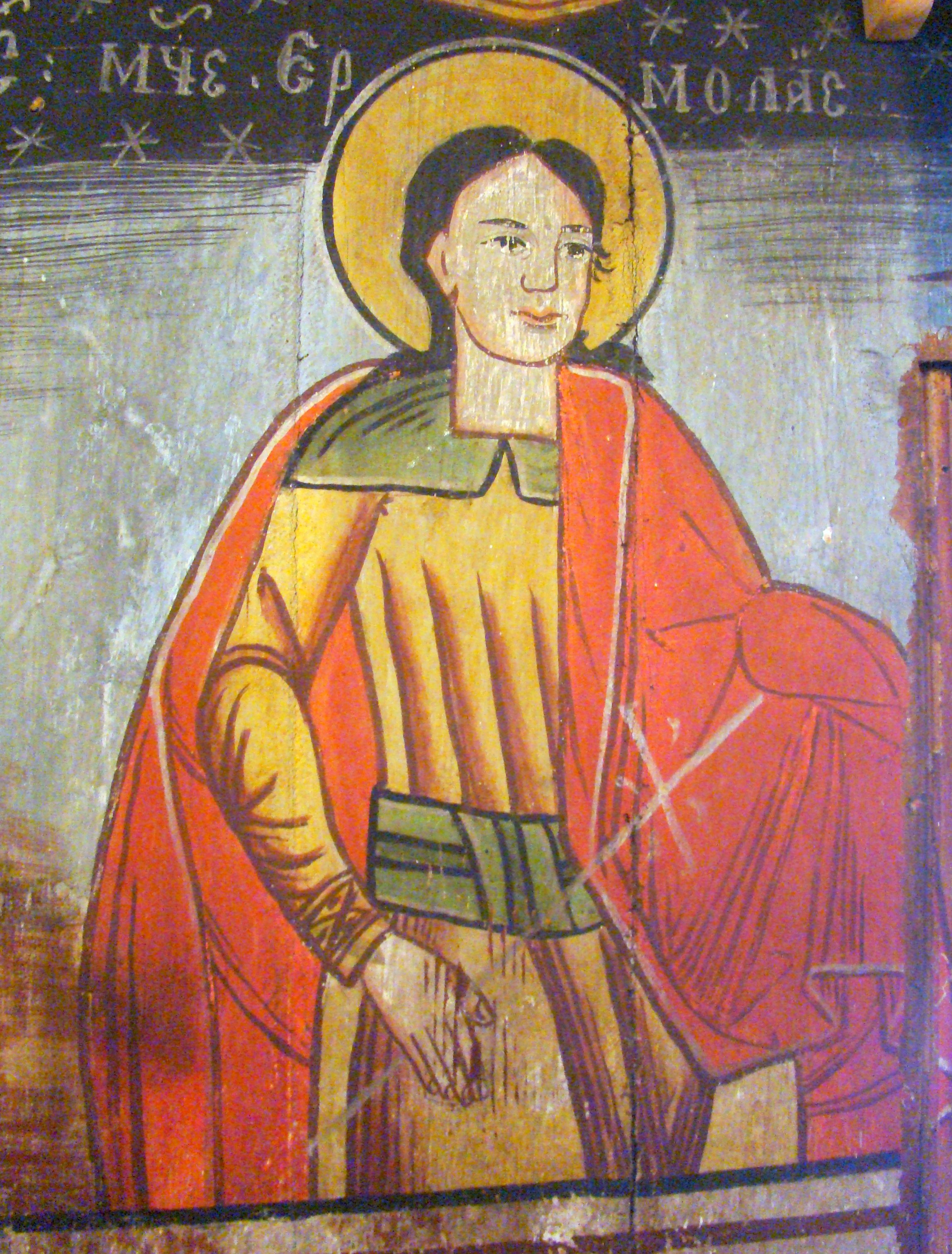
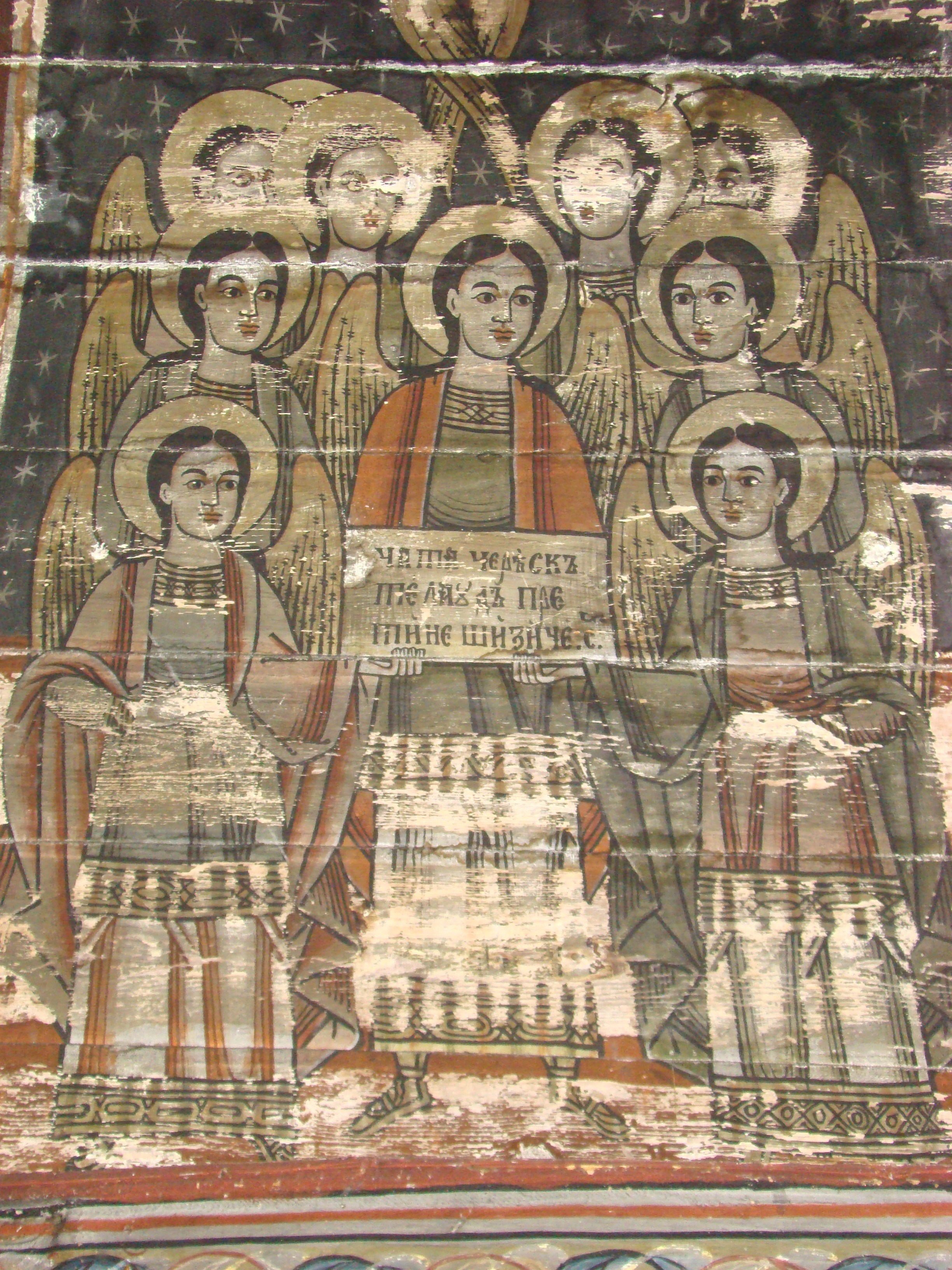
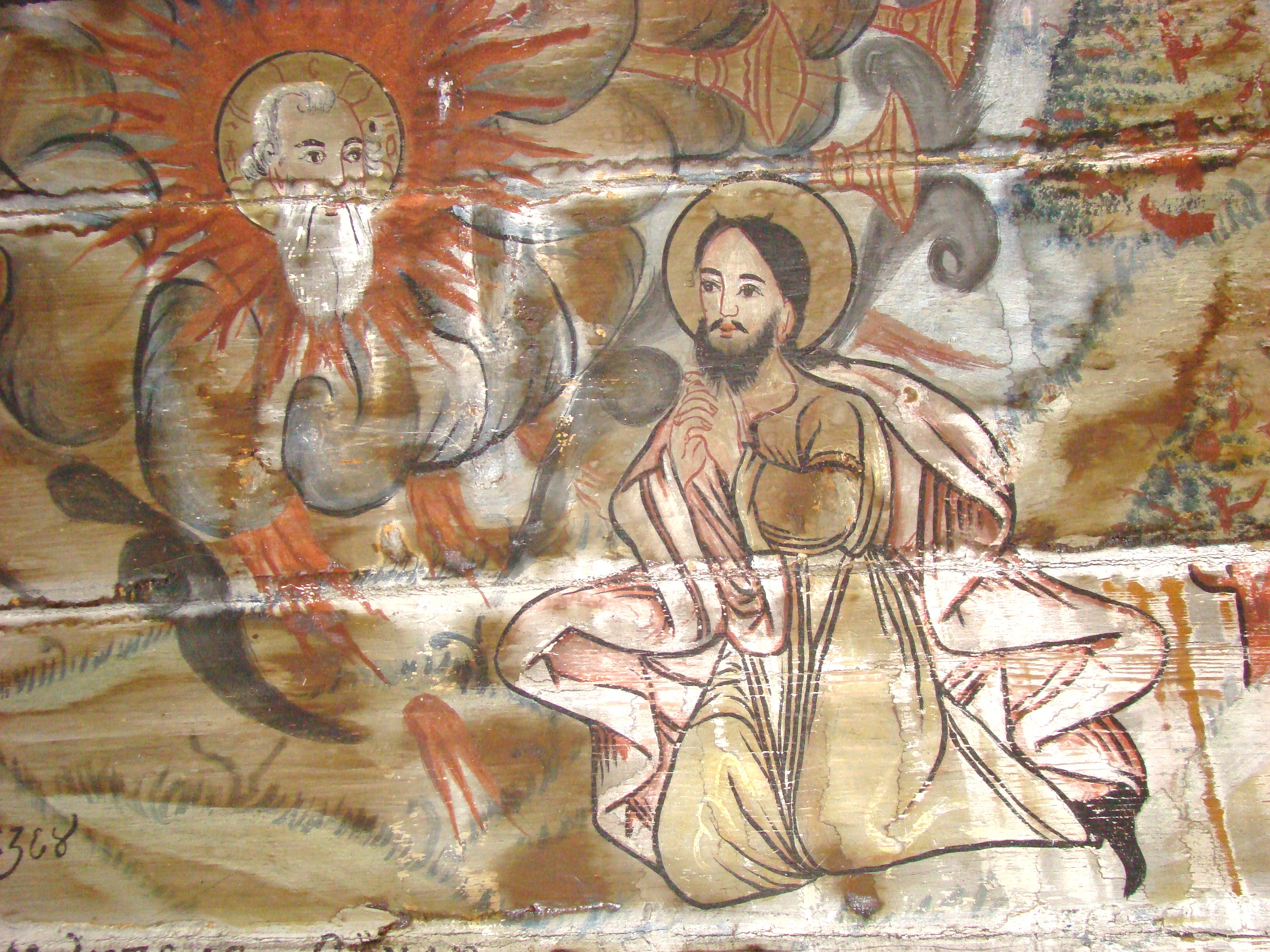
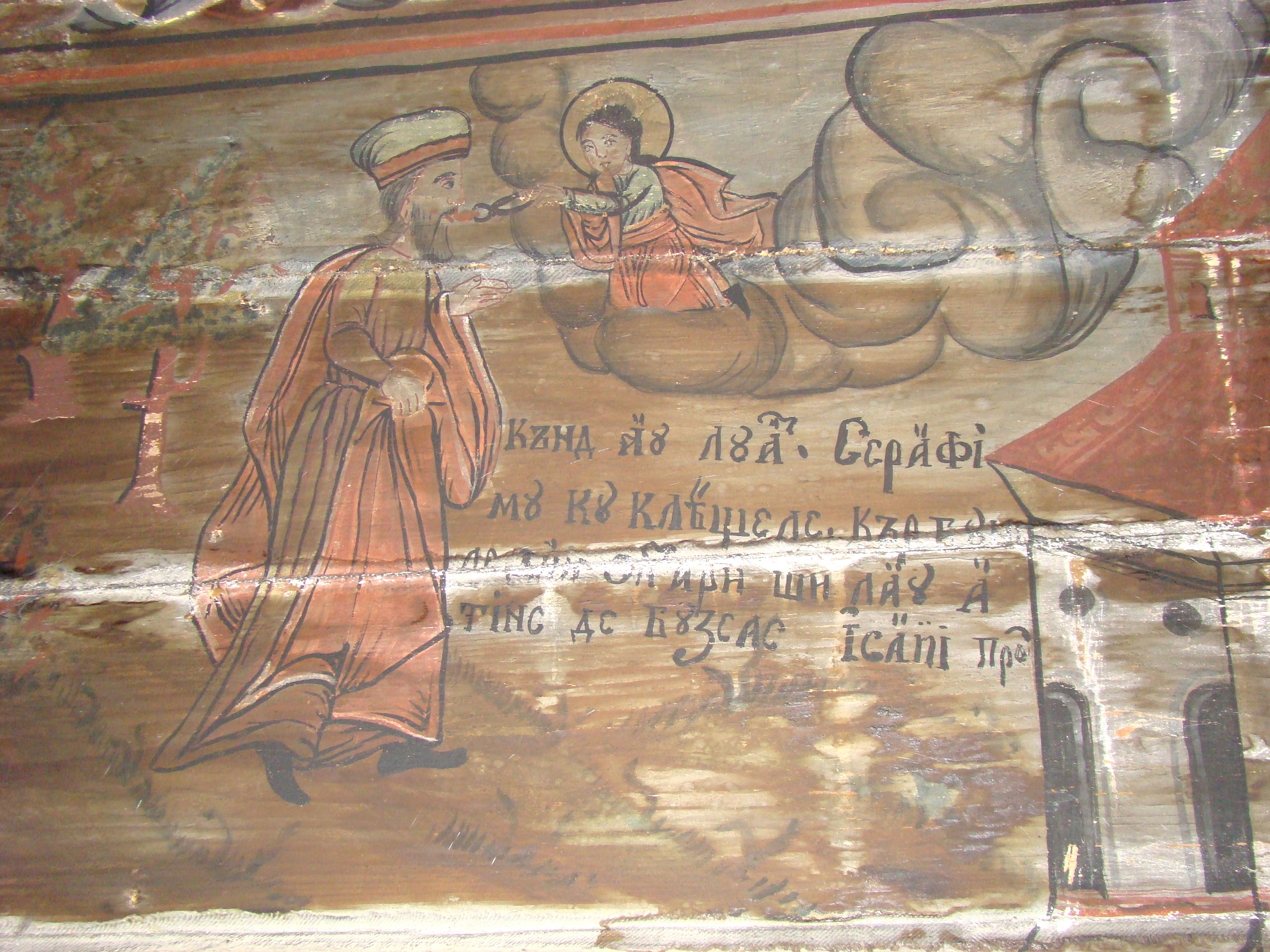
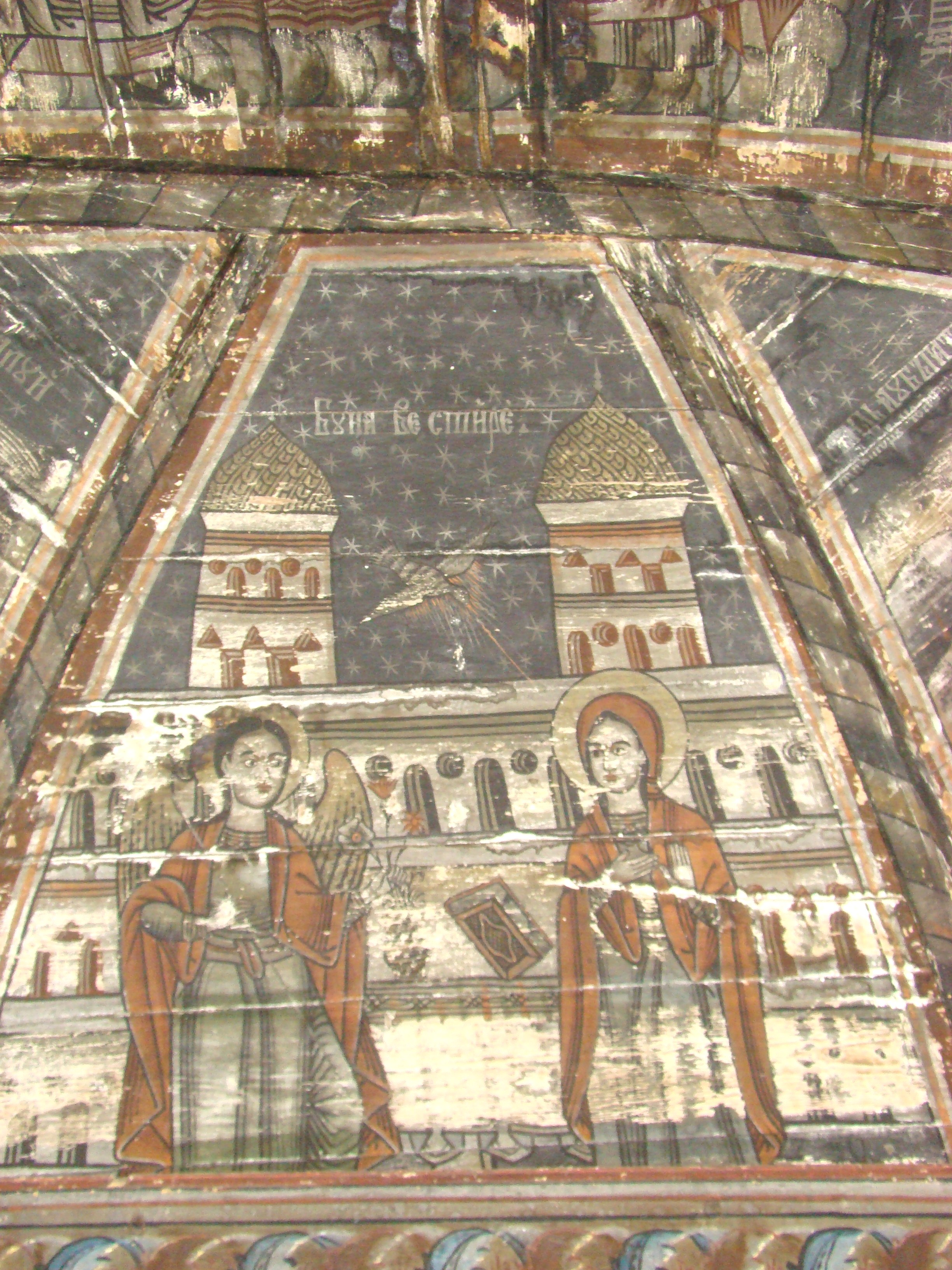
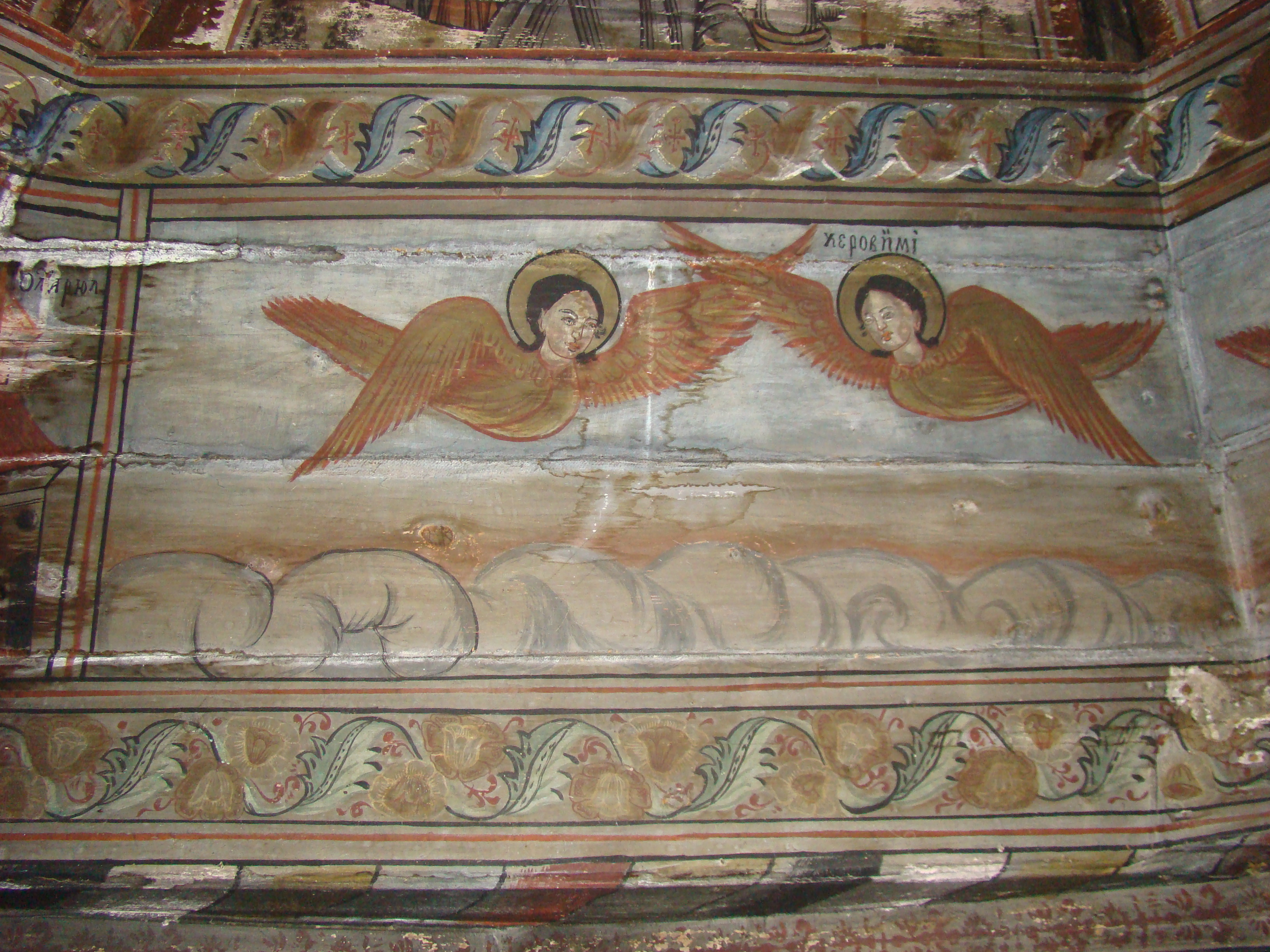
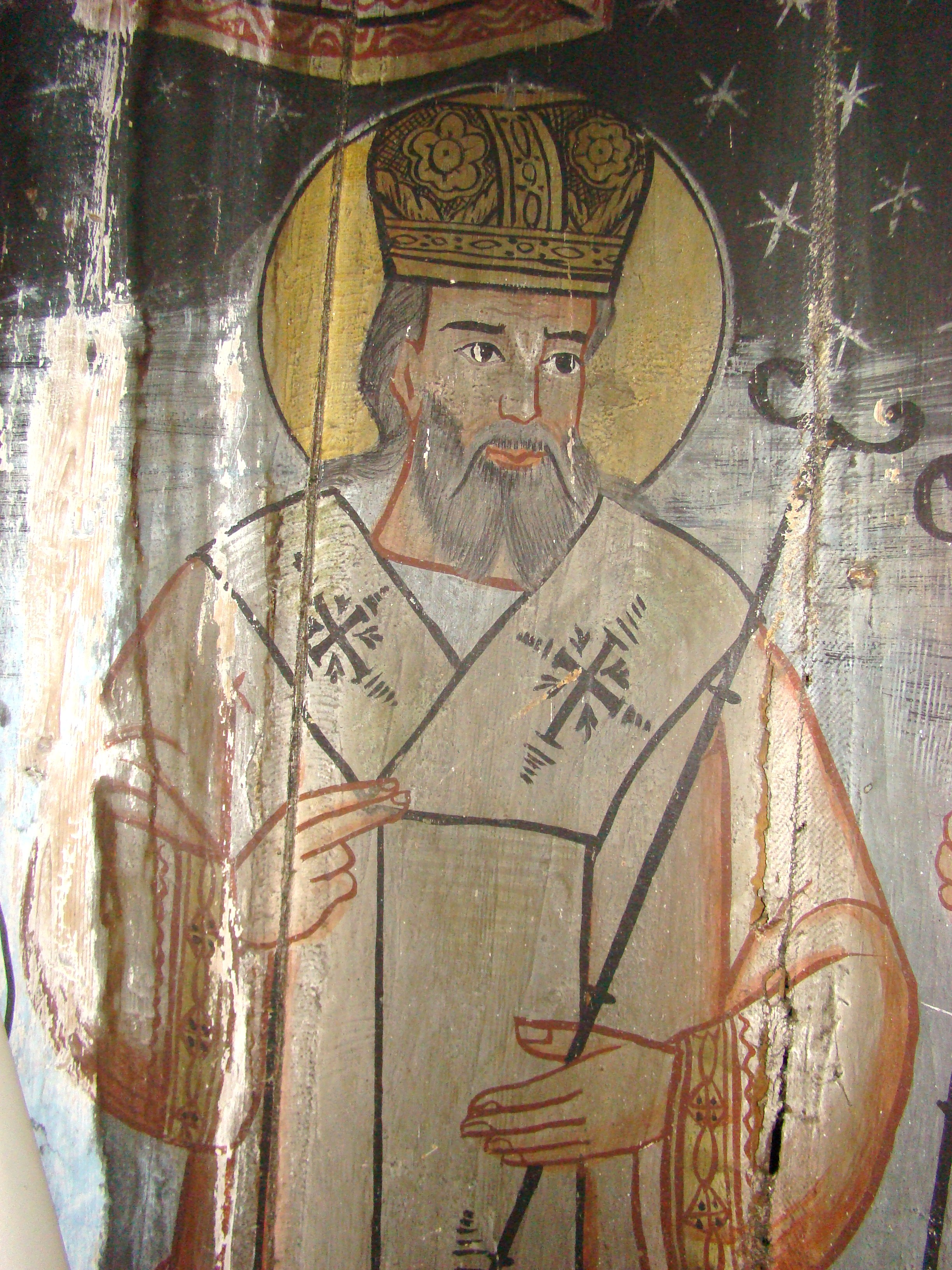
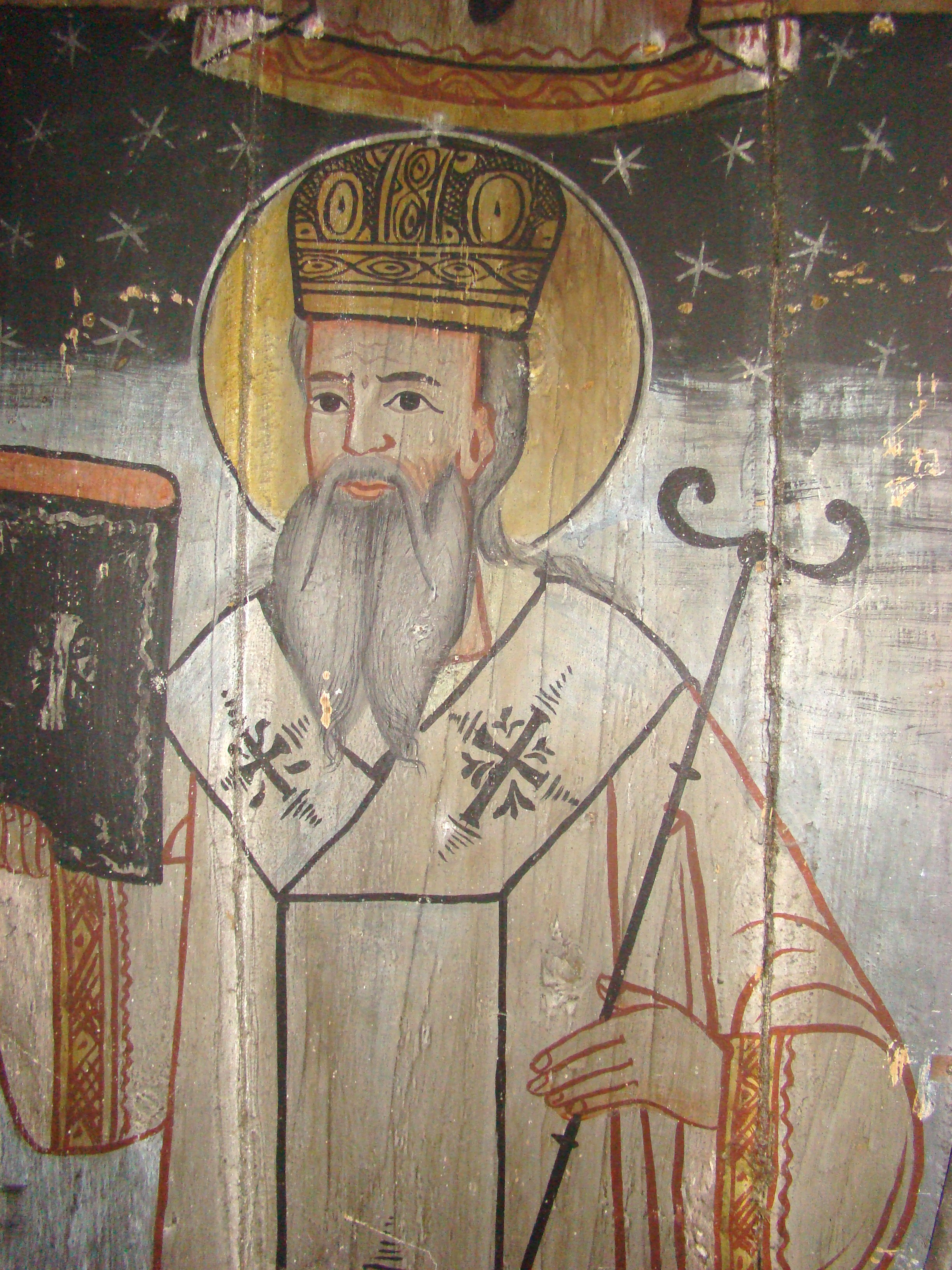
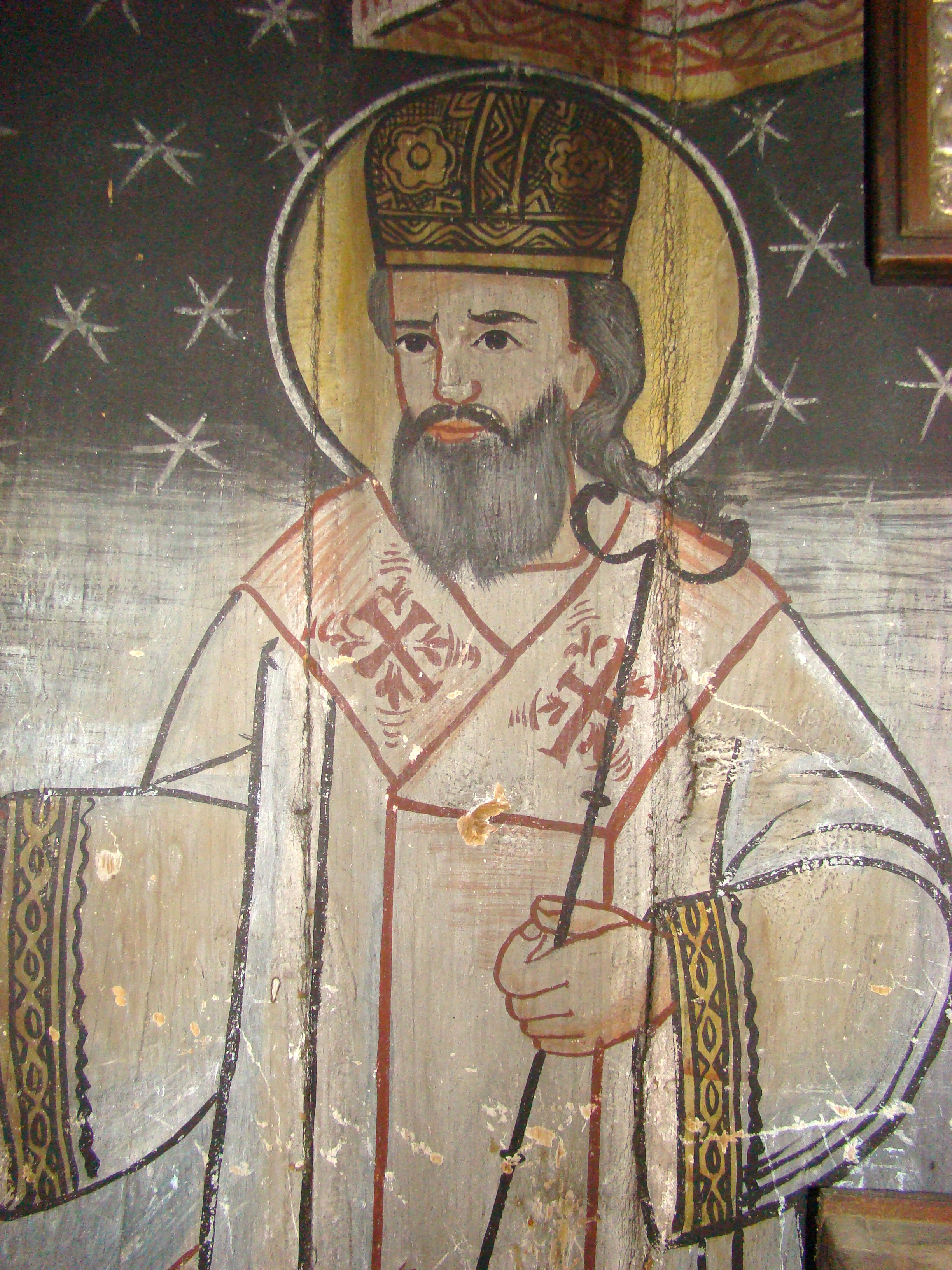
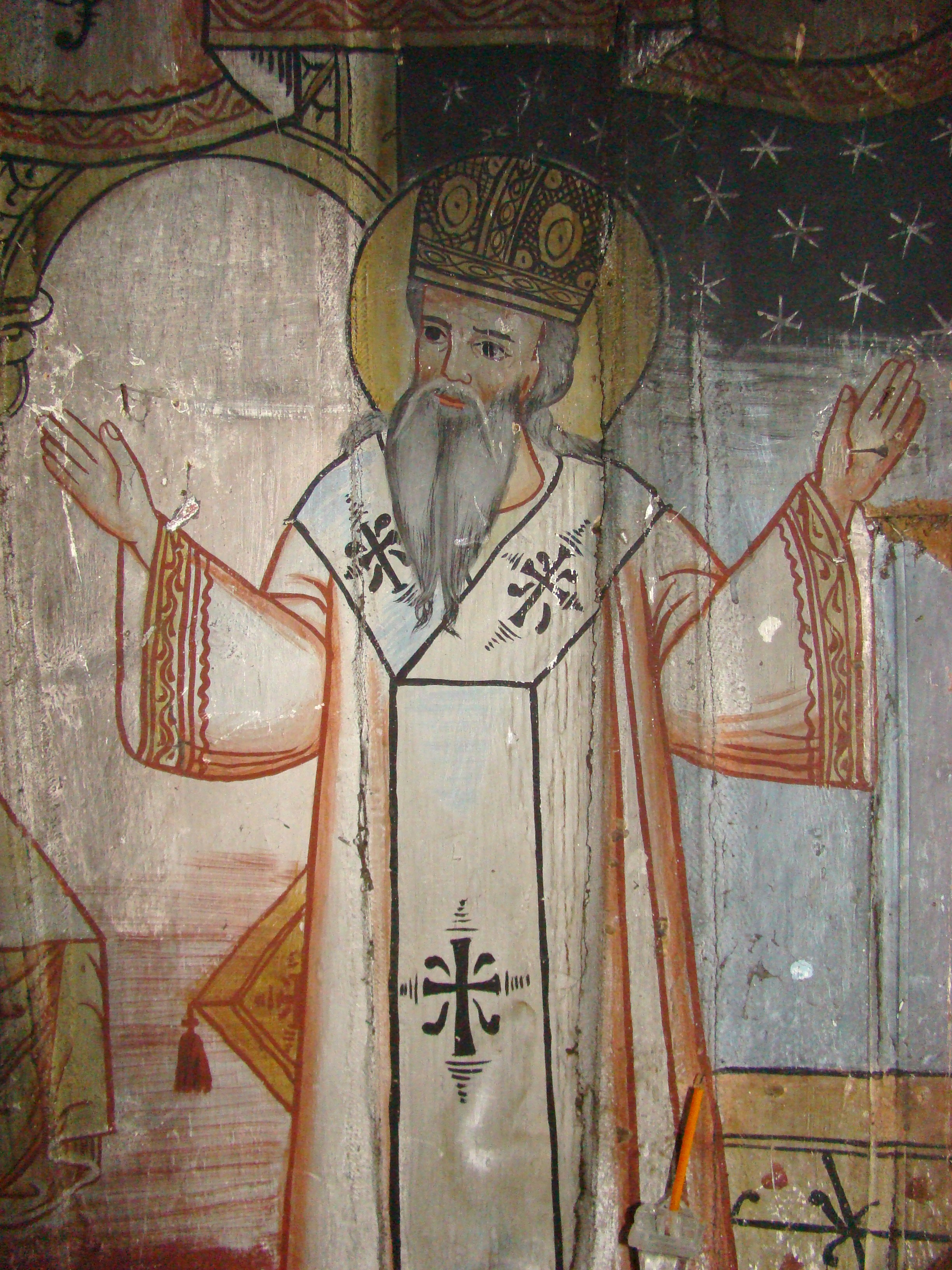
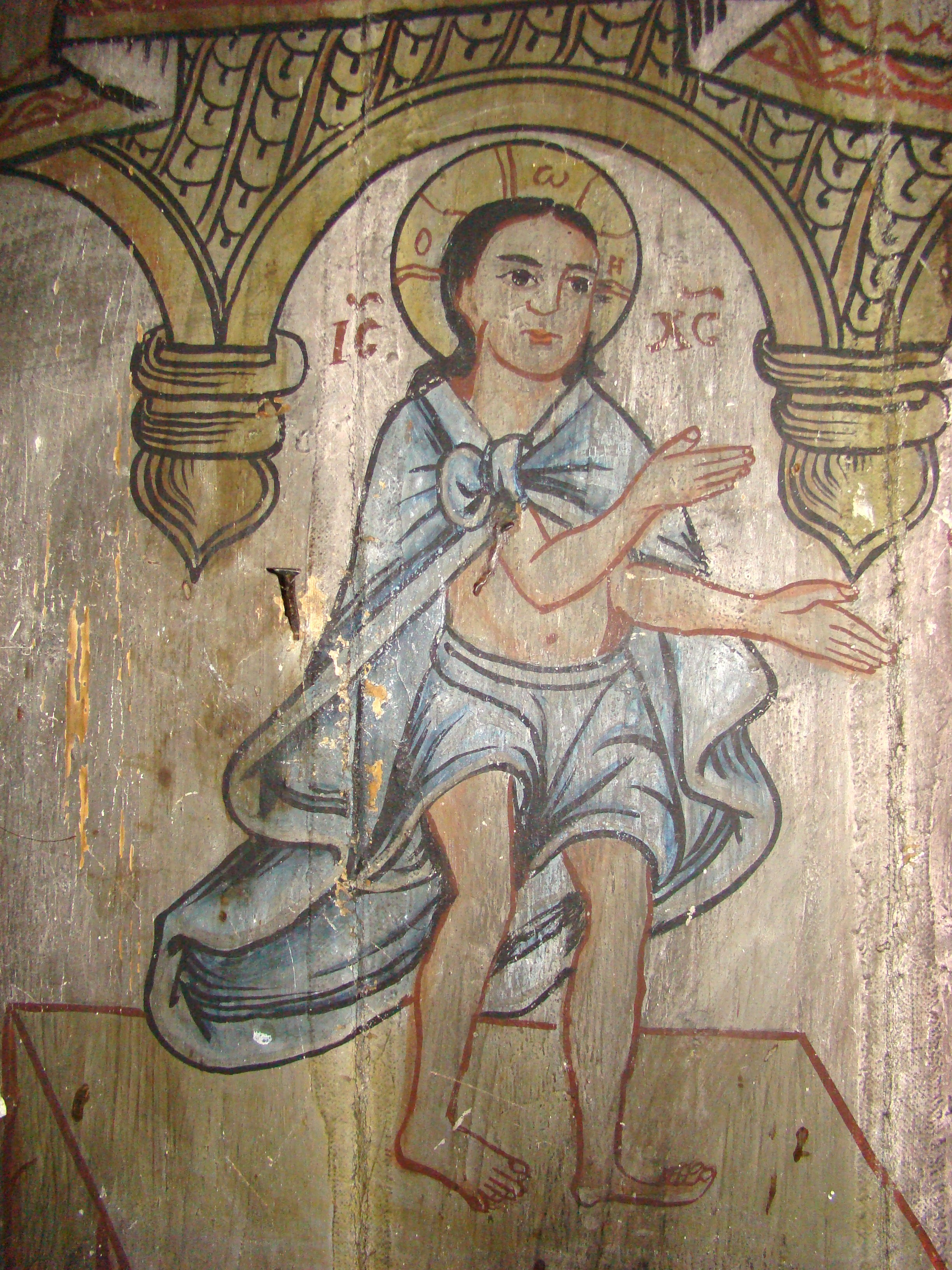

## Imagini din exterior

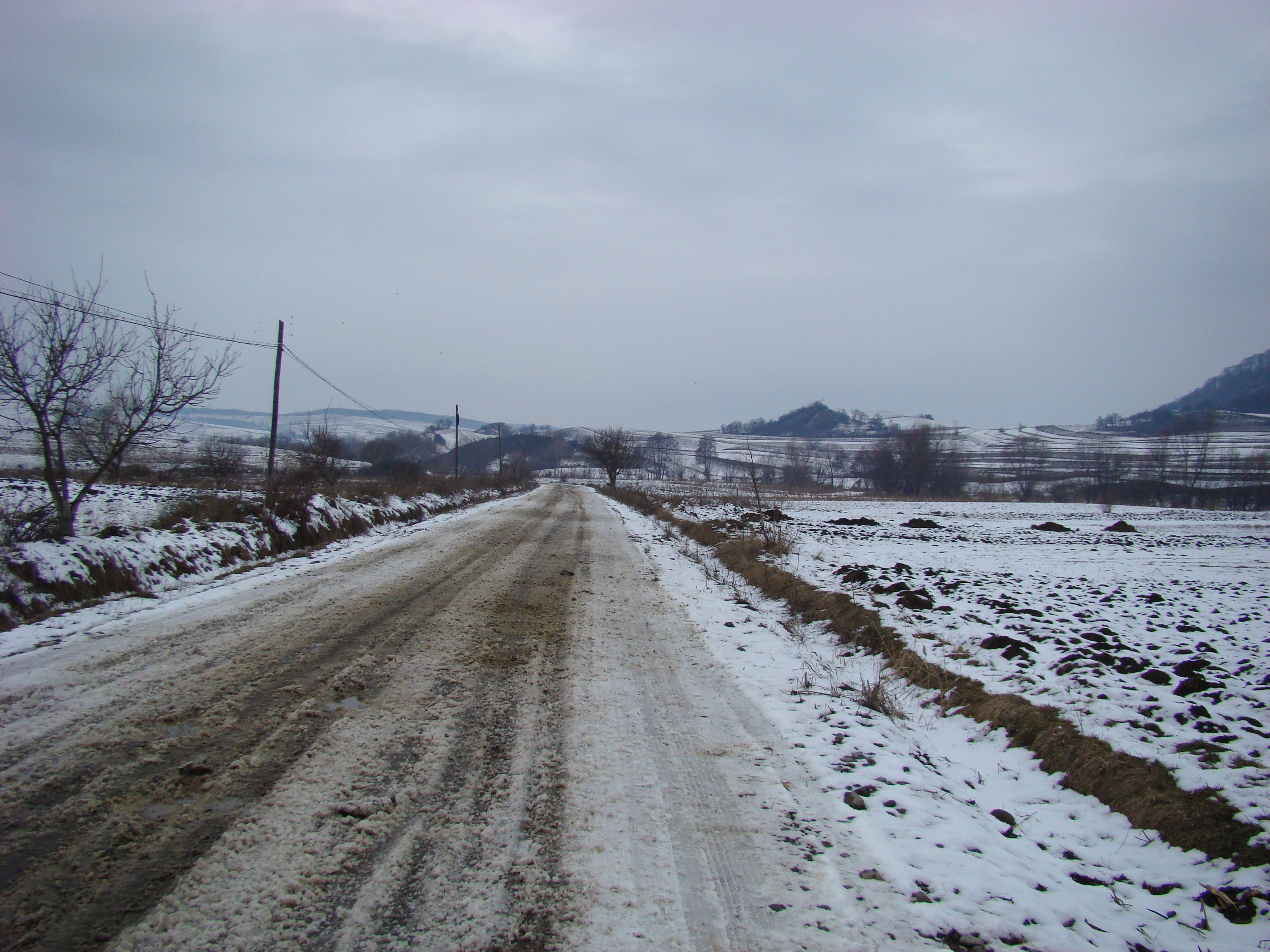
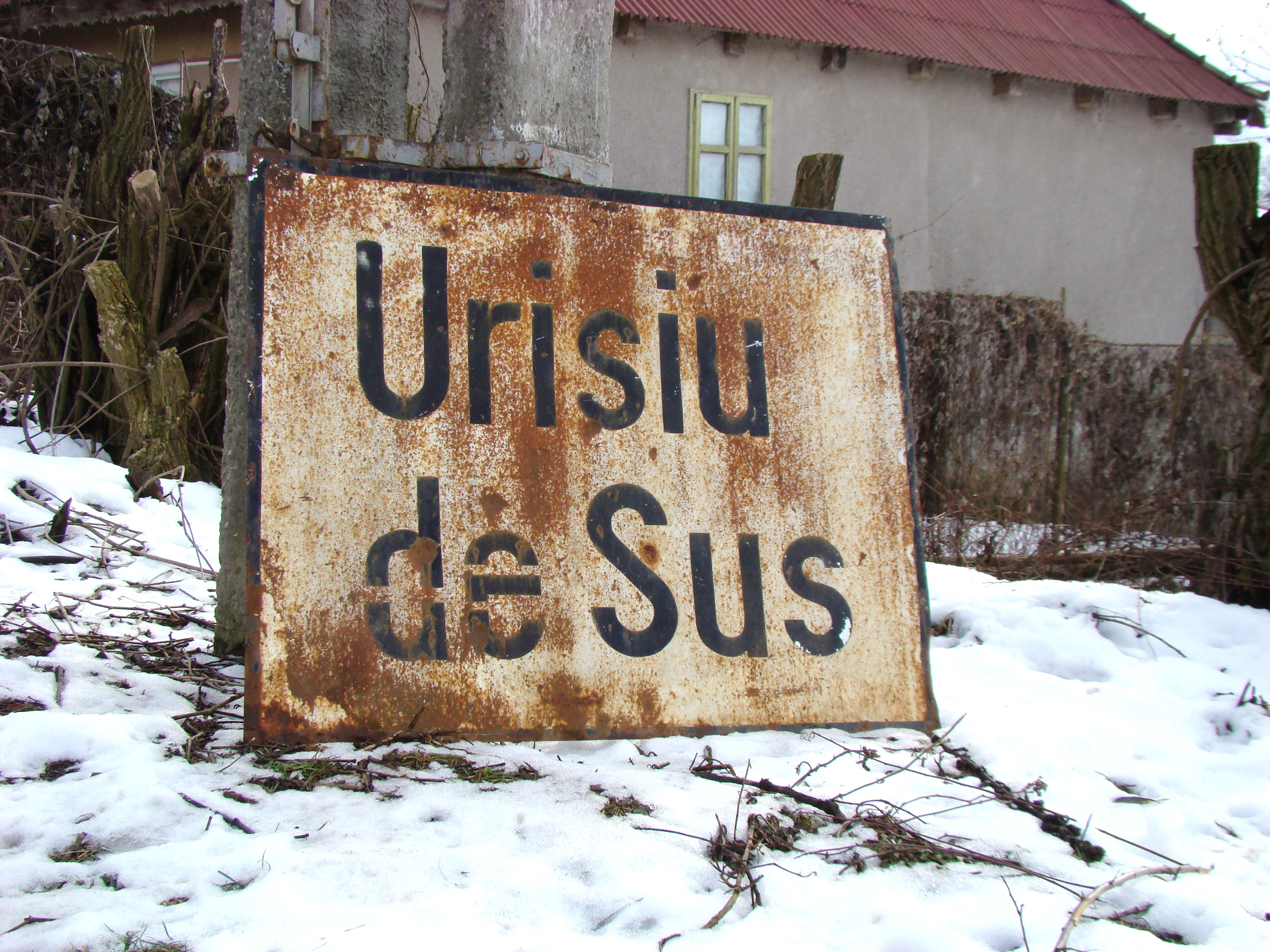
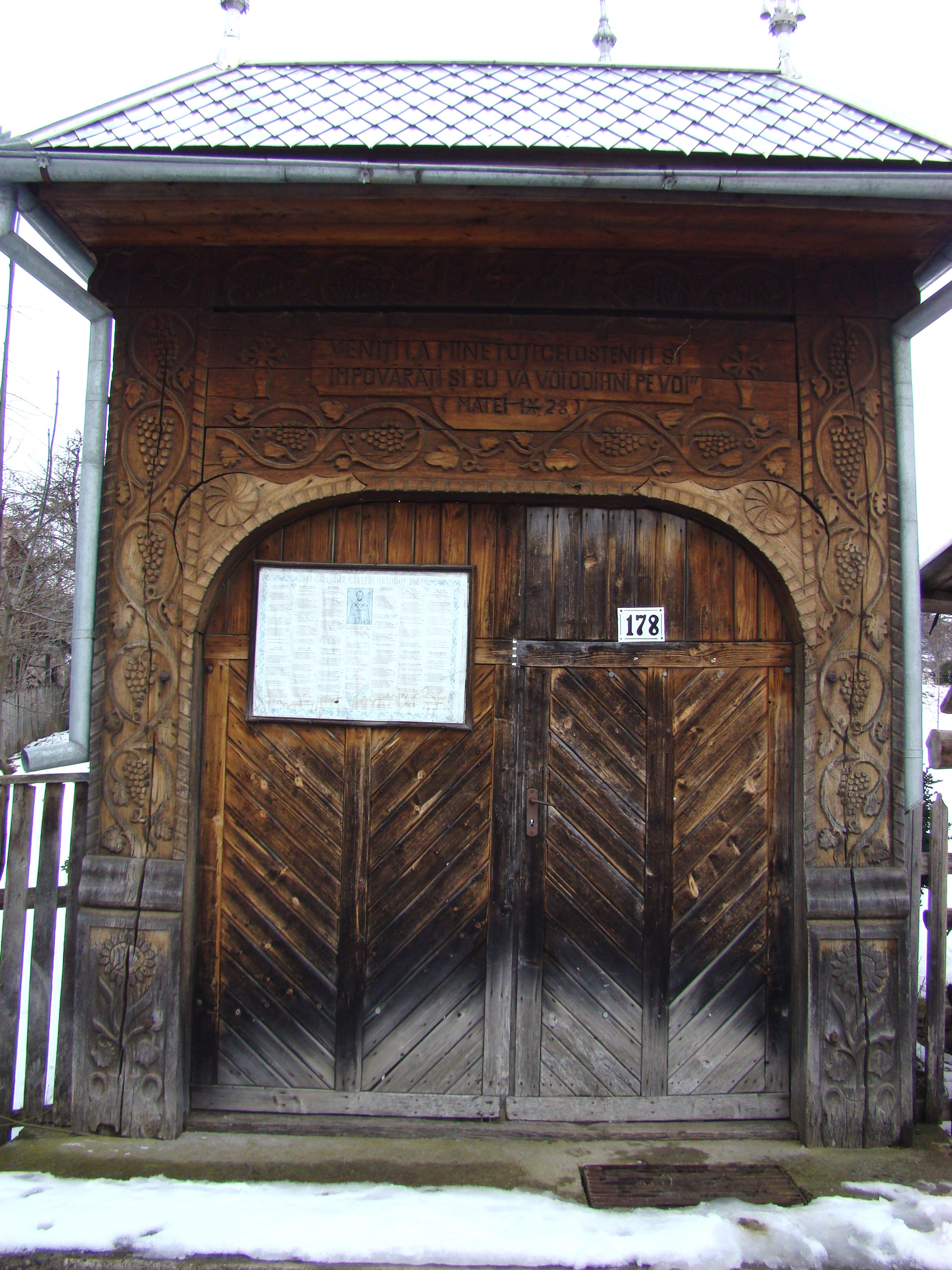
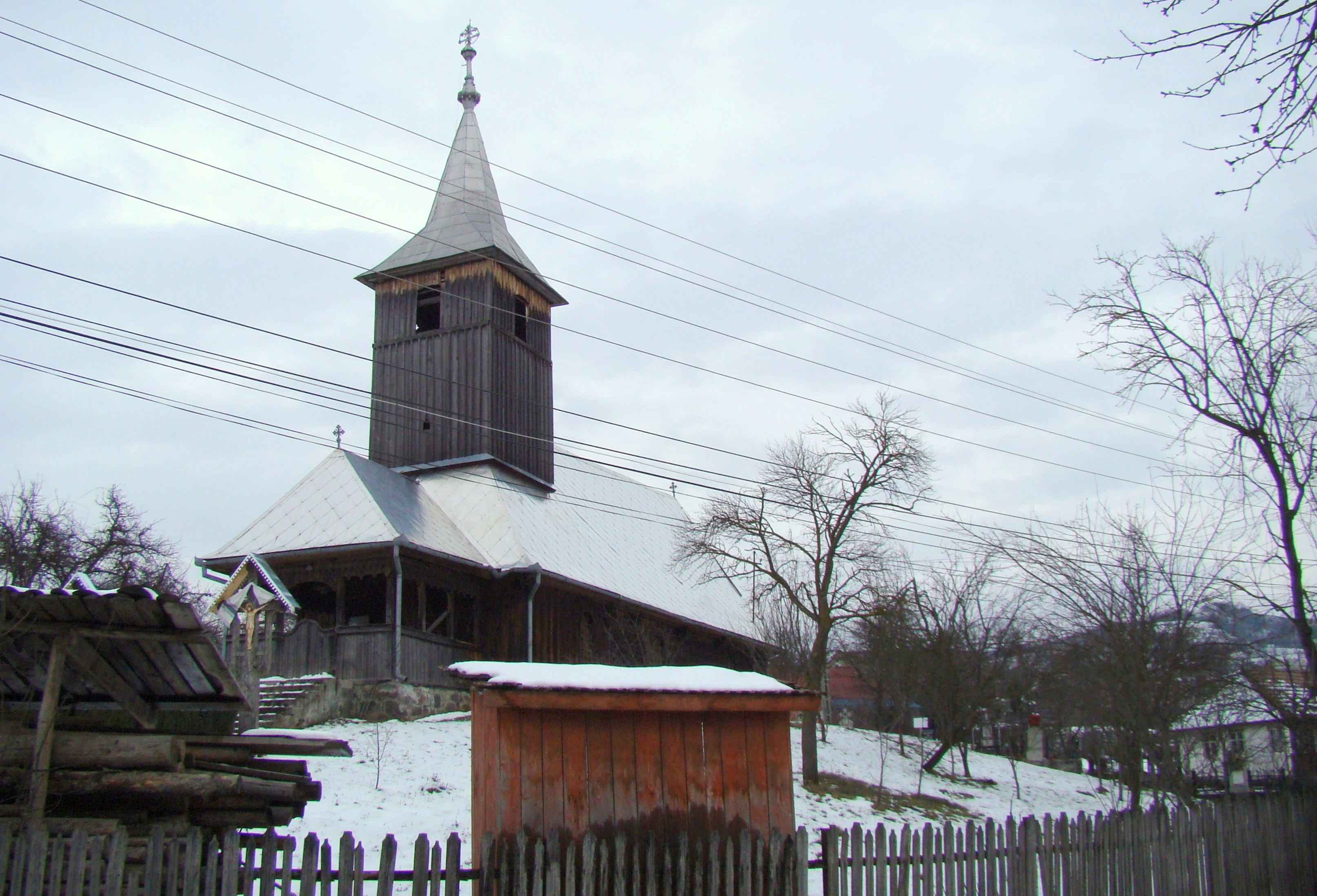
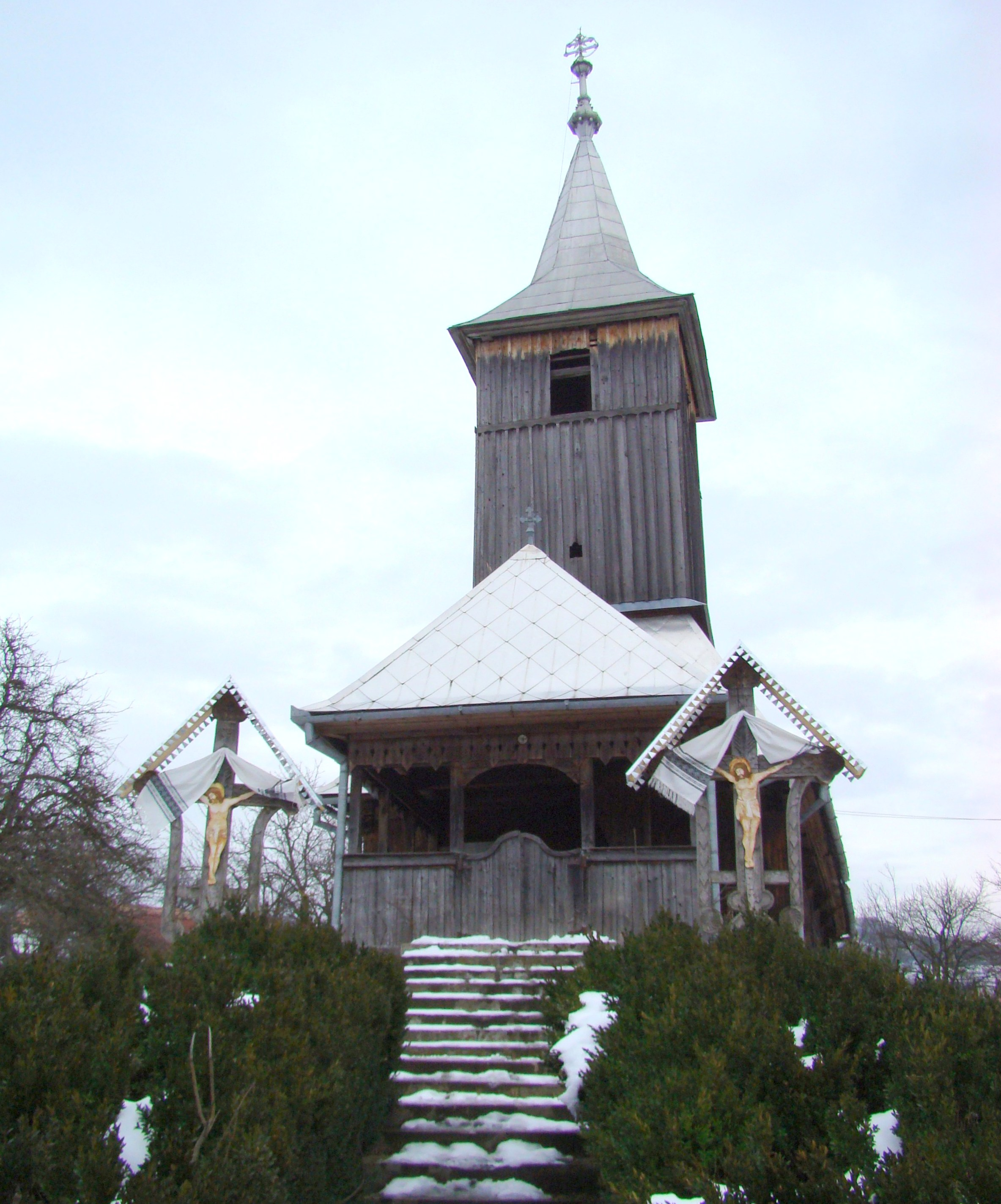
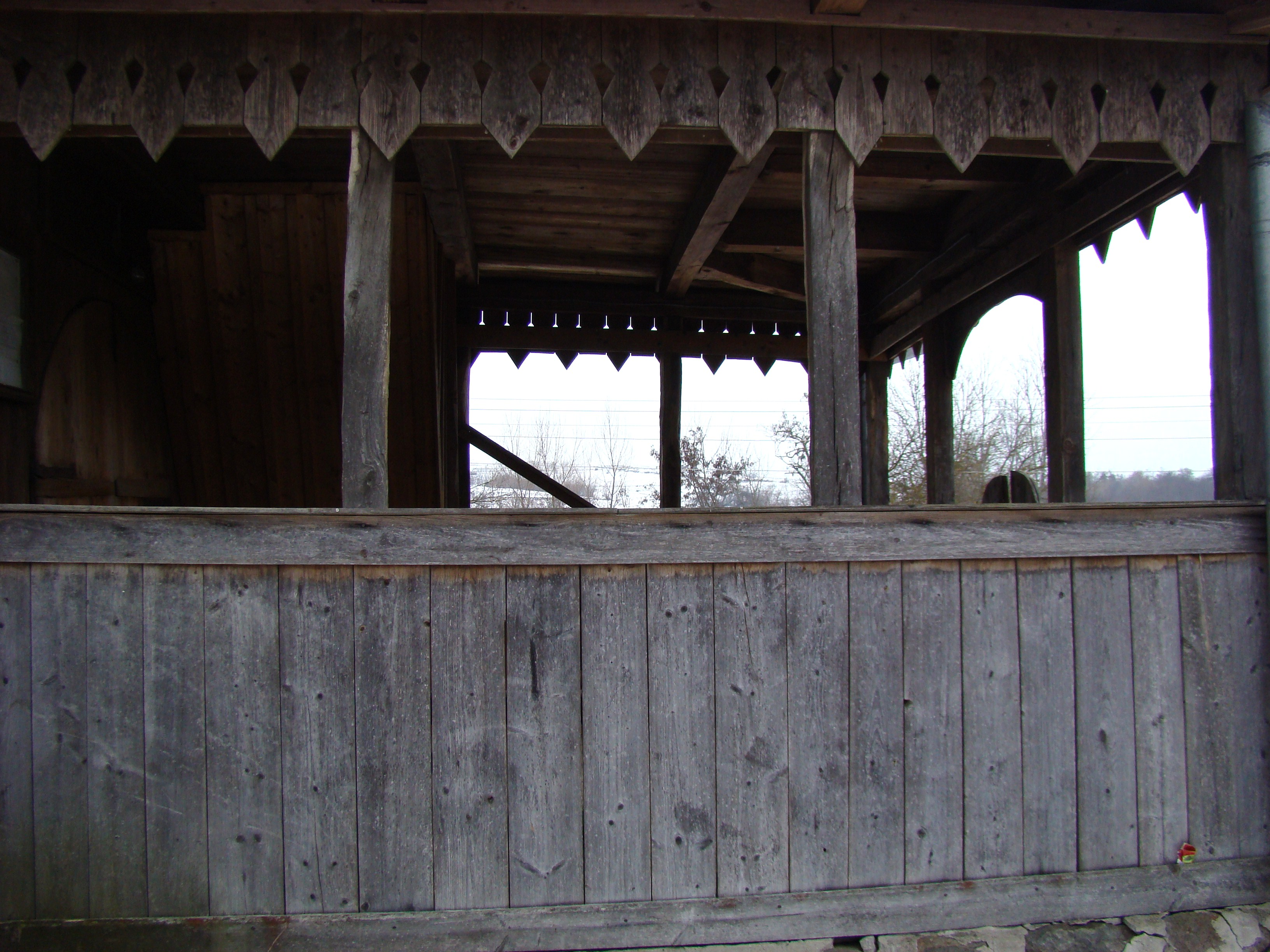
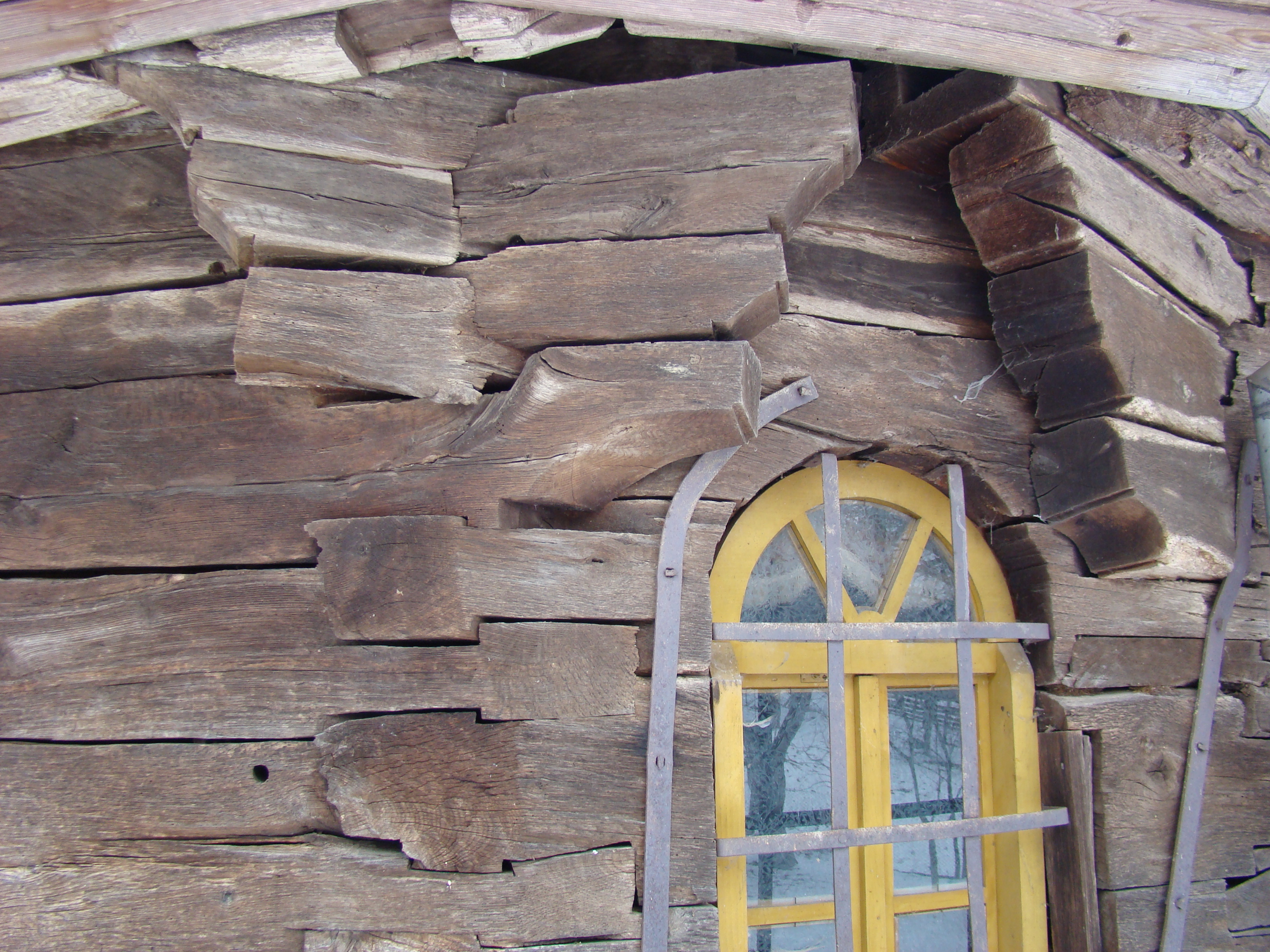
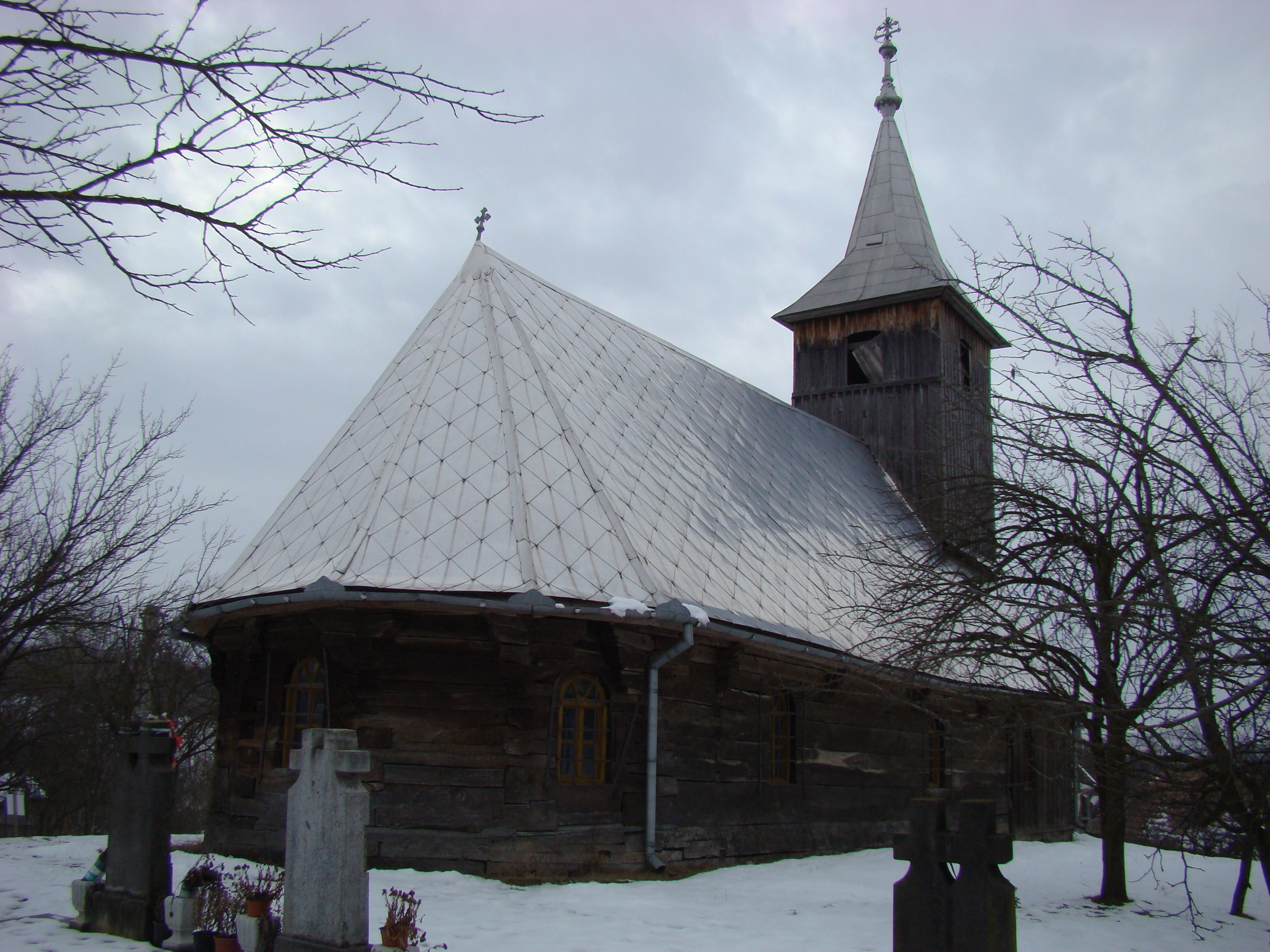
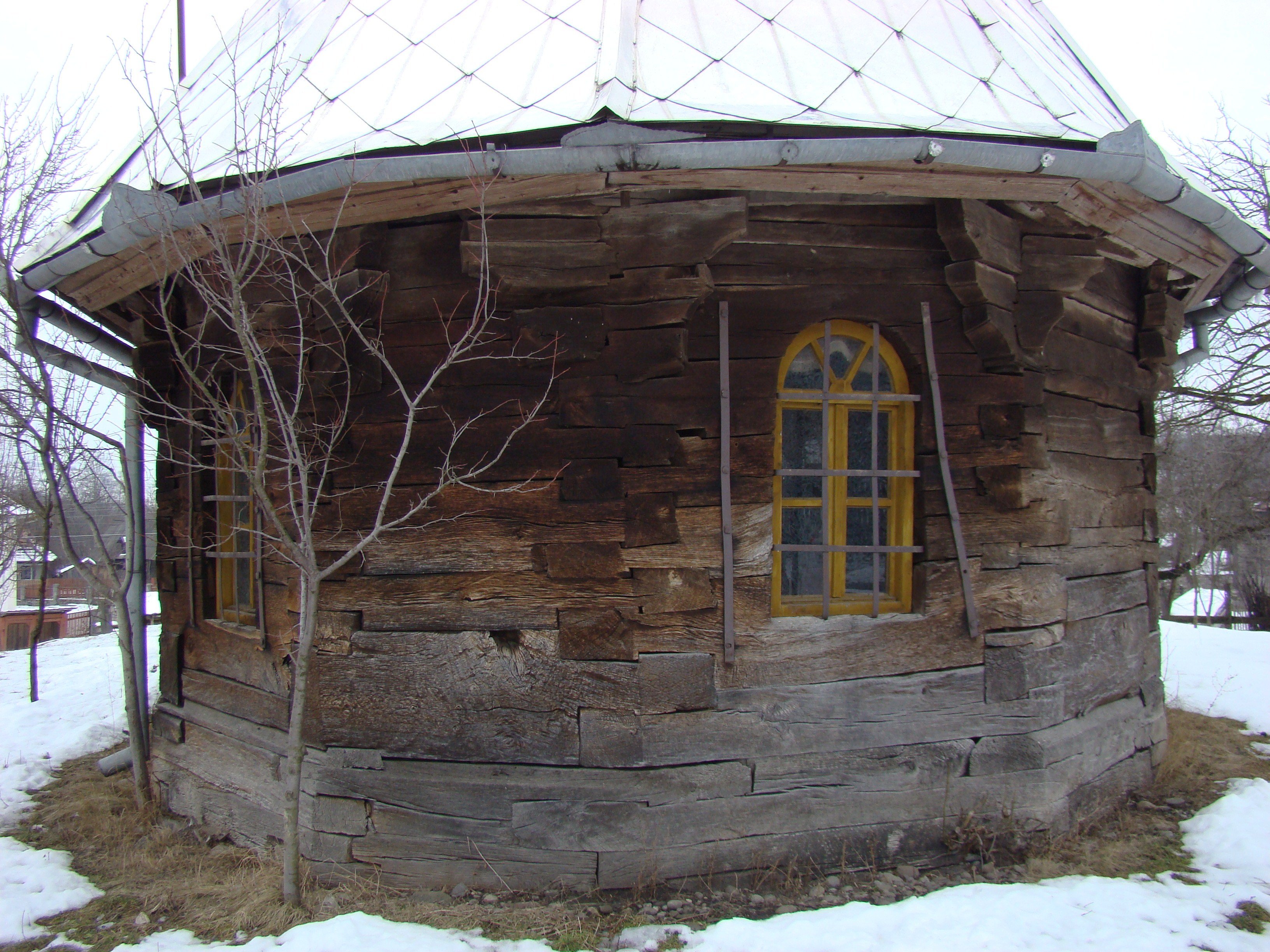
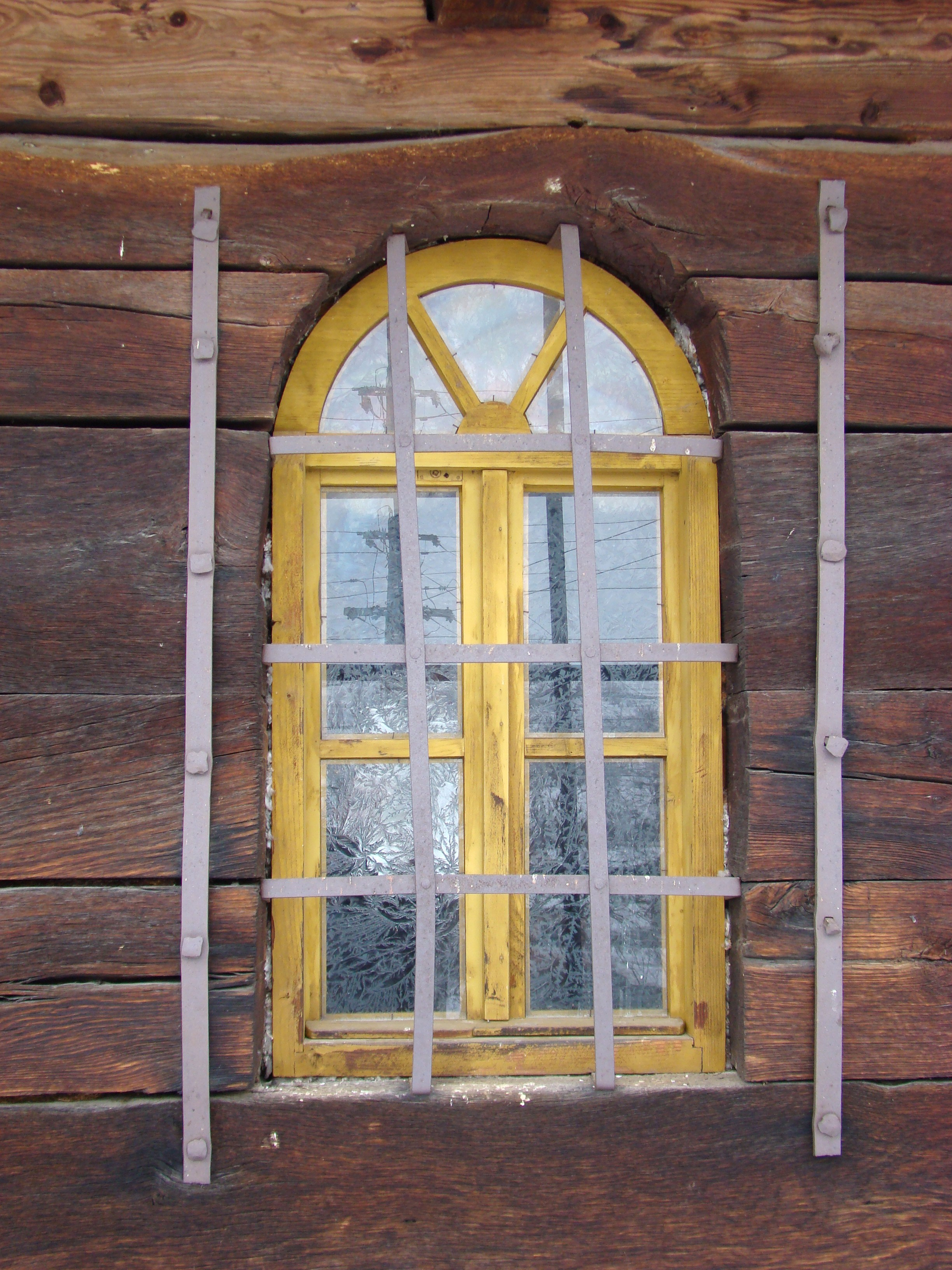
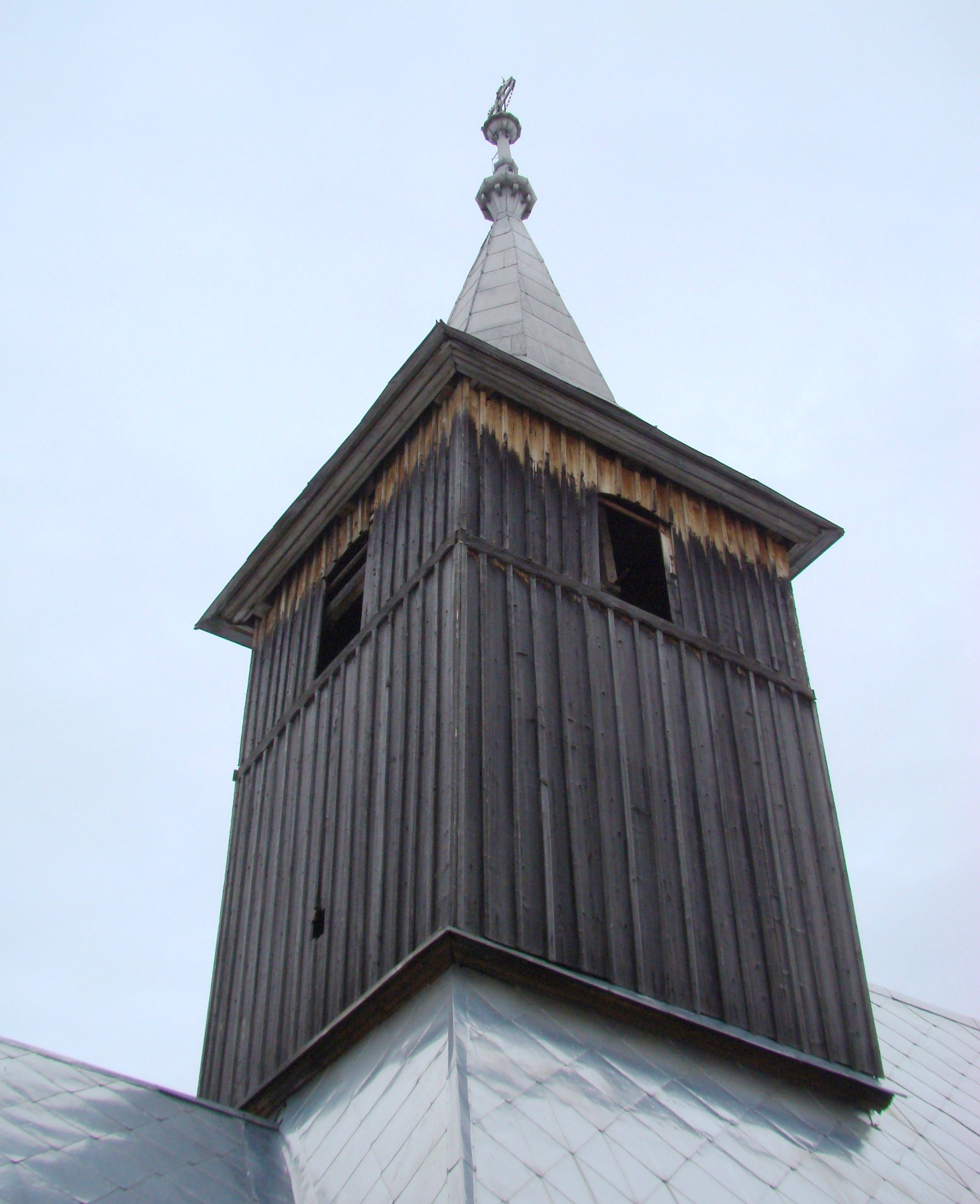
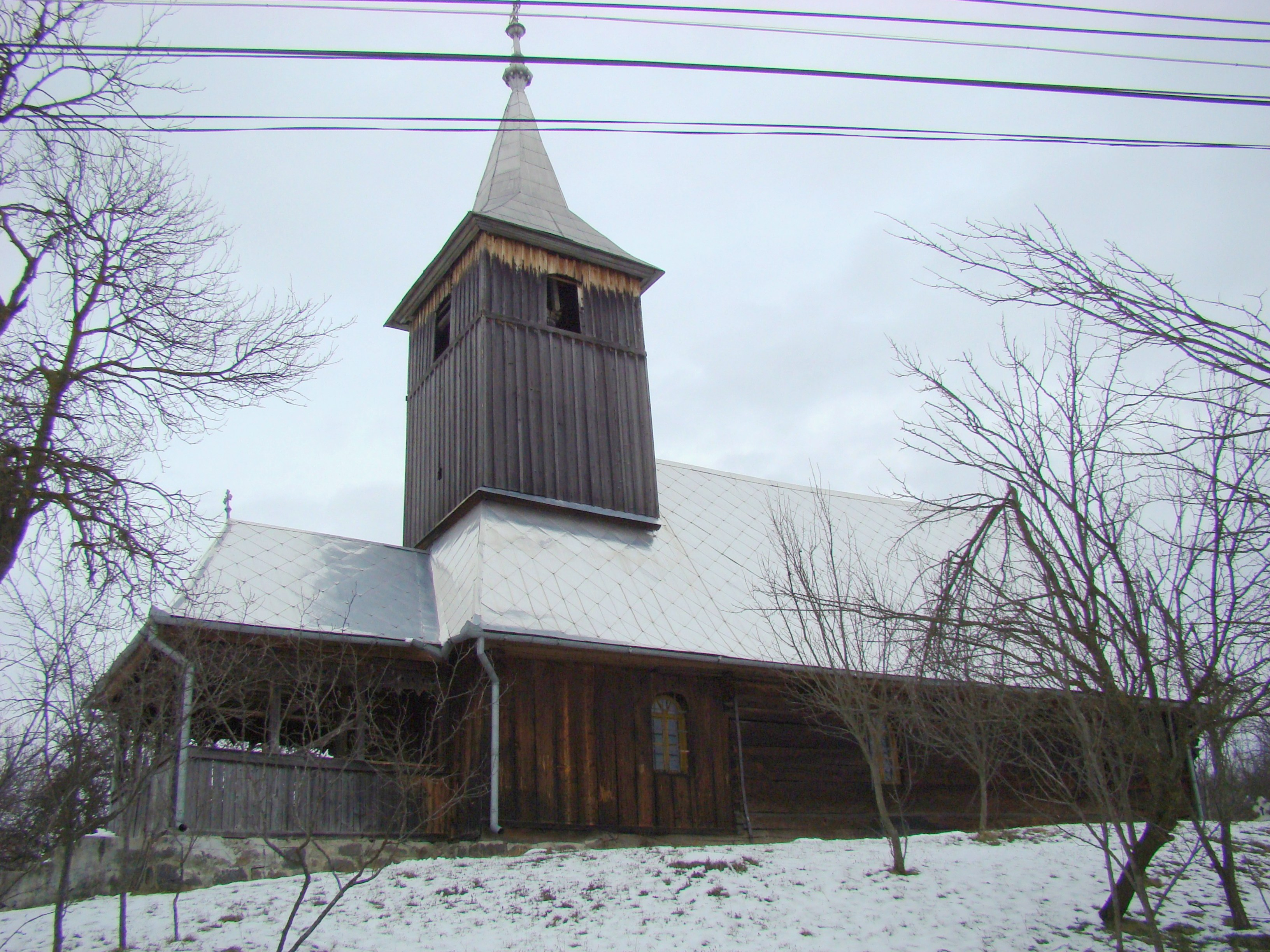
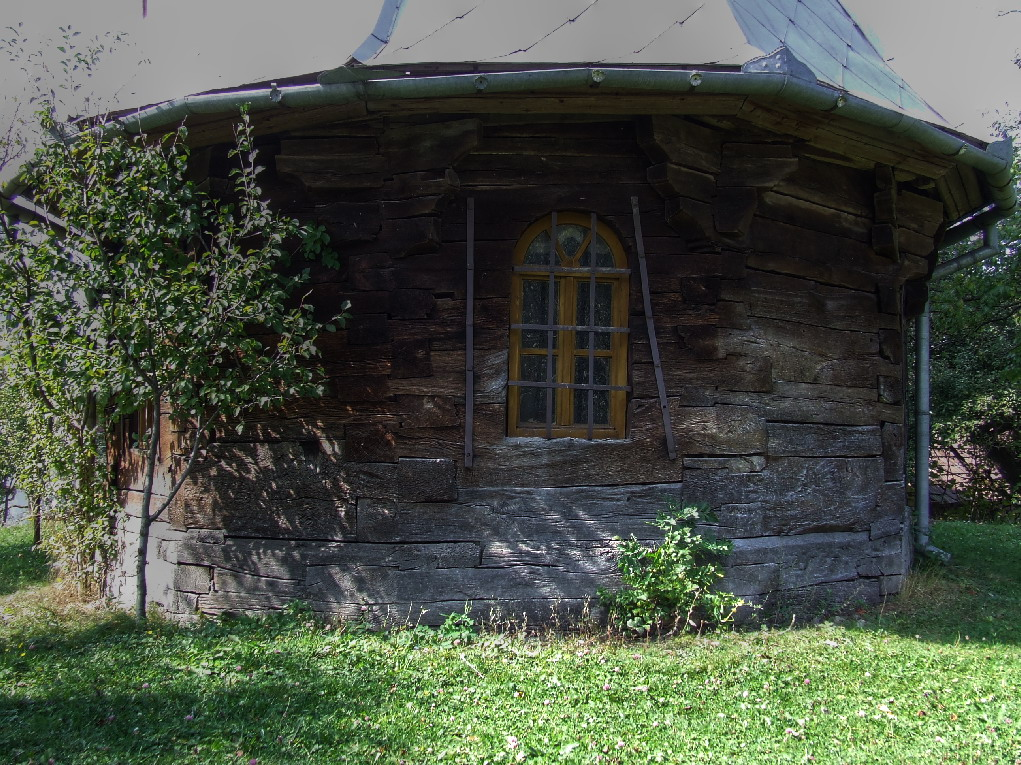
Absida altarului
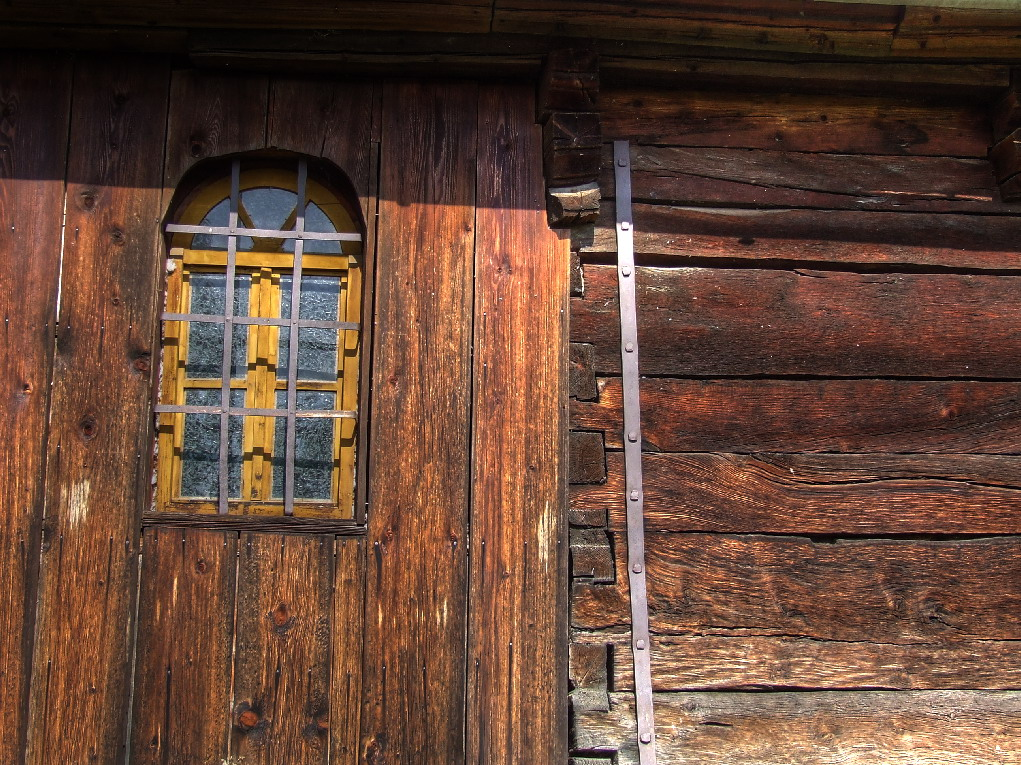
Detaliu perete
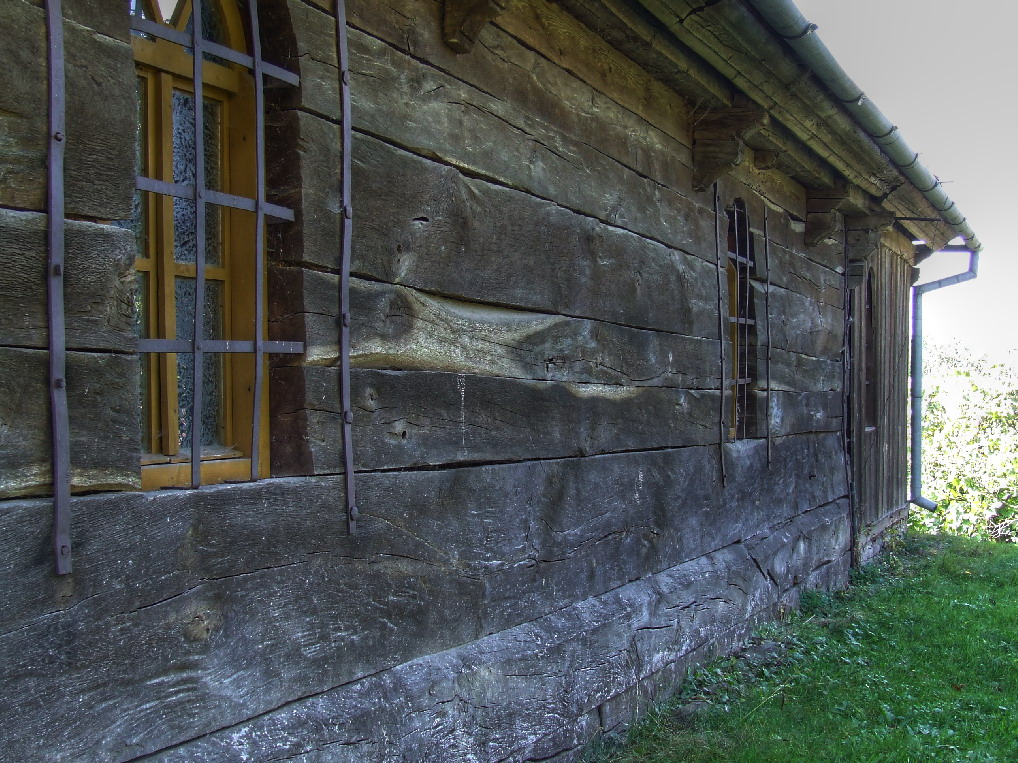
Peretele de nord
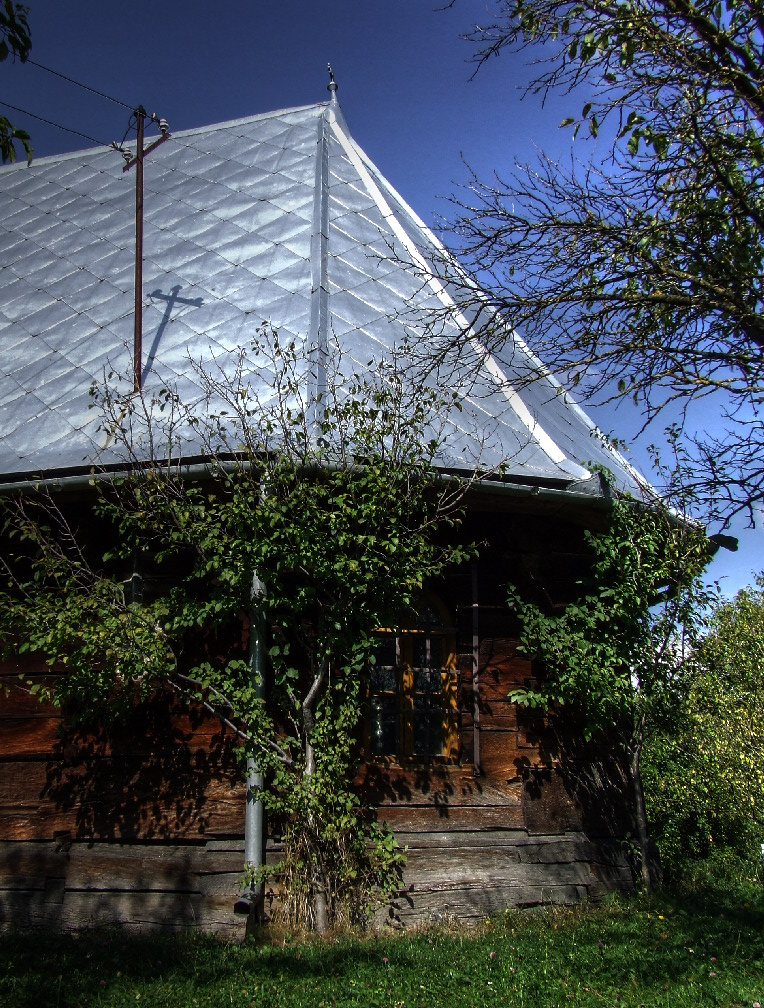
Vedere laterală a altarului